# M4 Sherman
Pour les articles homonymes, voir M4 et Sherman.
Le M4 Sherman est un char moyen et le char américain produit en plus grande quantité pendant la Seconde Guerre mondiale. Près de cinquante mille exemplaires (toutes versions confondues) furent produits de 1942 à 1945.

## Dénomination
Le système de dénomination américain se compose de trois éléments : le type de véhicule, ici medium tank pour « char moyen », la lettre T ou M suivi d’un numéro, qui désigne s’il s’agit d’un prototype ou d’un modèle de série. Ainsi, la désignation dans la nomenclature américaine est medium tank M4 et celle du prototype est medium tank T6. Les variantes reçoivent en sus un numéro de version composé de lettre A suivie d’un numéro, A1 représentant la première mise à jour. L’inconvénient de ce système est qu’il peut facilement porter à confusion lorsque le nom est abrégé : ainsi, le nom M3 seul peut désigner à la fois un char moyen, un char léger, une automitrailleuse, un half-track, un pistolet-mitrailleur, etc.,.
Afin d’éviter ces confusions, les Britanniques prennent l’habitude de renommer le matériel américain qu’ils reçoivent, en attribuant aux chars des noms de généraux de la guerre de sécession américaine. Les variantes sont ensuite incrémentées avec des chiffres romains. Le M4 devient ainsi le Sherman, d’après le général William Tecumseh Sherman de l'Union pendant la Guerre de Sécession, le M4A1 correspondant au Sherman II. Après la Seconde Guerre mondiale, la désignation britannique est devenue majoritaire, y compris aux États-Unis, alors que ceux-ci ne l’ont pas utilisée pendant la guerre,

## Histoire

### Contexte
À la fin de la Première Guerre mondiale, l'US Army est équipée du char Renault FT ou de sa version construite sous licence le M1917 et de quelques chars anglais. Les années 1920 et 1930 sont des années maigres pour les forces armées : de 1930 à 1939, l'armée de terre achète 321 chars légers M2 Light Tank pour l'infanterie - plus 148 « combats cars » pour la cavalerie qui, à la suite d'une loi votée par le congrès en 1920, n'a plus le droit de mettre en œuvre des « tanks ».
La montée des menaces déclenche une course aux armements en Europe que les États-Unis ont du mal à suivre : il faut attendre les chocs du début de la Seconde Guerre mondiale et en particulier de la défaite française, ainsi que l'augmentation de la demande anglaise, pour qu'ils se lancent dans un programme massif de conception puis de fabrication de chars, les plans initiaux étant de porter l'armée américaine à 216 divisions dont 61 blindées. Créée en juillet 1940, l'« Armored Force » absorbe les chars de l'infanterie et de la cavalerie. Le manque d'expérience américain dans la fabrication des tourelles portant des armes de fort calibre conduit, dans le domaine des chars moyens, à développer d'abord le M3 Medium Tank. Le développement du M3 commence ainsi en septembre 1940, le premier prototype sortant du bureau d’étude en février 1941.
Les caractéristiques de conception détaillées du M4 furent soumises par l'Ordnance Department le 31 août 1940, mais le développement d'un prototype fut retardé tandis que les conceptions de production finales du M3 étaient terminées et que le M3 n'entre en production à grande échelle. Le 18 avril 1941, l'Armored Force Board des États-Unis choisit le modèle le plus simple parmi cinq proposés. Connu sous le nom de T6, le modèle était une coque et un châssis de M3 Medium Tank modifiés, portant une tourelle de conception nouvelle équipée du canon M3 de 75 mm.
Le M4 est conçu à une époque où l'armée américaine considère que la mission principale du char est de conduire des percées sur les arrières de l'ennemi. L'appui de l'infanterie est également une mission importante mais pas la lutte contre les chars adverses, qui doit être confiée principalement à des chasseurs de chars ou « Tank Destroyers » dédiés. Cette philosophie conduit l'armée américaine à choisir pour le M4 un canon de 75 mm efficace pour les missions d'appui mais qui se révèle rapidement insuffisant pour lutter contre les chars allemands, plus puissants, auxquels il est confronté à partir de 1943.

### Naissance du M4

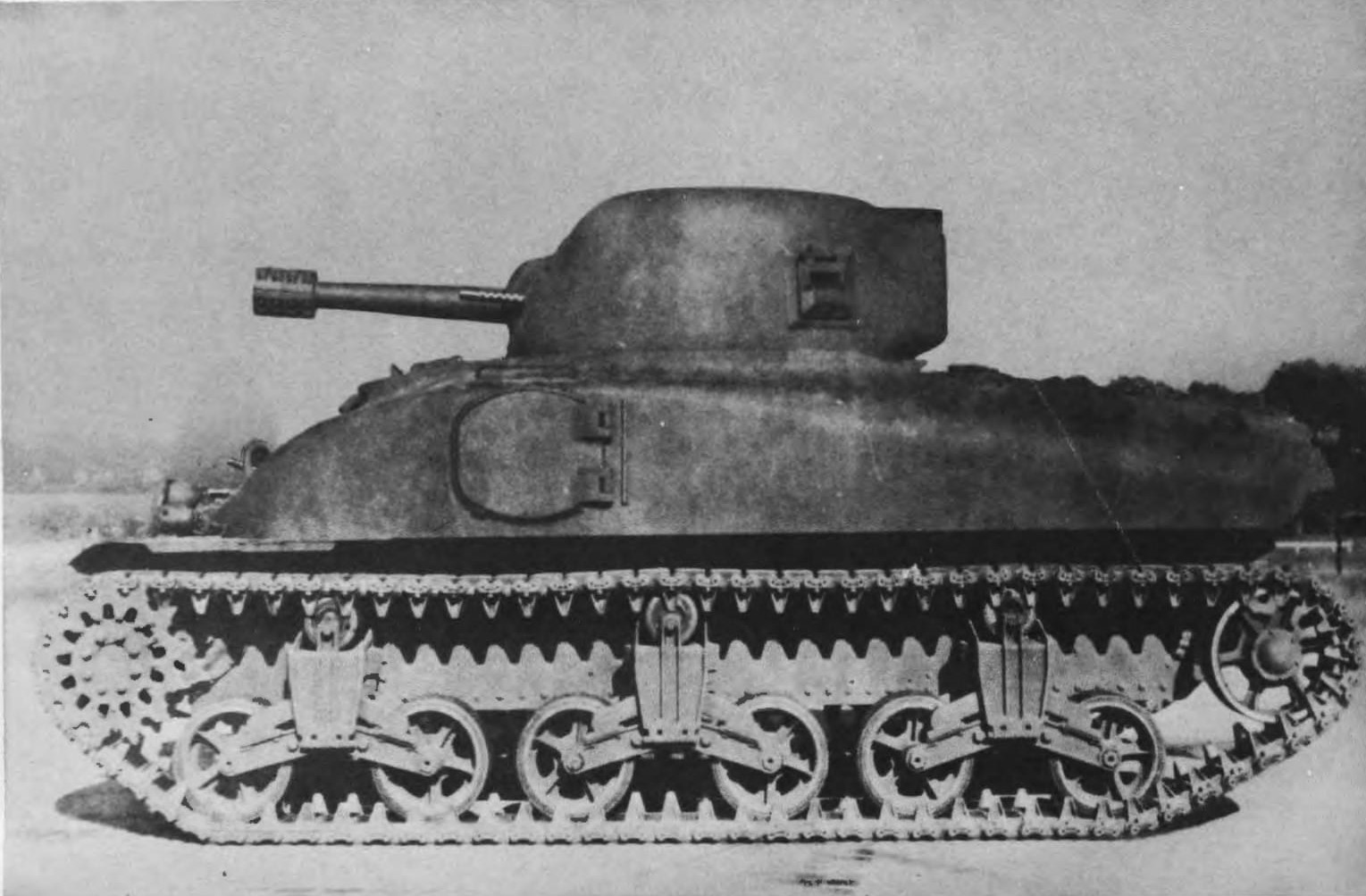
Prototype T6 avec canon M2

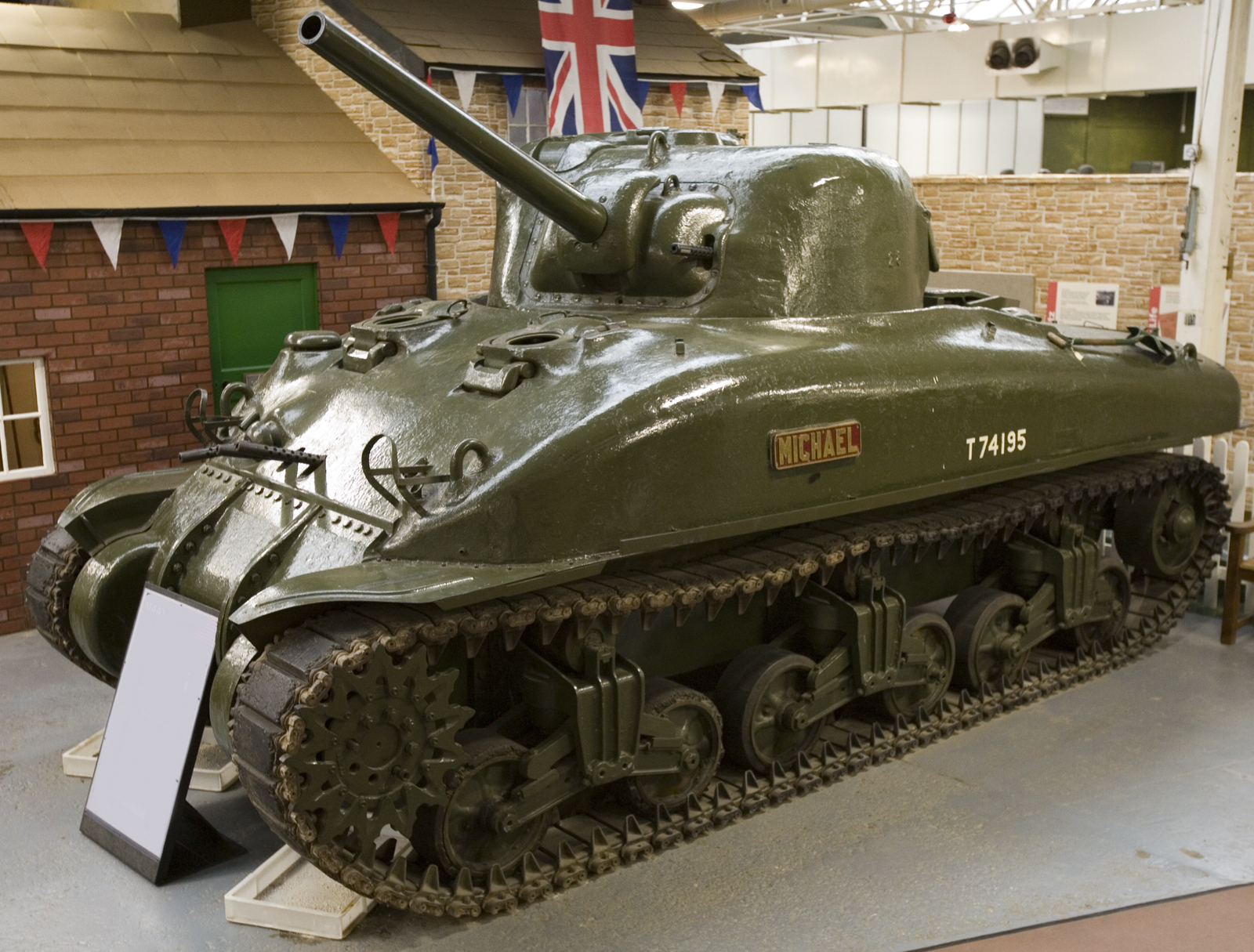
Un des premiers M4A1 avec caisse coulée et deux mitrailleuses .50 fixes supplémentaires frontales qui disparaitront

En parallèle du développement du M3, les caractéristiques attendues de son successeur sont publiées par l’Armored Force le 31 août 1940. Du fait de la surcharge de travail, les équipes devant développer le M3 et le nouveau char étant les mêmes, le travail de conception ne commence vraiment qu’en février 1941. Les spécifications sont plus fermement établies au mois d’avril. Afin de réduire le temps de production, le châssis du M3 est en grande partie conservé, mais il est requis que l’armement principal soit placé dans une tourelle et que la hauteur soit plus faible que celle de son prédécesseur. Il est également prévu que la tourelle soit modulable et permette l’installation de différents types d’armement.
Un premier prototype est achevé le 2 septembre 1941 et prend le nom de T6. Outre le châssis, celui-ci conserve certaines caractéristiques du M3, mais le canon M2 de 75 mm se trouve désormais dans une tourelle centrale et le canon de 37 mm a été supprimé pour réduire la hauteur. Anticipant sur la mise en service prochaine du canon M3, les ingénieurs ont choisi d’utiliser la monture de ce dernier, ce qui nécessite d’adapter un imposant contrepoids à l’extrémité du tube de l’ancien canon M2. Le véhicule est approuvé en octobre après quelques modifications : certains vestiges du M3, comme les portes latérales et le tourelleau du chef de char, sont supprimés et une mitrailleuse de 12,7 mm ajoutée sur le toit de la tourelle pour la défense contre les avions.
Les véhicules pilotes de production sont construits en novembre 1941 et les désignations de série sont attribuées le 11 décembre : les véhicules à coque coulée initiale prennent celle de medium tank M4A1, la première version est dotée du canon M3 de 75 mm et 40 calibres (3 m), d'un blindage boite de vitesse en 3 parties boulonnées et de la suspension du M3.

### Mise en production

#### M4A1

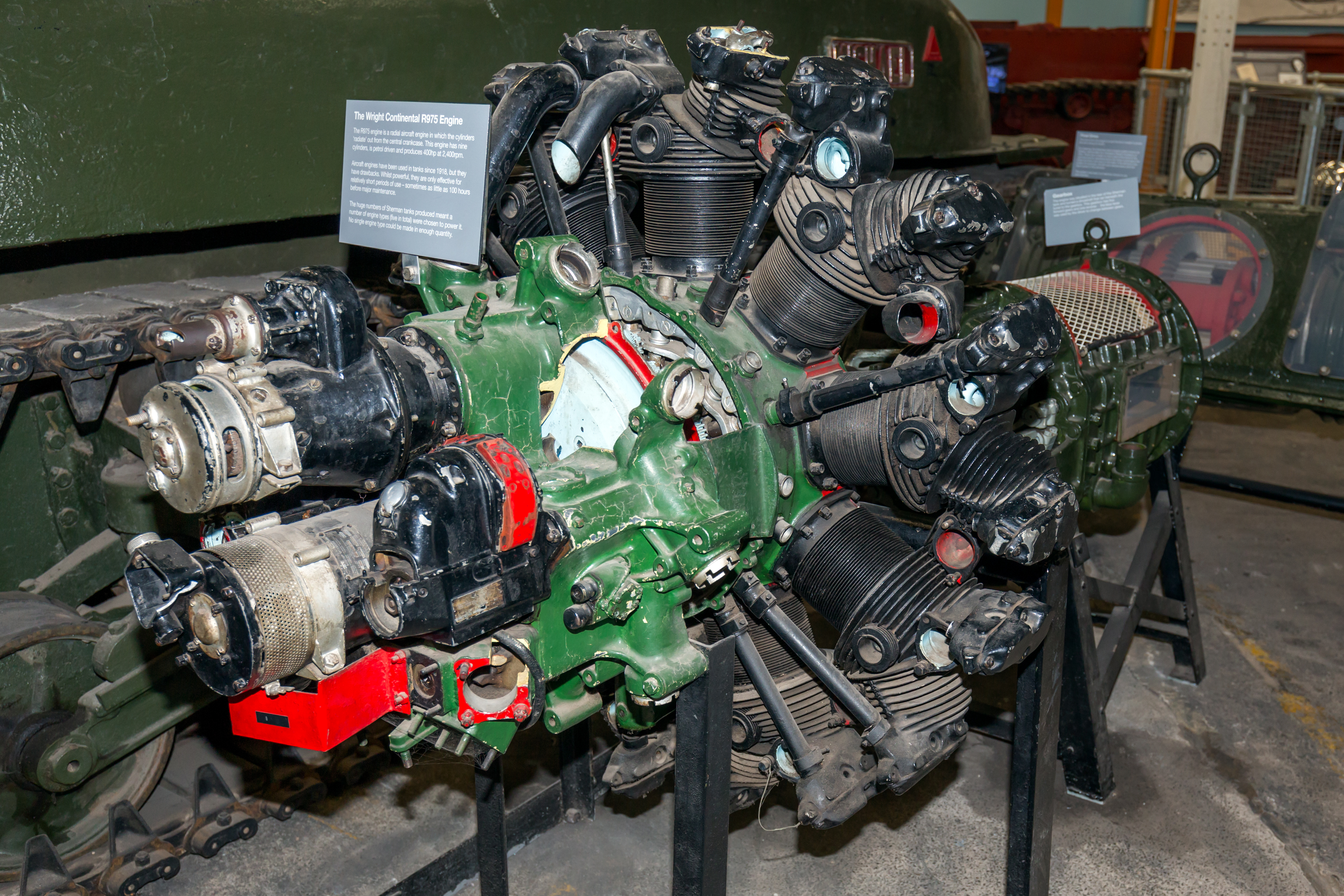
Moteur essence Wright Continental R-975 9 cylindres en étoile 16 litres du Sherman M4/M4A1

La production du M4A1, à coque moulée doté du moteur en étoile Continental R-975 Whirlwind, débute en février 1942 à l’usine Lima Locomotive Works sur la ligne d’assemblage dédiée au prêt-bail avec les Britanniques, puis, à partir de mars, chez Pressed Steel Car Company. Le premier M4A1 sort des usines de la Pacific Car and Foundry Company au mois de mai et la production s’arrête à la fin de l’année 1943 avec un total de 6 281 exemplaires du M4A1 produits avec le canon de 75 mm.

#### M4A2

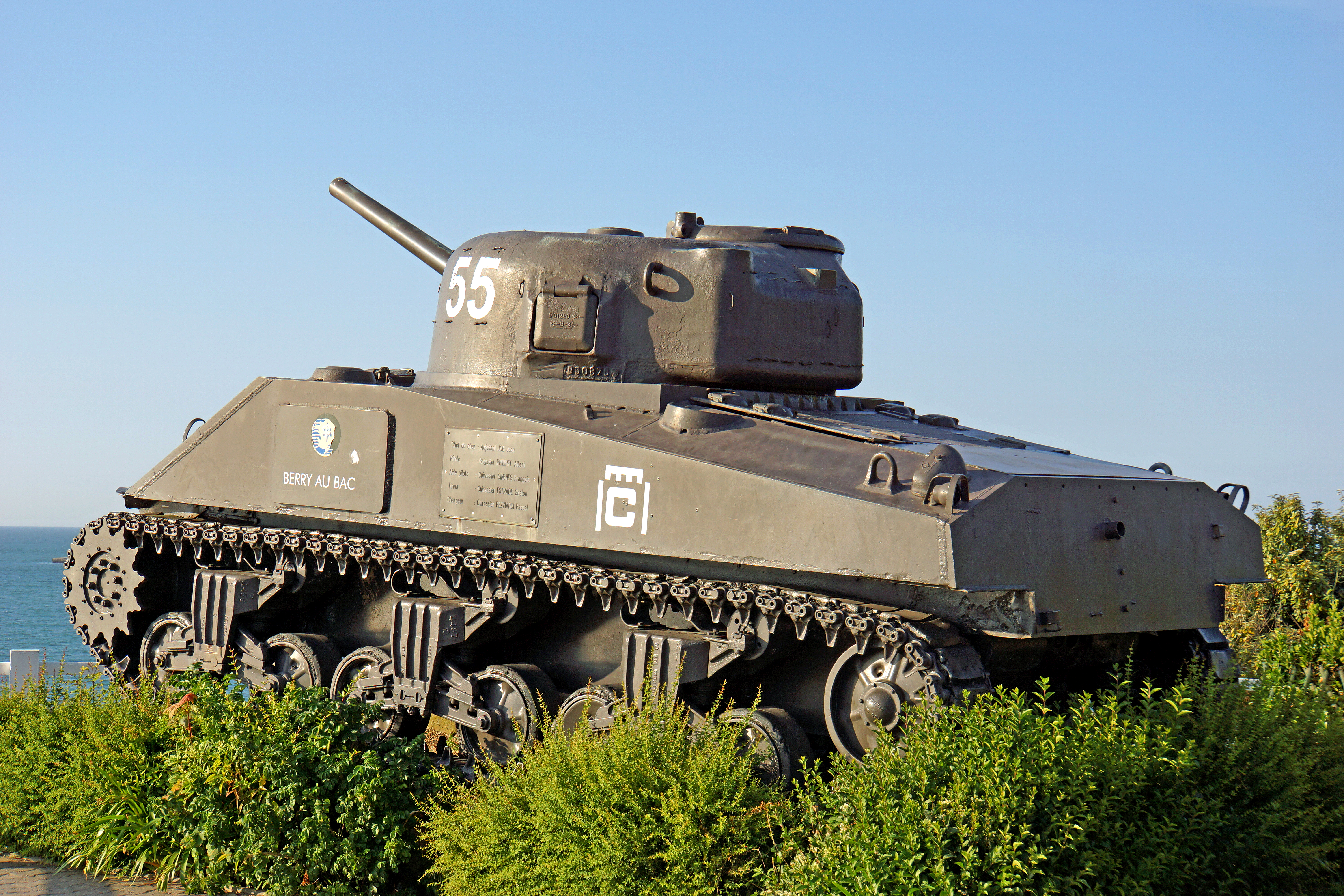
M4A2 Sherman « Berry-au-Bac » à Arromanches (Calvados, France).

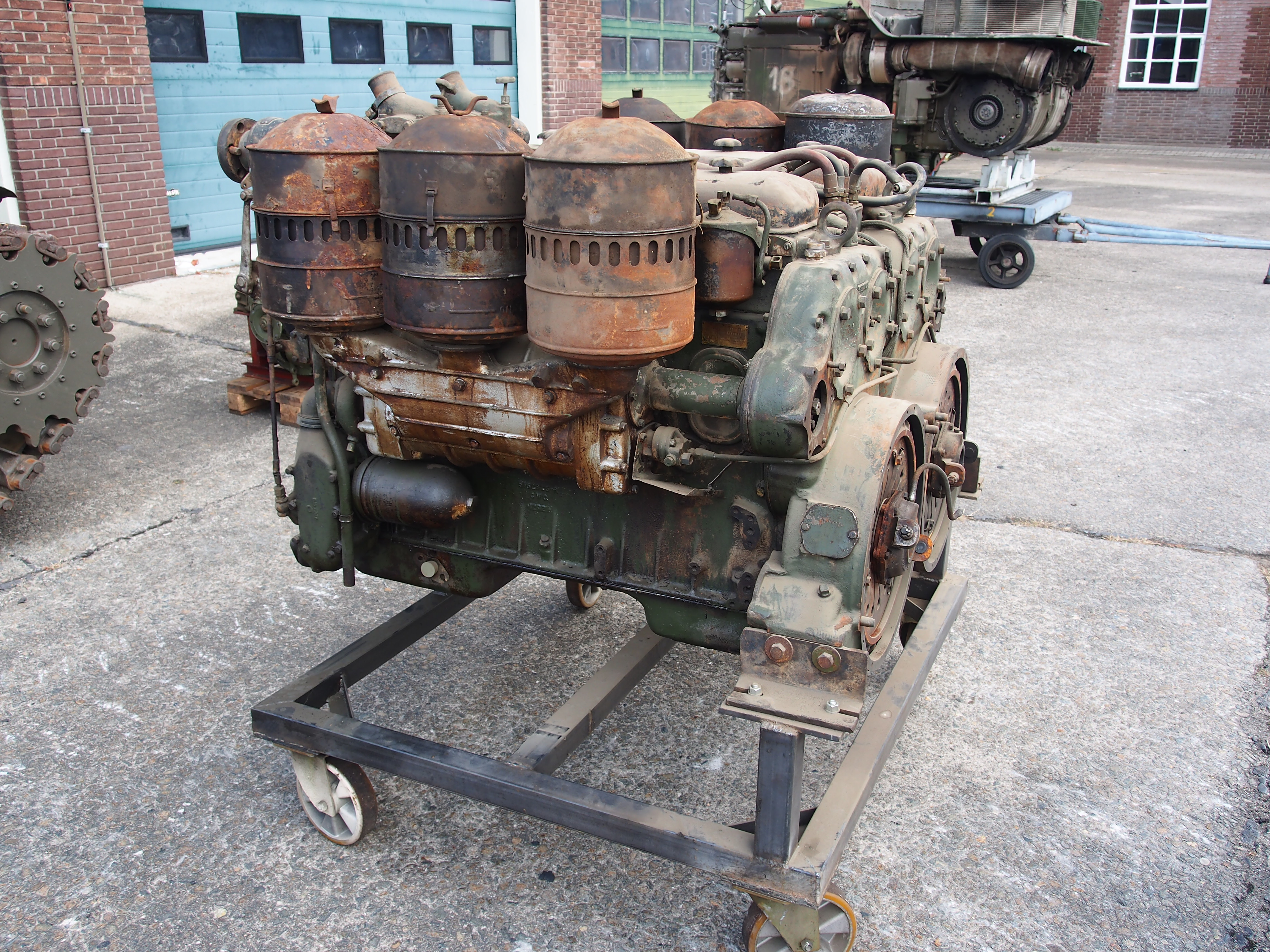
Moteur diesel GM 6046, deux 6 cylindres de 7 litres en ligne jumelés.

À la fin de l’année 1941, les efforts se concentrent sur la production d’une version du M4 dotée d’une motorisation Diesel. Reprenant les composants du M3A3 et notamment le moteur Diesel General Motors 6046, le prototype du M4A2 sort d’usine en avril 1942. Bien que les essais montrent des performances supérieures à la version précédente M4A1, les évaluateurs s’inquiètent des difficultés de maintenance, les filtres à air et le système de refroidissement présentant des défauts. La version M4A2 du Sherman utilisait une coque soudée presque identique au M4A1, mais avec une paire de grilles blindées ventilées sur le pont arrière de la coque. Les chars M4A2 utilisaient le moteur double Diesel GM 6046. C'était la version préférée pour les livraisons de prêt-bail soviétiques puisque l'URSS n'utilisa que des moteurs Diesel. Le M4A2 a été produit dans six usines avec 10 968 unités de tous types produites entre avril 1942 et juillet 1945.

#### M4A3

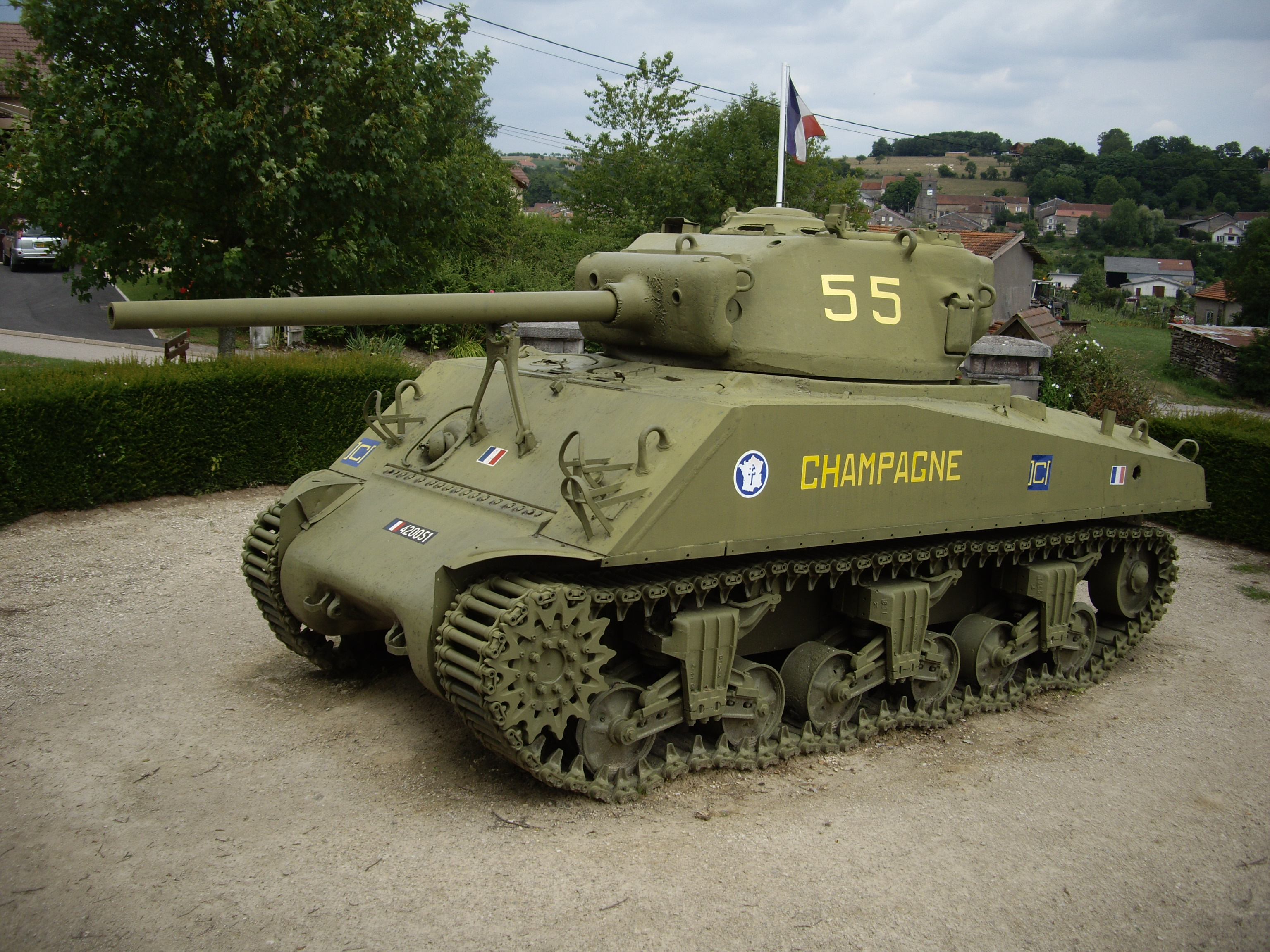
M4A3 Champagne

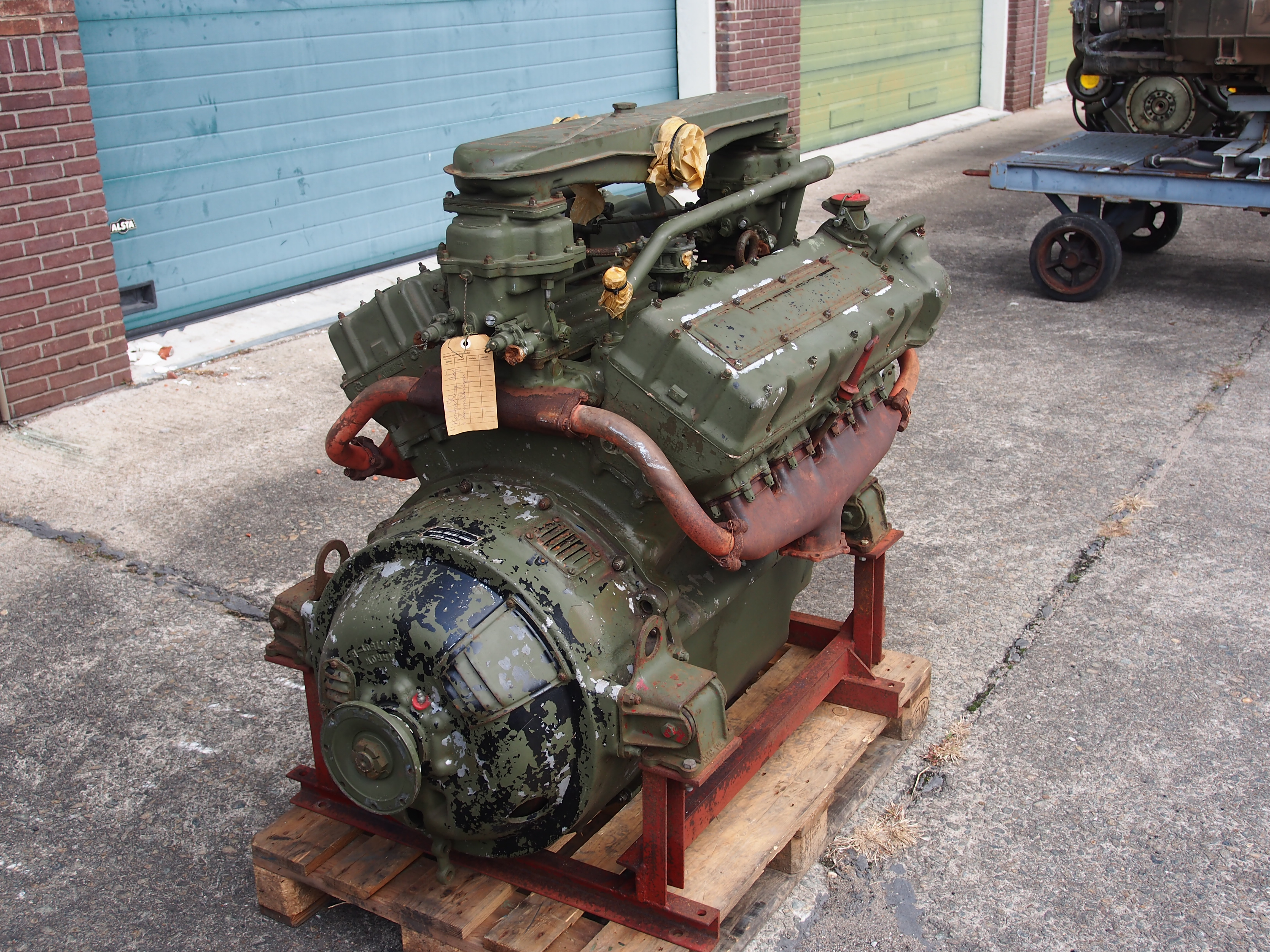
Moteur V8 essence Ford GAA de 18 litres

Des expérimentations sont également menées afin d’améliorer les moteurs à essence. Le moteur Ford GAA est ainsi choisi pour équiper une nouvelle version, appelée M4A3, dont le premier prototype est produit en mai 1942.
La version M4A3 du Sherman sera la base de ce qui serait le dernier Sherman utilisé par l'armée américaine, allant jusqu'à la guerre de Corée. Ce char avait une coque soudée tout comme les M4, A2 et A4, mais utilisait un nouveau moteur: Le Ford GAA V8. À l'époque, il est devenu la version préférée du char de l'armée américaine, tant pour les chars armés de 75 mm que de 76 mm. Il bénéficierait de toutes les améliorations et serait le premier type de coque à utiliser le système de suspension HVSS au combat pour l'armée américaine. Il sera produit dans trois usines, 12 596 exemplaires de tous types sont construits au total entre juin 1942 et juin 1945.

#### M4

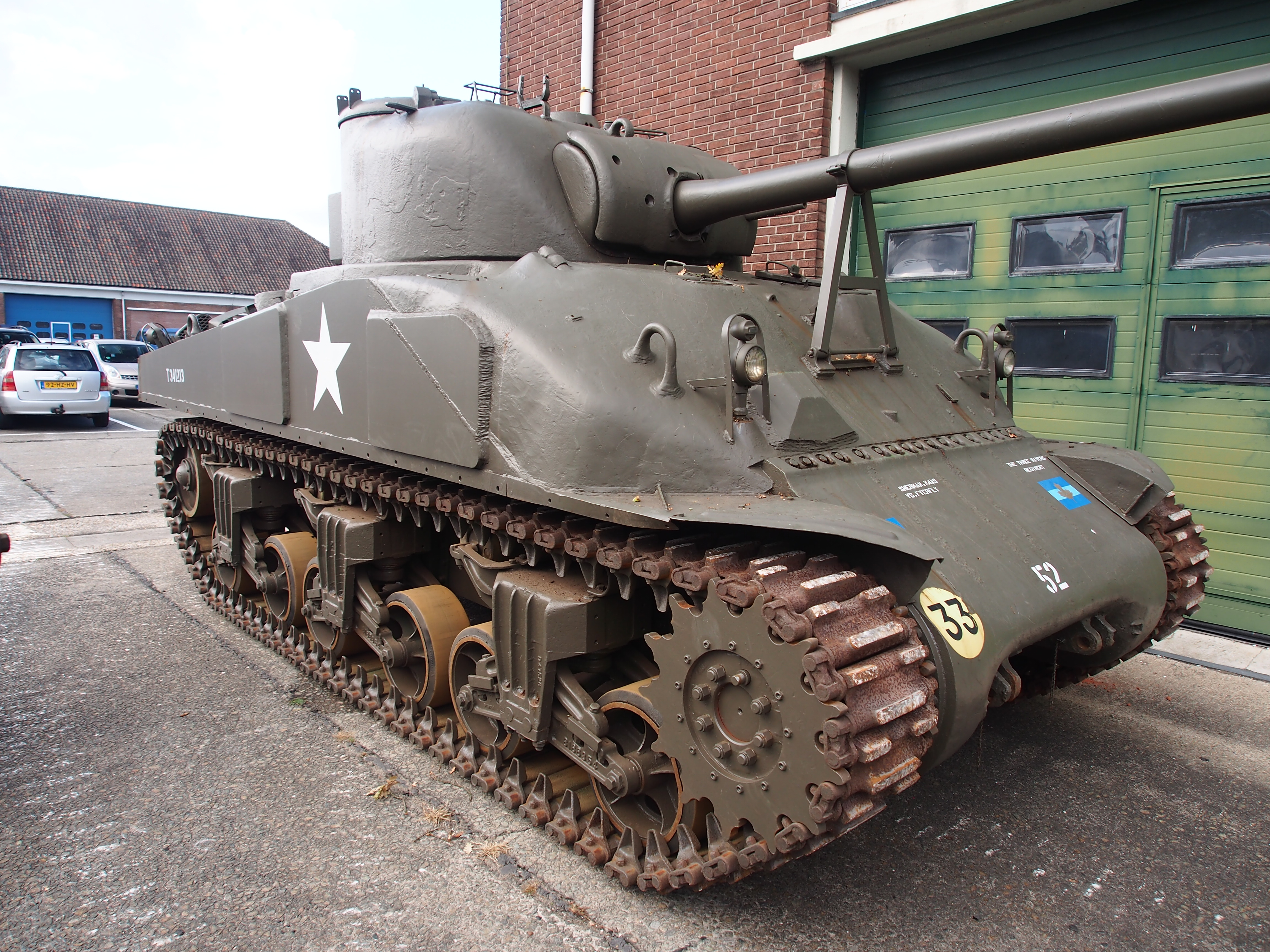
Sherman M4 à coque "composite" n°T341213

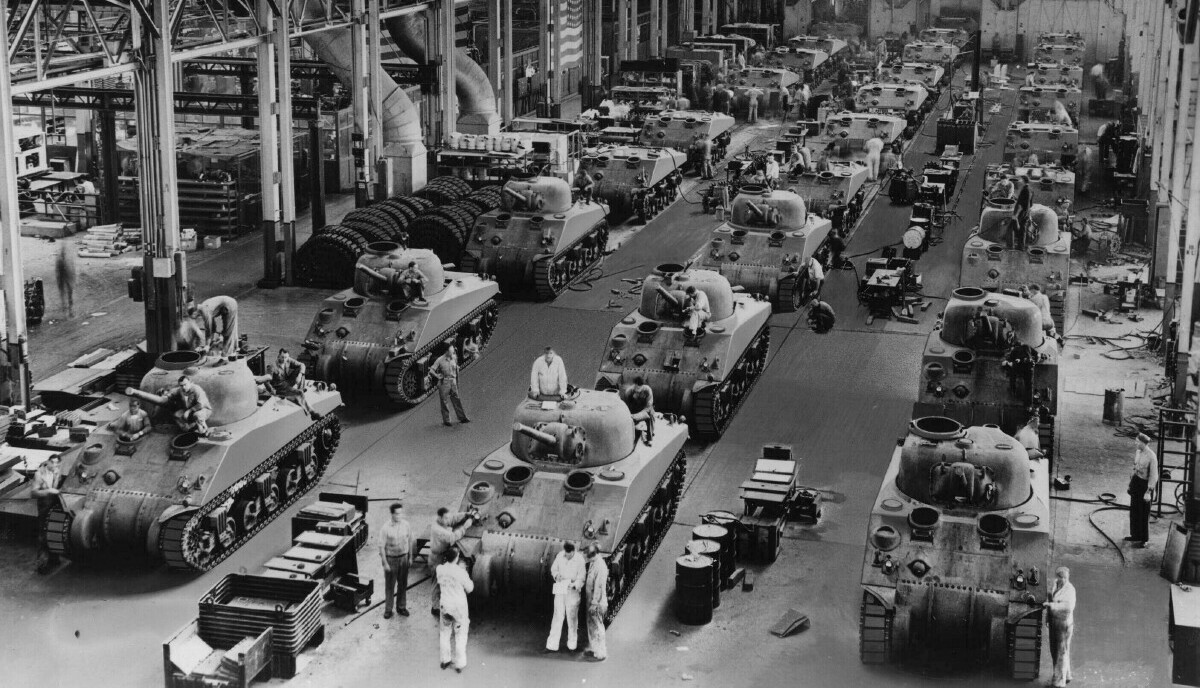
Fabrication de chars M4 Sherman dans le Detroit Tank Arsenal par Chrysler dans la banlieue de Détroit.

Les chars M4 utilisaient le même moteur R975 que les M3 et M3A1. La grande majorité des bugs de ce système automobile ont été résolus avant même le début de la production du M4. Cela a vraiment contribué à donner au Sherman sa réputation de fiabilité et de facilité de réparation. Le M4 avait une coque soudée avec une tourelle moulée supportant le canon M3 de 75 mm. L'armement de la tourelle est resté inchangé pendant presque toute la production : utilisation du canon M3 de 75 mm avec la mitrailleuse coaxiale M1919A4 et du calibre M2 0,50 monté sur le toit, avec quelques centaines de chars M4 105 fabriqués vers la fin.
La tourelle était la même que celle utilisée sur tous les premiers Sherman. La version M4 n'a pas été produite avec la tourelle T23 améliorée ultérieurement, mais a reçu de grandes coques à trappe dans la variante 105 mm.
Il y avait deux variantes du M4 construites avec la grande coque à écoutille. Le premier, le M4 (105), était une coque à grande écoutille couplée à l'obusier de 105 mm, sur le support M52, dans la tourelle standard de 75 mm. Ces coques n'avaient pas de porte-munitions humides ni de stabilisateurs gyroscopiques, et les tourelles de 105 mm avaient un ventilateur blindé supplémentaire, les seules tourelles à en être équipées. Les chars à canon M4 (105) avaient un masque spécial, avec quatre grandes vis sur la face avant, unique aux chars 105. La production a commencé en février 44 et s'est poursuivie jusqu'en 45, les chars M4 (105) de production tardive bénéficiant d'une suspension HVSS. Ces chars étaient utilisés en remplacement du M7 Priest dans les unités de chars et passaient la plupart de leur temps à être utilisés comme appui-feu indirect, comme le M7 qu'ils remplaçaient. Ce blindé était également équipé d'évents de déflexion d'échappement installés à l'arrière pour aider à réduire le soulèvement de la poussière.
Une autre variante du M4 avec coque à grande écoutille (environ 100 petites écoutilles moulées ont également été fabriquées) était le M4 « hybride », cette coque était soudée, mais utilisait un grand moulage très similaire à l'avant du M4A1 sur l'avant de la coque. Il a été constaté que la plupart des heures de soudage nécessaires à la construction des blindés à coque soudée étaient consacrées à la plaque glacis. Ils ont compris qu'en utilisant une grande pièce moulée, l'incorporation des écoutilles et de la mitrailleuse permettrait d'économiser du temps de soudage et des coûts de main d'œuvre.
Ces hybrides M4 ont été utilisés par les Britanniques pour fabriquer des Firefly Ic. Ils appréciaient la tourelle de 75 mm fournie avec ces chars, car beaucoup avaient déjà une trappe de chargement, ce qui leur faisait gagner du temps lors de la conversion puisqu'ils n'avaient pas besoin d'en couper une. La plupart des chars composites M4 ont été expédiés en Europe ou dans le Pacifique, ce qui rend les survivants rares.
La production du M4, à coque soudée, commence en juillet 1942 à la Pressed Steel Car Company. Pendant le reste de l’année 1942 il s’agit de la seule usine à produire cette variante, mais de nombreuses autres se rattachent au programme à partir de 1943 : Baldwin Locomotive Works en janvier, American Locomotive Company en février, Pullman Standard Car Company en mai et enfin le Detroit Tank Arsenal en août. La production de cette version s’arrête progressivement à partir de l’automne 1943, mais certaines usines la produisent encore jusqu’en janvier 1944 ; à cette date 6 748 exemplaires dotés du canon de 75 mm ont été produits. Pour l'armée américaine, le M4 et le M4A1 étaient interchangeables.

#### M4A4

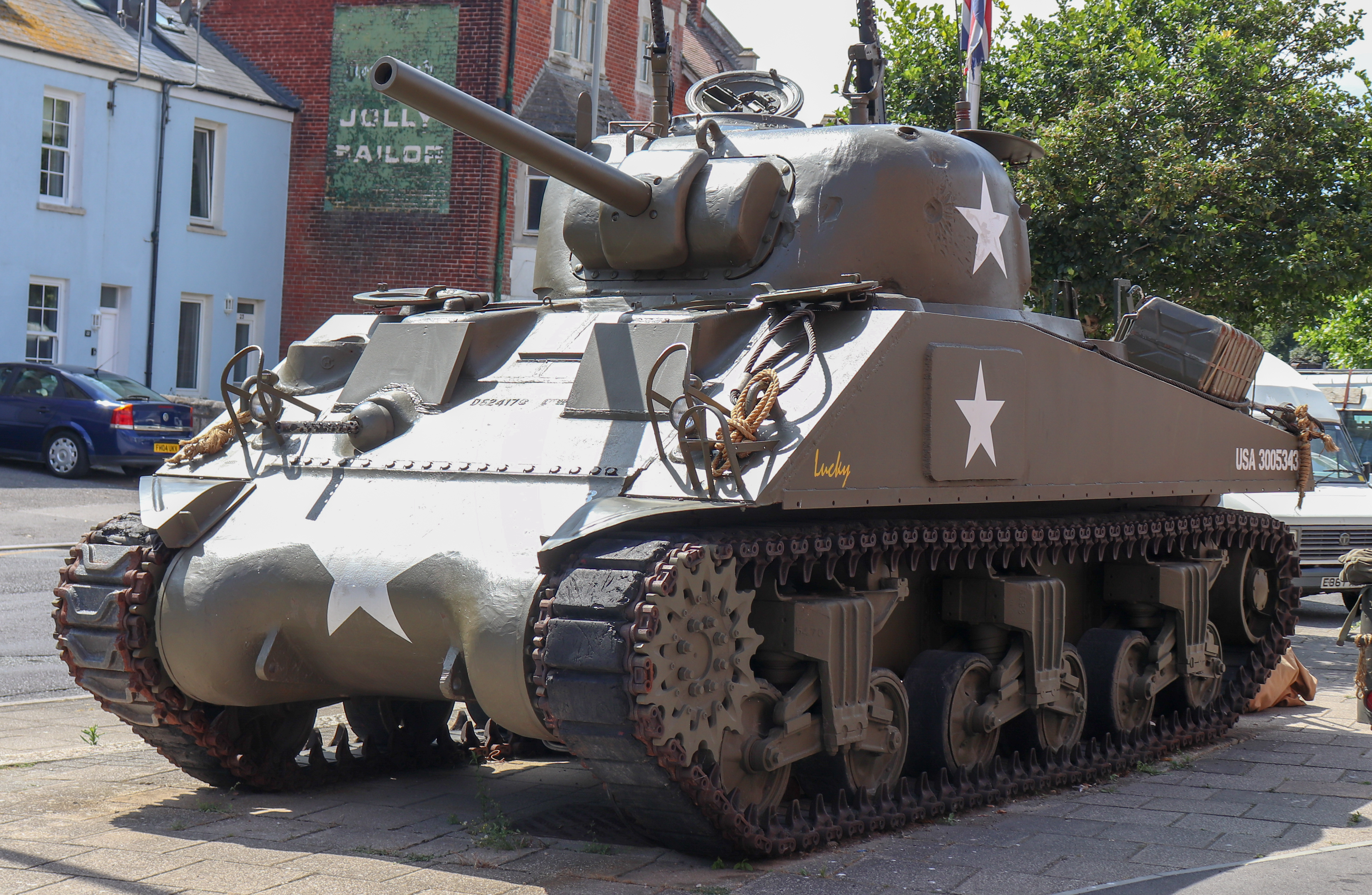
M4A4 Sherman Tank

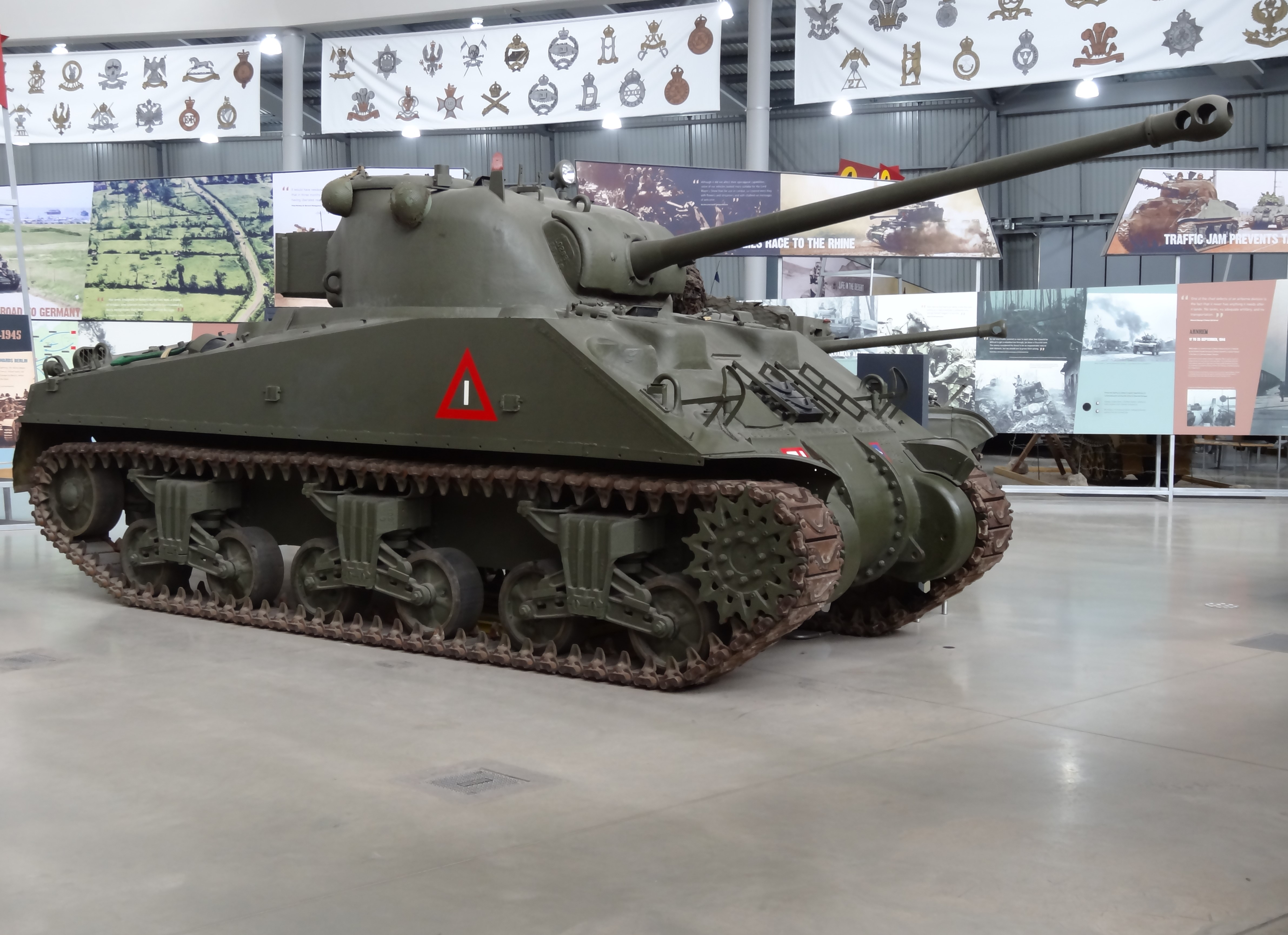
Sherman Firefly Vc

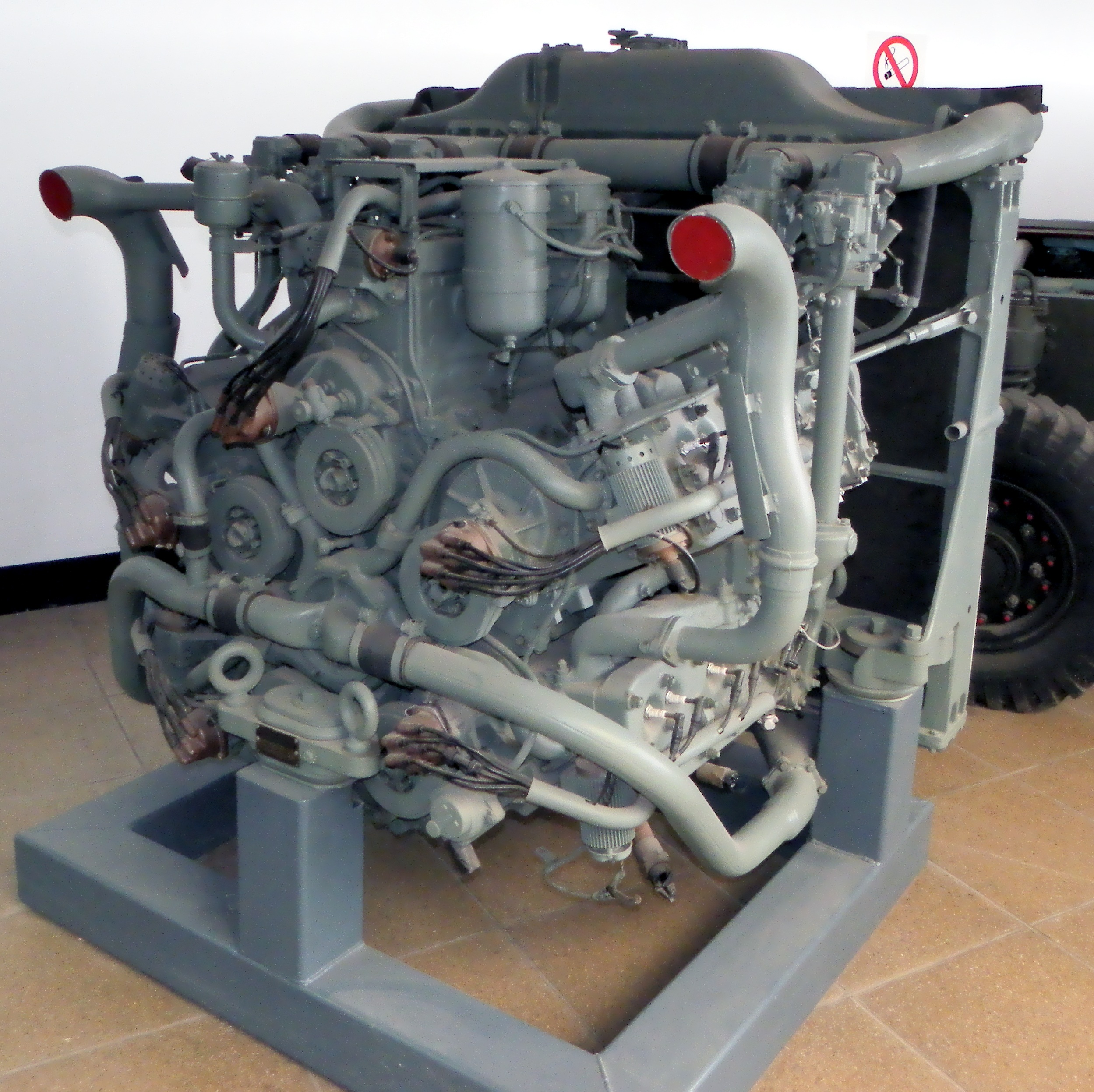
Moteur Chrysler A57 multibank 30 cylindres 20.5 litres

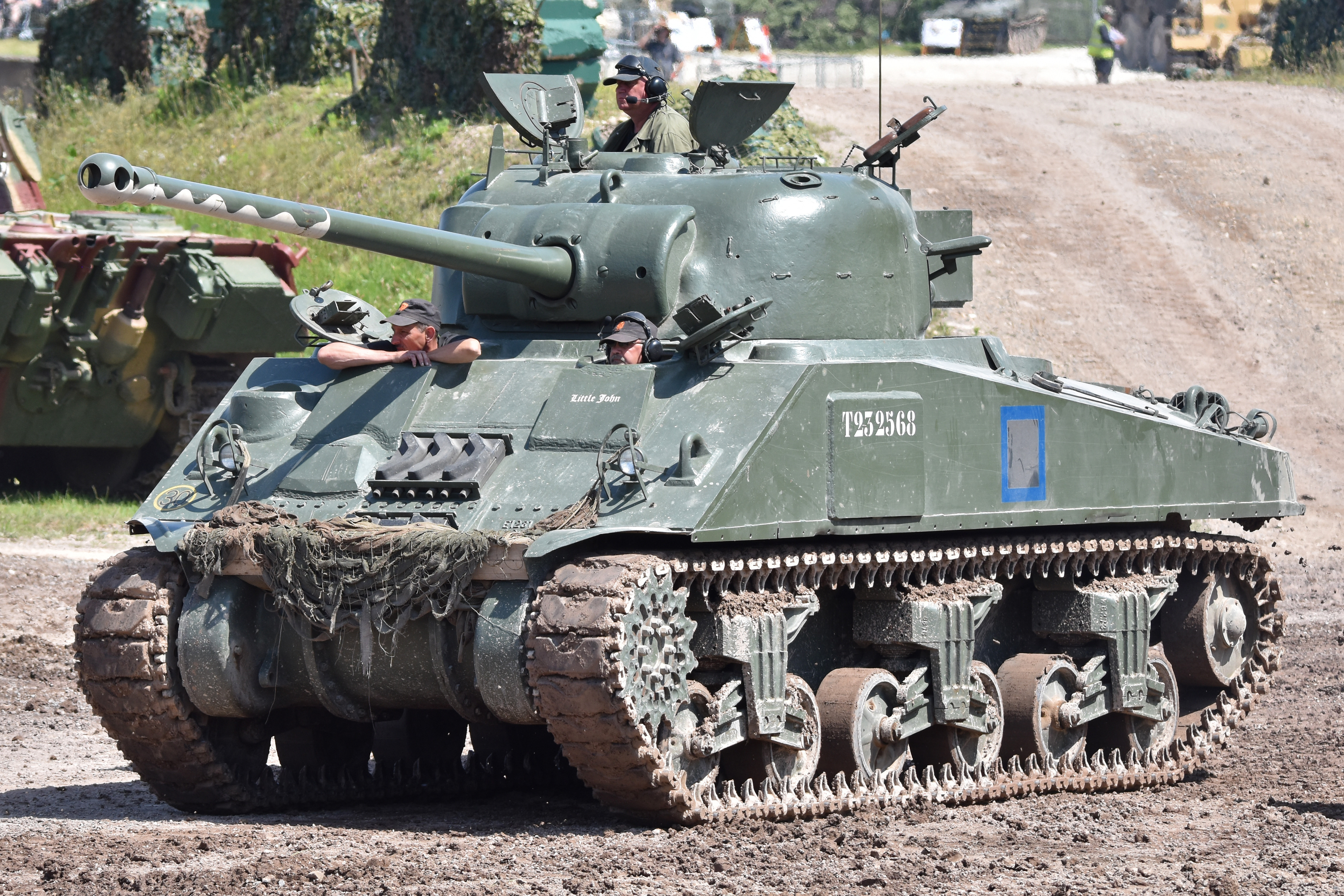
Sherman M4A4 Firefly Vc ‘T232568’ “Little John”

Le nombre de moteurs de type Ford V8 GAA se révélant toutefois insuffisant pour suivre le rythme de production, une autre version, le M4A4, dotée d’un moteur Chrysler A57 comme le M3A4 sur lequel elle est basée, entre en production en juin 1942. Ce moteur pose toutefois de nombreux problèmes : il est notamment peu performant et pose de grandes difficultés de maintenance en raison de sa taille et de sa complexité. Ces inconvénients sont en partie résolus par la simplification du moteur et l’agrandissement du compartiment moteur, mais l’U.S. Army choisit tout-de-même de ne pas l’utiliser au combat et le réserve pour l’entraînement et le prêt-bail. Le moteur multibank fabriqué à partir de la combinaison en étoile de cinq moteurs 6 cylindres en ligne à soupapes latérales de voiture (Chrysler Royal) sur un seul carter. Aussi compliqué que cela puisse paraître, il a été produit en grand nombre et était suffisamment fiable pour être utilisé au combat, bien qu'il ne soit pas entre les mains des Américains dans la plupart des cas. Les Britanniques l’ont trouvé plus fiable que leurs moteurs d’origine et l’ont beaucoup apprécié. La version A4 n'a jamais reçu la coque à grande trappe améliorée ou la tourelle T23 avec le canon M1. La plupart ont été expédiés aux Britanniques via prêt-bail et beaucoup ont été transformés en Firefly Vc, ce qui en fait le type de Firefly le plus courant. Les Marines américains exploitaient ces chars comme chars d'entraînement, 22 d'entre eux pendant deux mois avant d'être remplacés par des M4A2. Ce char avait une coque plus longue, comme son cousin Lee pour accueillir le gros moteur Chrysler multibank A-57.
La plupart ont été expédiés aux Britanniques via prêt-bail et beaucoup ont été transformés en Firefly Vc. Il a été produit dans une seule usine (Detroit Tank Arsenal) de juillet 1942 à novembre 1943 avec 7 499 exemplaires construits.

#### Grizzly I

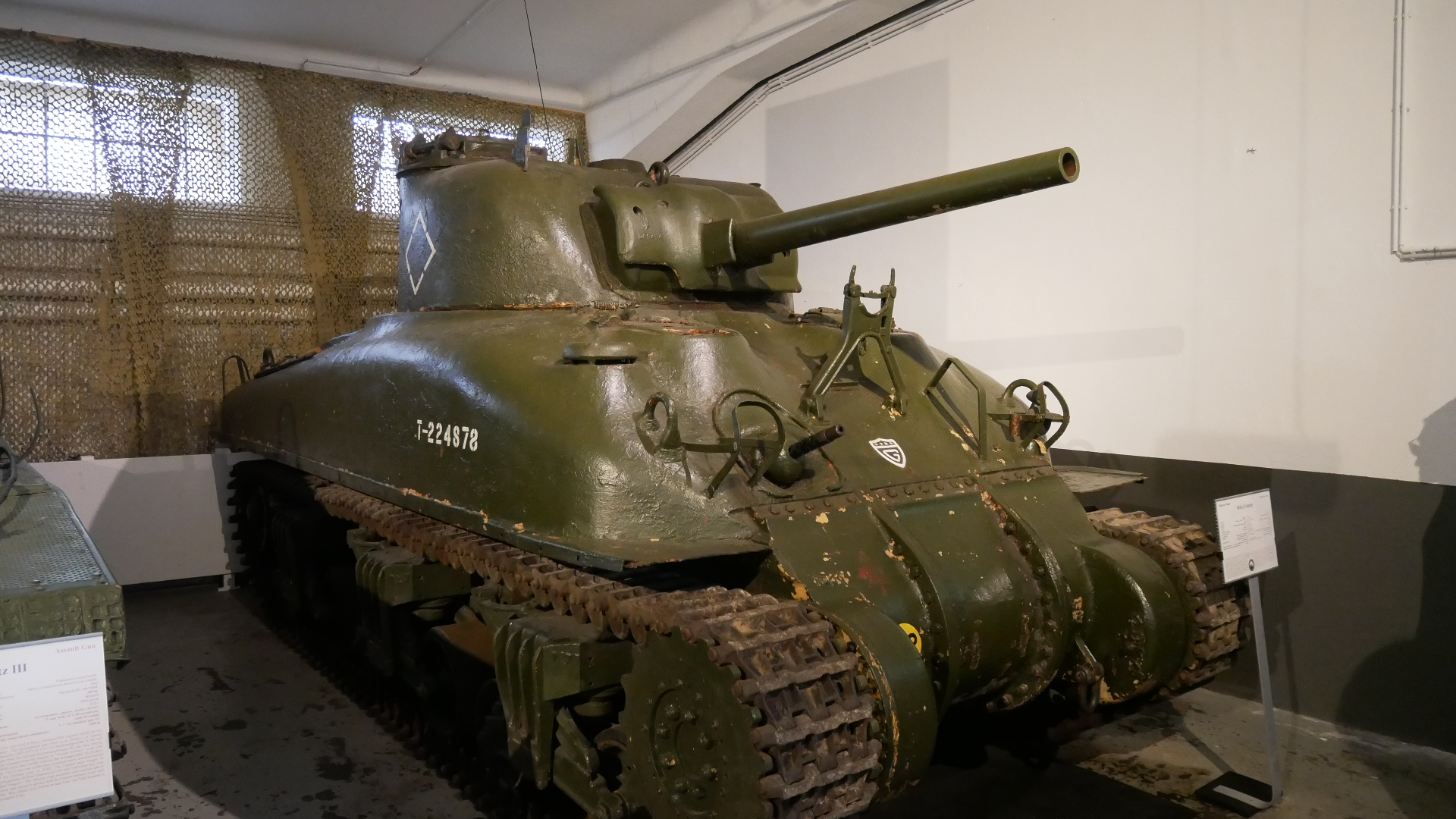
M4 Sherman 'Grizzly I'

De leur côté, en raison de la forte demande de chars, les Canadiens commencent à produire en septembre 1943 à la Montreal Locomotive Work une copie presque exacte du M4A1, qu’ils appellent Grizzly (en), afin de remplacer le Ram II, mais la production est rapidement arrêté après 188 exemplaires, le nombre de Sherman américains étant suffisant pour répondre aux besoins. Cependant deux des variantes du Grizzly vont rencontrer un plus grand succès, après conversion et retrait de la tourelle, à savoir, le canon automoteur Sexton Mk. II de 25 livres et le Transport de troupes Kangaroo. Trois exemplaires sont modifiés en blindé de lutte anti-aviation, la tourelle du char "Skink" etant équipée de quatre canons automatiques jumelés 20 mm Polsten (concept abandonné en 1944).

### Évolutions
Les efforts suivants vont porter sur la puissance de feu du M4, qui montre ses limites face aux chars allemands les plus modernes comme les Panther, ou les Tigre. Le premier essai est britannique, avec le montage de leur canon de 17 livres dans une tourelle standard de Sherman. Connu sous la dénomination « Sherman Firefly » (luciole), il est particulièrement réussi, et se révèle déterminant pour lutter contre les chars de la Wehrmacht, au cours des opérations en France et en Italie. Tant et si bien que même les unités américaines l'adoptent, 80 exemplaires de M4A3 étant ainsi transformés (mais, arrivés trop tard sur le théâtre d'opération, ils ne seront jamais utilisés au combat).

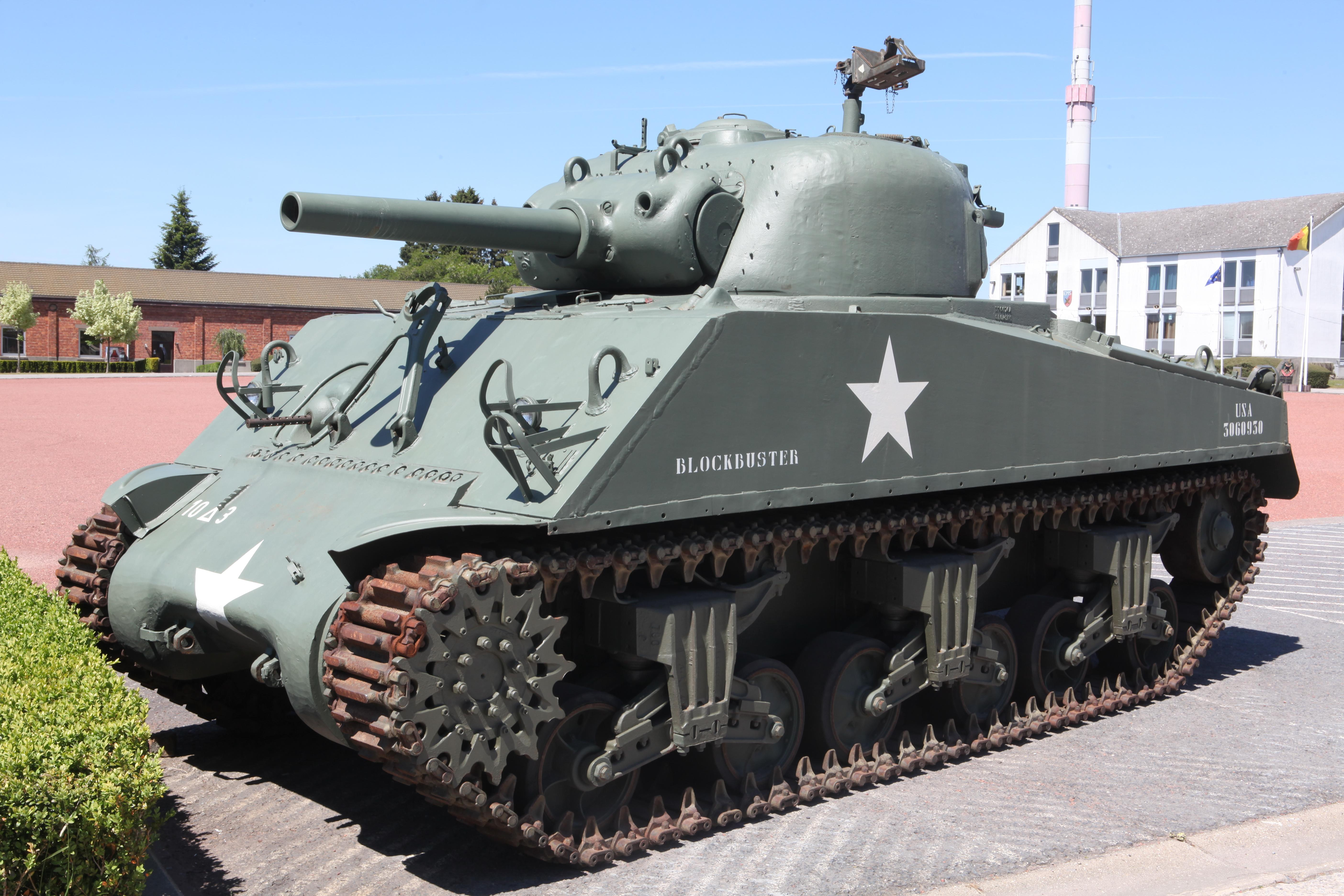
M4 Sherman IB avec obusier de 105 mm

Cependant, les États-Unis adoptent une autre solution en montant une nouvelle tourelle T23 embarquant un canon M1 de calibre 76 mm de fabrication nationale, dérivé du 3 inch déjà utilisé sur le chasseur de chars M10 Wolverine. Les premiers chars M4A1(76)W, armés du nouveau canon apparaissent peu après le débarquement de Normandie, ils sont rapidement suivis par des M4A3(76)W. Totalement absents de la première ligne lors du débarquement de Normandie, car les généraux n'en avaient pas vu l'utilité et souhaitaient simplifier la logistique, les modèles à canon de 76 mm seront rapidement réclamés par tous à la suite des premières rencontres avec les Panther et les Tigre. Mais le canon de 76 mm est à peine supérieur au 75 mm avec sa munition anti-char M62 APC et il lui est inférieur pour la munition explosive HE (High explosive), ce qui explique la réticence de l'état-major US à le déployer en première ligne. Ce n'est que lorsqu'il sera doté d'obus de type T4 HVAP (High-velocity armor-piercing : perforants à haute vitesse initiale) qu'il permettra d'affronter les derniers chars allemands avec de bonnes chances de succès. Le nombre de chars équipés de canons de 76 mm augmentera progressivement jusqu'à atteindre 50 % des effectifs des chars Sherman US en mai 1945.Dans le même temps apparaît une version d'appui feu armée d'un obusier de 105 mm, le M4A3 « 105 ». Bien que fabriqué avec des caisses récentes, avec un glacis incliné à 47°, il est dépourvu pour des raisons de masse du système de stockage humide.

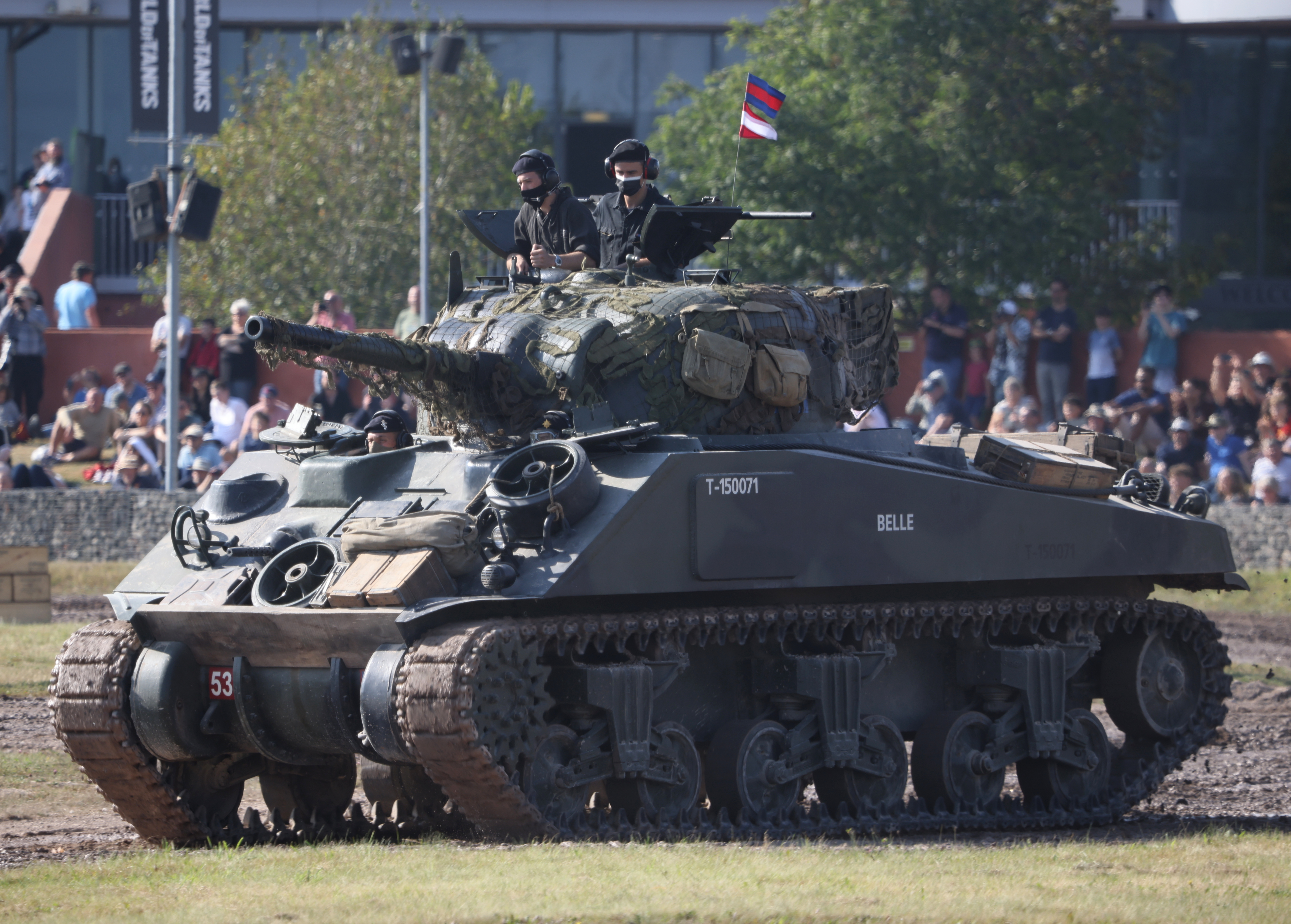
M4A4 Sherman "Belle"

En février 1942, la mission de chars britanniques aux États-Unis contacta le ministère américain de la Guerre avec l'idée de développer une version lourde du M4 qui sera bientôt produit pour répondre aux besoins attendus en matière d'assaut sur les lignes défensives ennemies fixes (notamment la Ligne Siegfried). Il est probable que le plan britannique était de demander aux Américains de lancer une version plus lourde du M4A1 en augmentant l'épaisseur du blindage coulé jusqu'à 3 ½" (89 mm) sur le glacis (plaque supérieure avant de la coque) et 3" (76 mm) sur les plaques latérales supérieures de coque.
Bien que ce premier plan n'ait abouti à rien, le département américain de l'Ordnance n'a pas complètement oublié l'idée et le 17 décembre 1943, le General Motors proving grounds (en) a été chargé de tester un M4A3 avec une charge supplémentaire jusqu'à un poids de 82 600 lbs (37 466 kg). Après 500 milles, il a été constaté qu’"aucune panne anormale n’avait été rencontrée". Il semble donc possible de convertir un char moyen en char d'assaut d'un poids de 82 600 livres. Il s’agissait donc d’un véhicule à utiliser en fonction des besoins et non sur de longues périodes ou distances.
Au début de 1944, l'armée américaine décida qu'elle avait besoin d'une version renforcée d'un char moyen pour un rôle d'assaut pour les opérations à venir sur le théâtre d'opérations européen (ETO). Cependant, ils avaient rejeté les projets antérieurs concernant un tel véhicule et le temps manquait. Comme le nouveau T26E1 ne serait pas prêt à temps et que les modèles précédents étaient totalement inadaptés à cette tâche, la décision fut prise de modifier le M4A3 Sherman. Le véhicule est devenu le char d'assaut M4A3E2 ou Sherman Jumbo. Avec seulement 254 exemplaires construits, il représentait moins de 1 % du nombre total de versions du M4. Cependant, son profil emblématique a laissé une image durable qui est probablement l’une des variantes M4 les plus facilement reconnaissables. Il convient de noter à ce stade que le nom « Jumbo » n’apparaît dans aucun document de guerre et qu’il s’agit presque certainement d’un surnom d’après-guerre, très probablement créé par une des entreprises de construction.

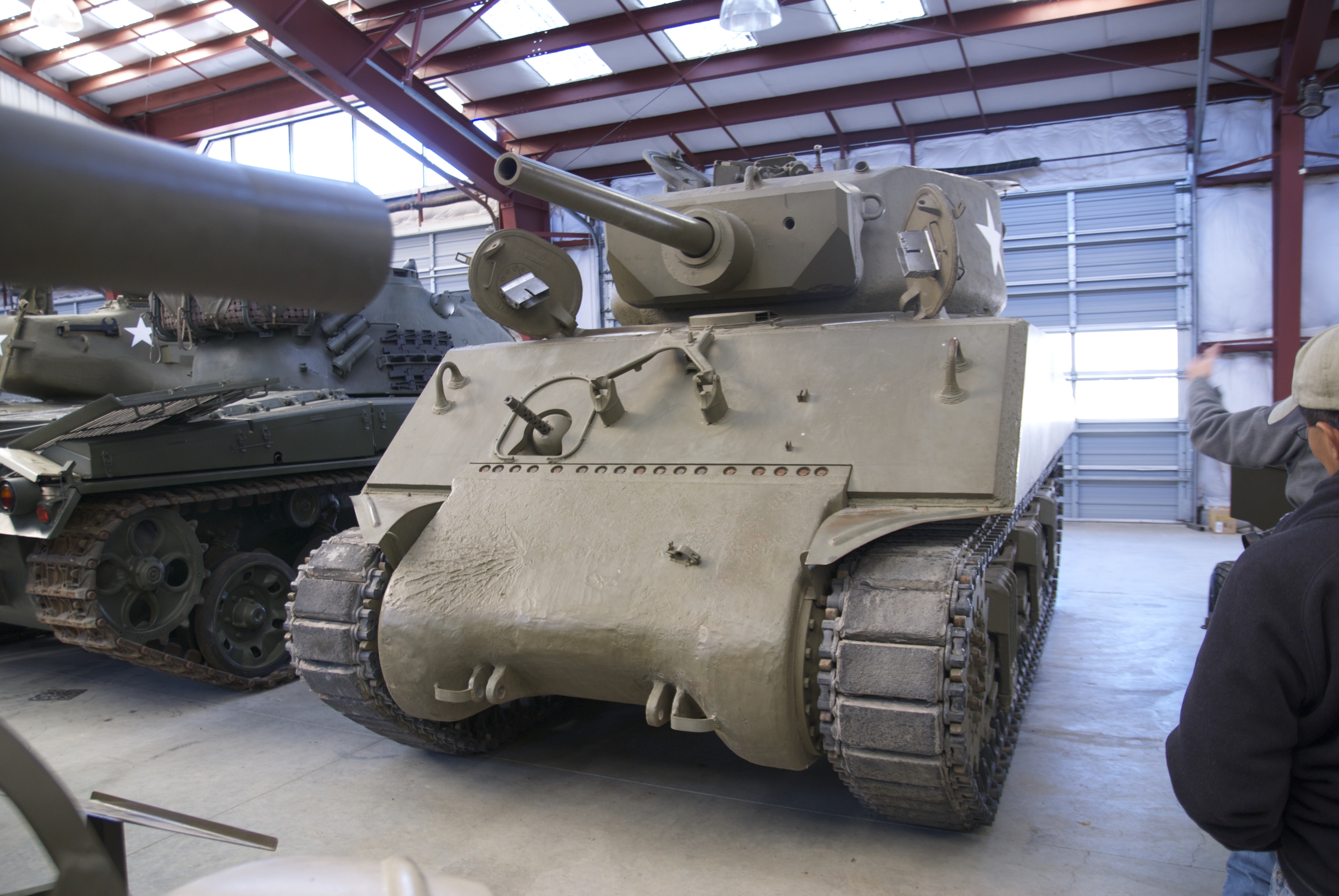
Sherman M4A3E2 Jumbo

Le M4A3E2 devait avoir une plaque de blindage supplémentaire de 1 ½" (38 mm) soudée à l'avant et aux côtés de la coque supérieure, portant l'épaisseur totale à 4" (101 mm) à l'avant et 3" (76 mm) sur les côtés. La coque supérieure arrière et le dessus sont restés inchangés, tout comme la coque inférieure. Pour garantir une bonne soudure, le blindage latéral supplémentaire a été soudé en deux pièces avec un espace de 2 pouces (50 mm) dans une ligne centrale verticale remplie de soudure. La plaque supplémentaire avait un trou découpé pour permettre le montage sur le support de la boule de mitrailleuse existante. Le cordon standard sur lequel était fixé le cache-poussière a ensuite été soudé à la nouvelle plaque. Les lumières et sirènes normales n’étaient pas installées.
La fonderie Union Steel a été sous-traitée pour couler un couvercle d'ensemble de transmission finale plus lourde. La nouvelle pièce moulée pesait 3 000 lbs (1 360 kg) de plus que la pièce standard et avait une épaisseur qui variait de 4 ” (101 mm) à un maximum de 5 ½” (139 mm). Le nouveau moulage devait avoir une arête importante le long du bord supérieur pour permettre le montage et le boulonnage à la coque supérieure.

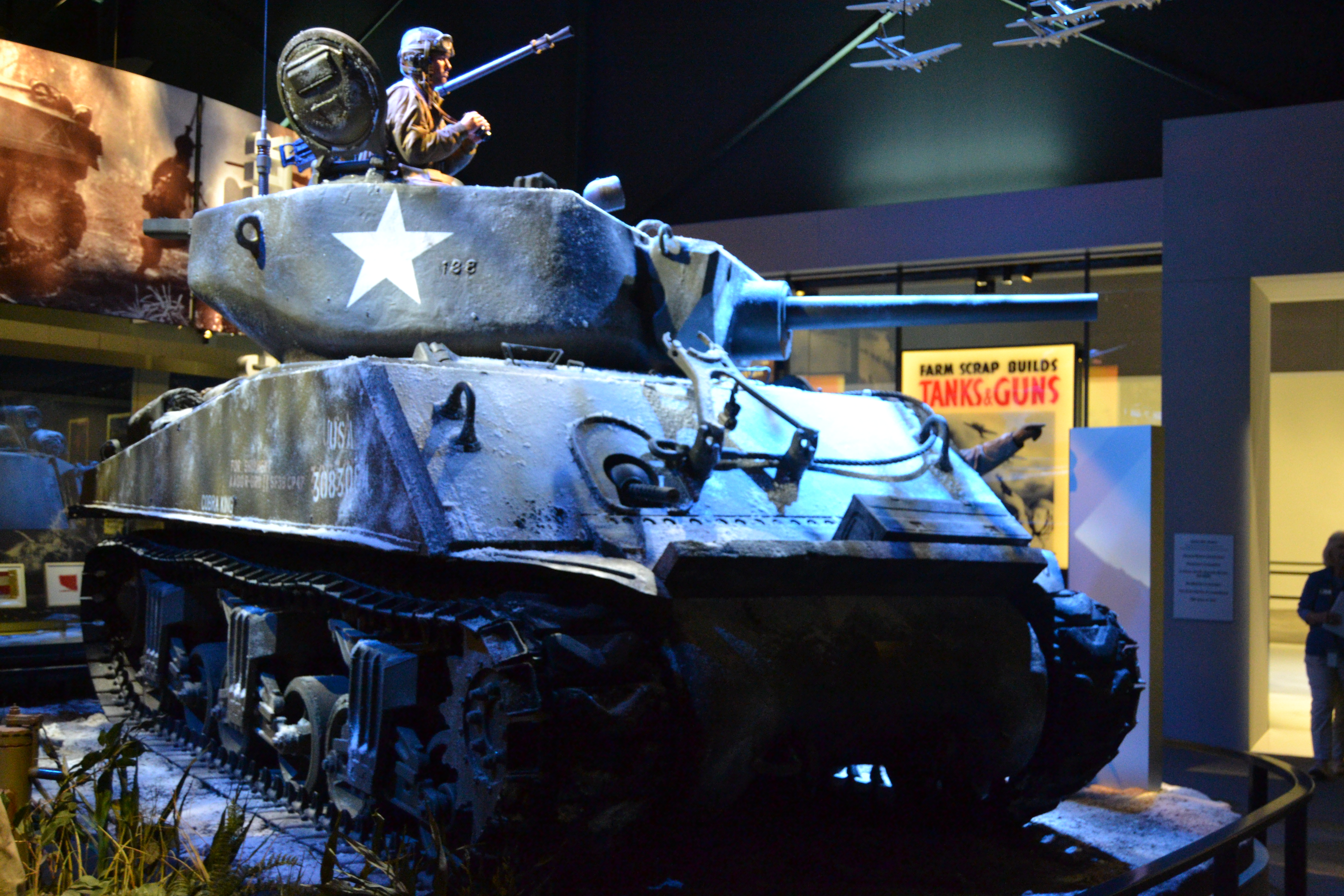
Sherman M4A3E2 Jumbo "Cobra King"

La fonderie Pressed Steel Car a été sous-traité pour assembler et finir les tourelles et les supports de canon, le moulage lui-même étant effectué par les fonderies Union Steel et Ordnance Steel. La tourelle était basée sur la tourelle T23 de 76 mm avec une disposition interne similaire, mais le port de mitrailleuse interne a été éliminé. L'épaisseur était d'environ 6" (152 mm) tout autour, mais elle s'est réduite à 2 ½" (63 mm) à l'arrière, sous le renflement.
Le canon de 75 mm a été installé dans un support de canon M62 modifié normalement utilisé pour le canon de 76 mm. Une plaque de blindage supplémentaire de 5" (127 mm) a été ajoutée au bouclier de canon moulé d'origine de 2" (50 mm) du M62, créant un énorme masque couvrant près des ¾ de l'avant de la tourelle. Cette monture modifiée a été désignée « Support de canon combiné T110 ». La tourelle terminée pesait un poids impressionnant de 20 510 livres (9 303 kg), soit environ 5 000 livres (2 267 kg) de plus que la tourelle T23 d'origine. Le bouclier du canon à lui seul pesait 1 100 livres (498 kg) de plus que le bouclier standard.
La charge de combat comprenait 104 cartouches de 75 mm pour le canon principal, 600 cartouches pour le calibre.50, 6 250 cartouches pour le calibre.30, 900 cartouches de calibre.45, 18 grenades à main et 18 cartouches fumigènes de 2 pouces.
Pour tenir compte de tout le poids supplémentaire du blindé, des connecteurs d'extrémité allongés ont été installés en standard sur les chenilles. Ceux-ci ont augmenté le contact au sol de près de 10 % et ont maintenu la pression au sol à un niveau assez raisonnable de 14,2 psi, contre 13,7 psi pour un M4A3 standard sans connecteurs d'extrémité étendus. Bien que le moteur Ford GAA V8 d'origine ait été conservé, le rapport de transmission final a été augmenté à 3,36:1. Cela a réduit la vitesse de pointe à 22 mph (35 km/h), mais le char a maintenu une accélération raisonnable même s'il pesait désormais 84 000 livres (38 101 kg). Il pouvait gravir une pente de 60 %, traverser une tranchée de 7’6” (2 286 mm), escalader un mur vertical de 24” (609 mm) et traverser à gué 36” (914 mm) d’eau. Fisher a terminé la production en juillet 1944.

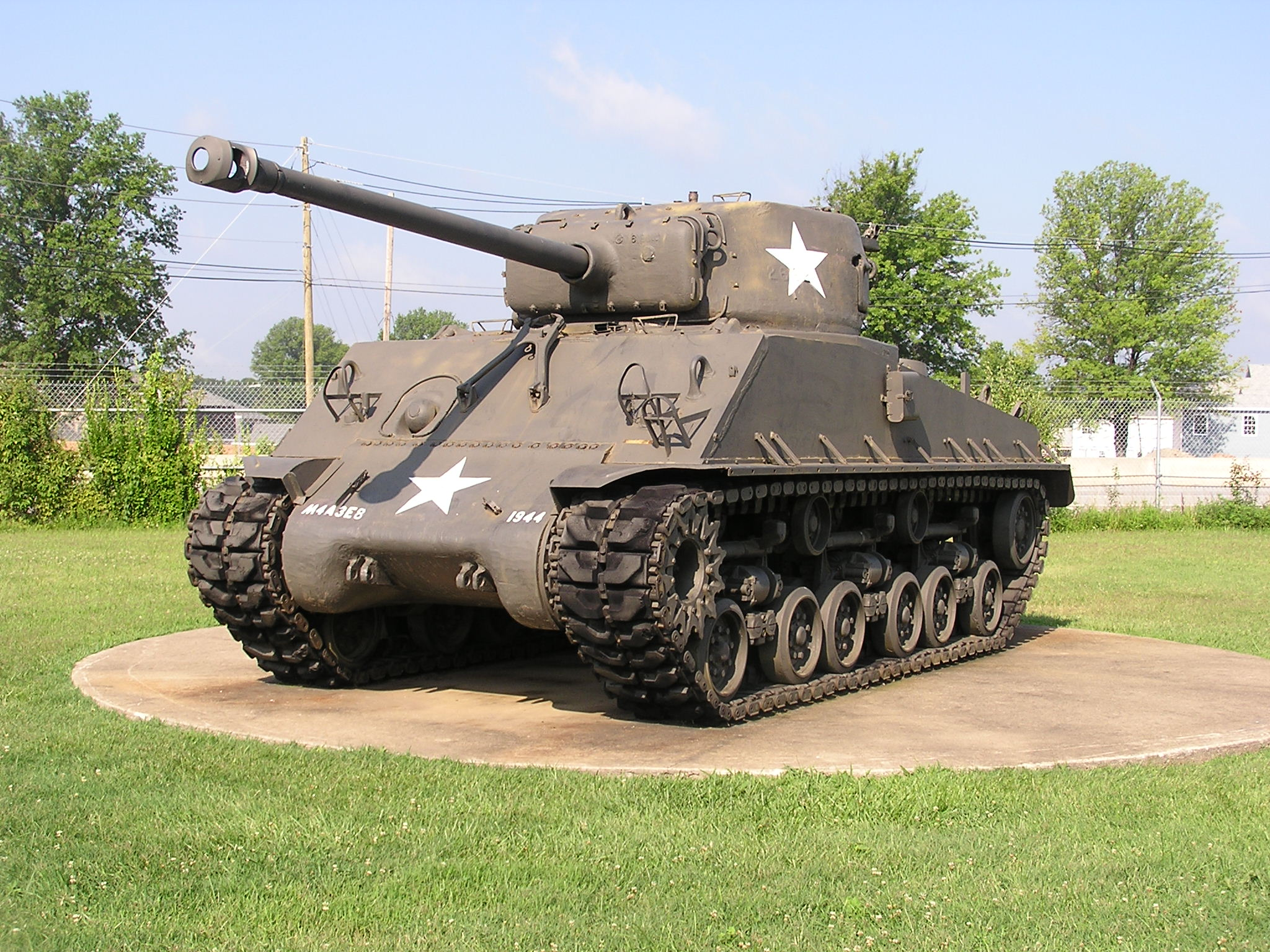
Sherman M4A3E8(76) avec caisse soudée et canon de 76 mm.

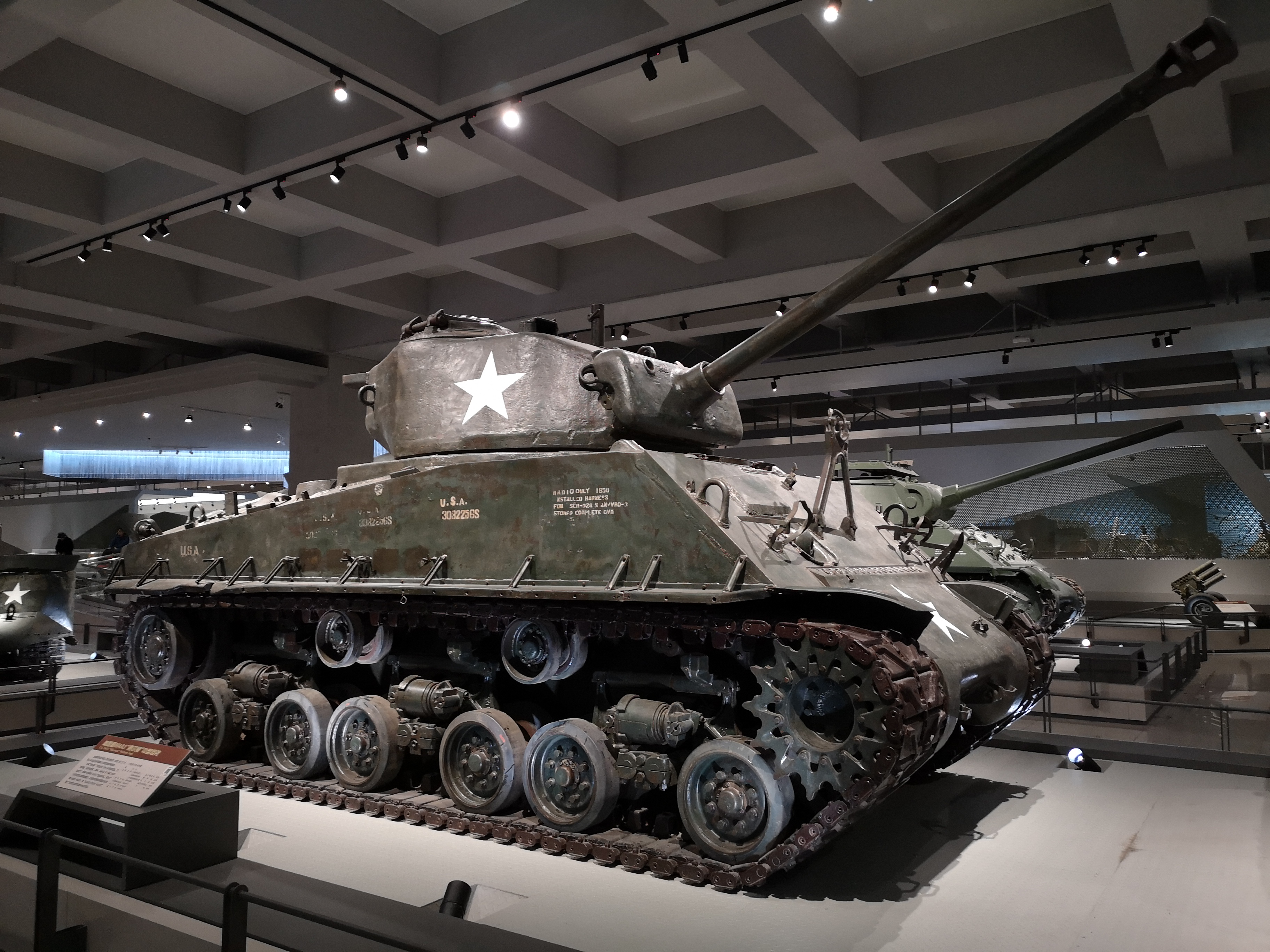
M4A3E8 'Easy Eight'

L'aboutissement de la série est la version M4A3E8, équipée de la nouvelle suspension HVSS (Horizontal Volute Spring Suspension) où les ressorts agissent dorénavant à l'horizontale. Bien que cette suspension ne lui apporte pas un gain de vitesse sur route, combinée avec de nouvelles chenilles plus larges T80 ou T84 elle se révèle plus à l'aise en tout terrain, gagnant le surnom de « Easy Eight » (« le huit facile »). Elle est très utilisée à partir de la bataille des Ardennes.
La production de la dernière variante du Sherman, le M4A6, a commencé en 1943. Construit autour d'un nouveau moteur radial multi-carburant massif refroidi par air, le M4A6 présentait une coque avant moulée reliée à une coque centrale et arrière soudée. Le M4A6 et certains M4 (75) de production tardive sont les seuls chars Sherman produits avec ce type de configuration de coque composite, et les deux modèles sont communément appelés « Shermans composites ». L'armée américaine avait initialement besoin de 775 unités, mais la production s'est arrêtée à 75 unités, construites d'octobre 1943 à février 1944. Lors de la conception et de la production du M4A6, les États-Unis ont commencé à s'orienter vers des tanks à essence. Par la suite, le M4A6 n’a jamais été déployé ni exporté de manière opérationnelle.

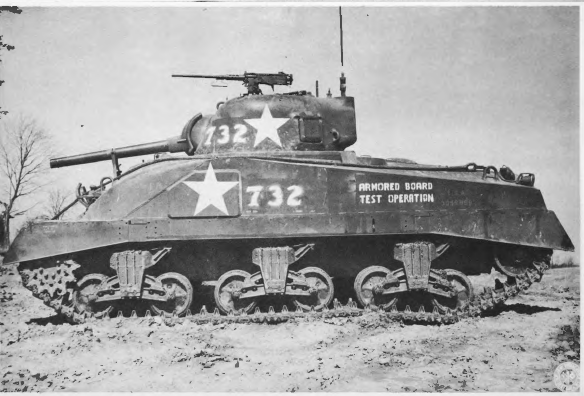
M4A6 Medium Tank

Le nouveau moteur était un moteur multi-carburant radial refroidi par air produit par Caterpillar Tractor Company. En novembre 1942, l'Ordnance Committee commanda un nouveau char moyen expérimental pour le moteur, désigné M4E1. Le M4E1 construit par Chrysler était basé sur la coque et le châssis allongés du M4A4, qui avait également été construit à l'origine pour accueillir son propre gros moteur. La conception du M4E1 nécessitait de légères modifications par rapport au M4A4, principalement l'ajout de renflements rectangulaires sur le pont arrière et le plancher pour accueillir le plus gros moteur.

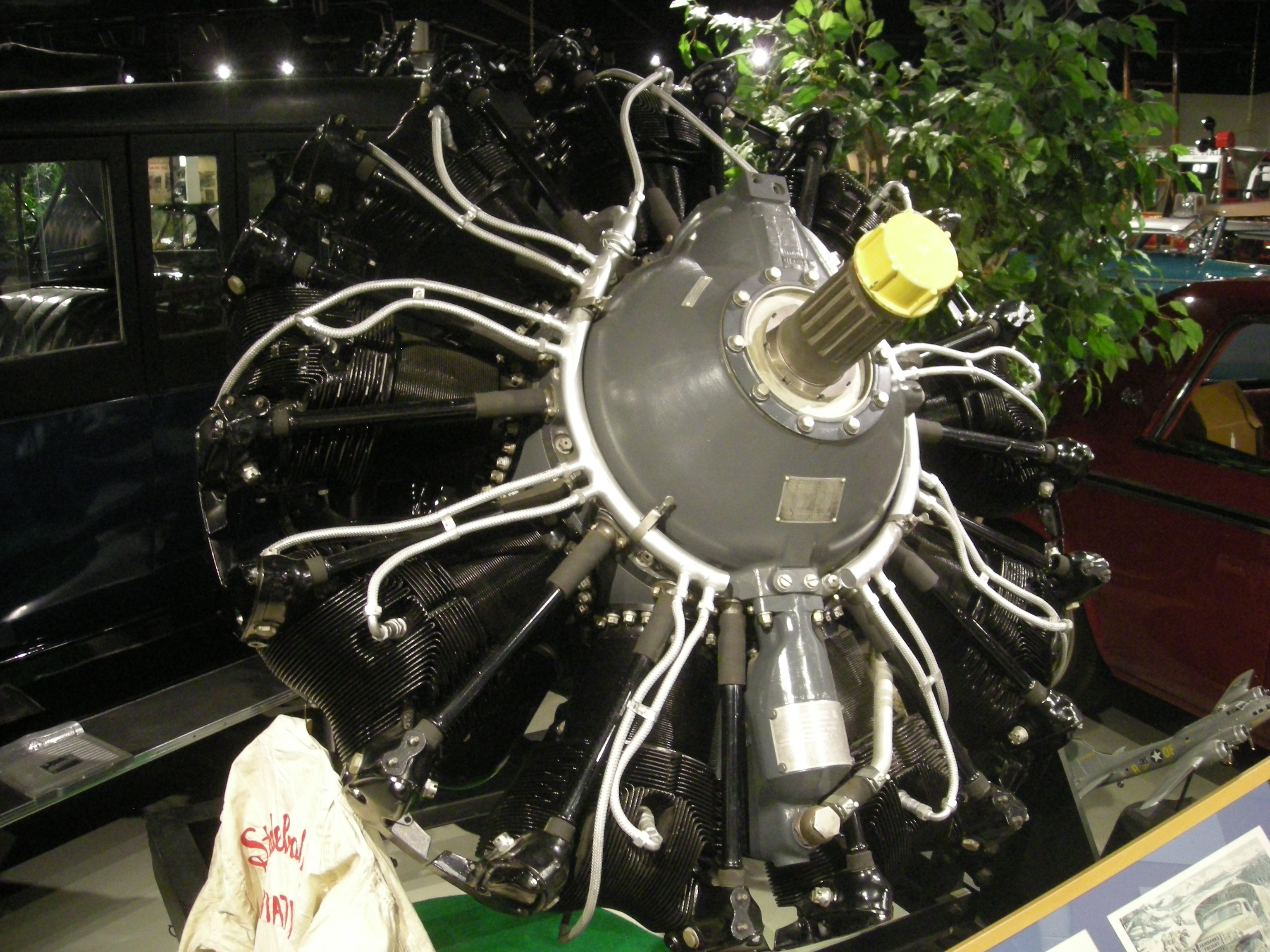
Moteur Wright Cyclone de B-17

Le moteur du M4A6 refroidi par air, une version du Curtiss-Wright R-1820 Cyclone 9, a été largement utilisé sur les avions des années 1930 aux années 1950, notamment le Boeing B-17 Flying Fortress. Caterpillar Tractor Company a converti le moteur en un diesel à injection de carburant, en conservant les cylindres, le vilebrequin et le compresseur de l'original, mais a conçu de nouveaux pistons, culasses et systèmes de lubrification pour la centrale électrique du M4A6. Le moteur modifié a été désigné D200A et utilisé sur le nouveau char lourd américain M6. Les nouveaux moteurs étaient multi-carburants et pouvaient fonctionner avec une gamme de pétrole allant du diesel à l'essence à indice d'octane de 100. Equipé d'une nouvelle boîte de transfert capable d'augmenter la vitesse de l'arbre jusqu'à 1,5 fois celle du vilebrequin, le nouveau moteur développait 450 chevaux à 2 000 tr/min. Après avoir effectué des tests et des essais de performances satisfaisants, l'Ordnance Committee a changé la désignation de production du D200A en RD-1820.

## Histoire opérationnelle

### Seconde Guerre mondiale

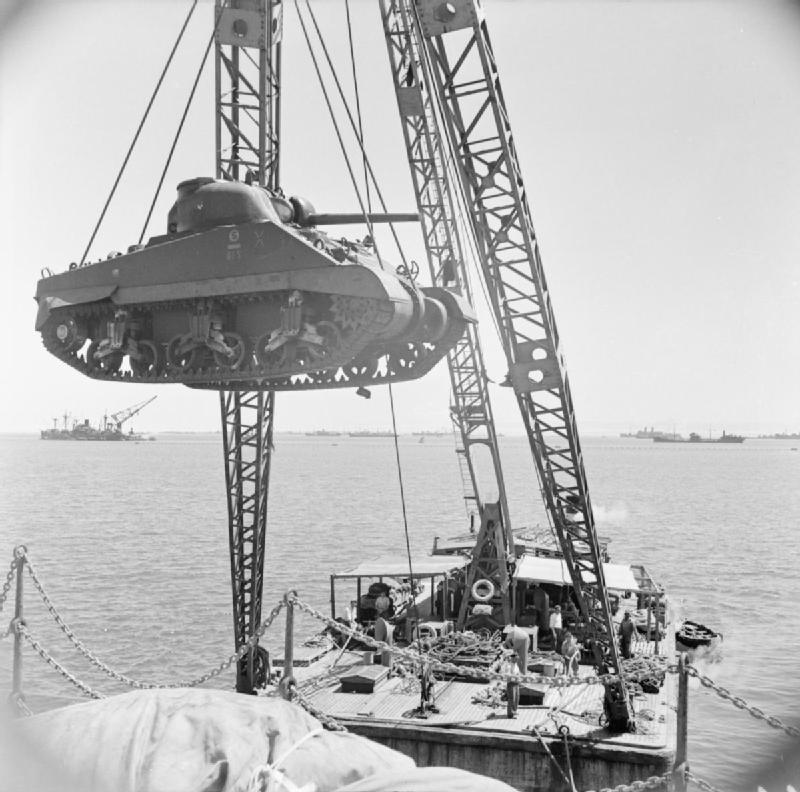
M4A2 britannique déchargé à Port Suez, Égypte, le 9 Septembre 1942.

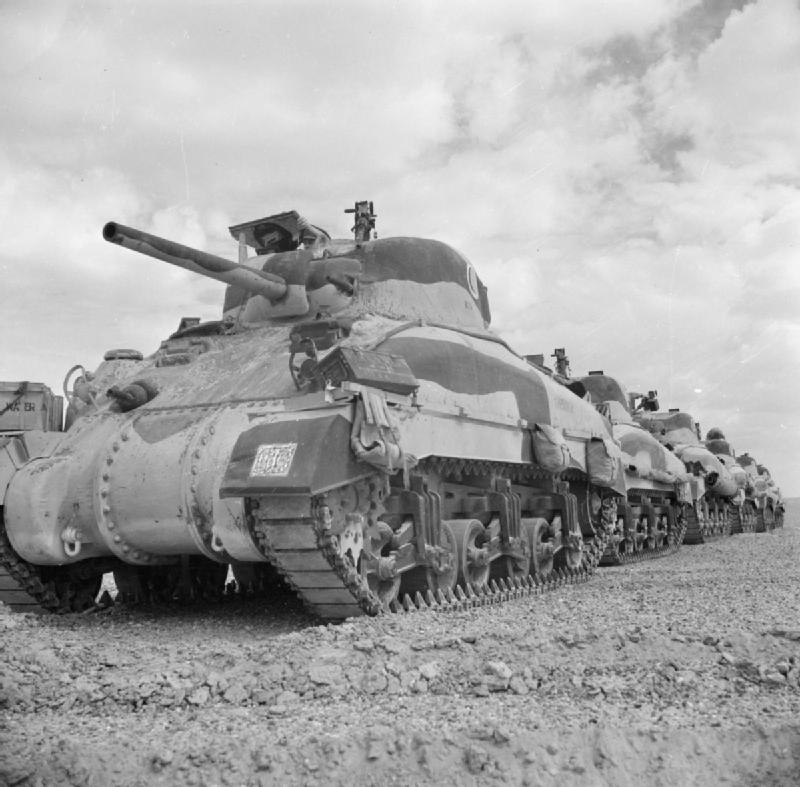
M4A1 Britannique de la 1st Armoured Division, à El Alamein, 24 Octobre 1942.

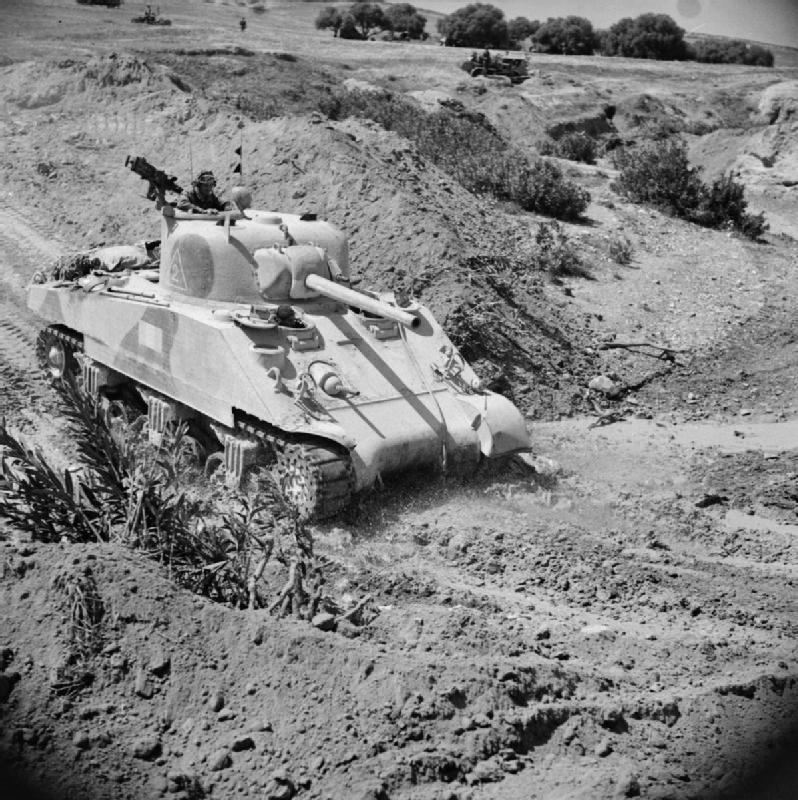
M4A2 britannique en Tunisie, 1943.

Les troupes américaines sont en train de s’entraîner avec les premiers Sherman lorsque les Britanniques sont vaincus par la Panzerarmee Afrika à Tobrouk le 20 juin 1942. Le président Franklin Roosevelt a demandé s'il pouvait faire quelque chose pour aider, et sans hésitation, Churchill a répondu : « Donnez-nous autant de chars Sherman que vous pouvez en épargner et expédiez-les au Moyen-Orient le plus rapidement possible ». Face à la gravité de la situation, les États-Unis envisagent d’envoyer la 2nd Armoured Division, mais son temps de préparation étant trop long, il est finalement décidé de transférer directement aux Britanniques la majeure partie des Sherman produits, soit un peu plus de 300 exemplaires. Cela représentait à peu près toute la production de Sherman jusque-là. Les chars ont été récupérés dans les usines, ainsi que dans les unités américaines qui venaient juste de commencer à s'entraîner avec eux. Le convoi « 5185 Opportunity » appareilla le 15 juillet 1942 avec 302 Sherman et 100 Priest. Les Sherman se décomposent en 212 M4 A1 (essence) et 90 M4 A2 (Diesel). Le SS Fairport avec 51 M4 A1 et 32 M7 Priest à bord a été coulé par le sous-marin U-161 le lendemain. Le SS Seatrain Texas a navigué sans escorte deux semaines plus tard avec le remplacement de 52 M4 A1 et 25 Priest. Le voyage dura deux mois et les Sherman commencèrent à arriver en Égypte en septembre 1942. En dehors de ceux-ci, une expédition « régulière » de Lend Lease de 15 M4 A2 « qui était censée prendre de l'avance… en fait n'a précédé que de quelques jours l'envoi d'urgence. Le 15 juillet, lorsque le convoi a appareillé, les seuls M4A2 en production étaient fabriqués par Fisher ou Pullman. Les chars sont adaptés pour le combat dans le désert, notamment par l’ajout de jupes.

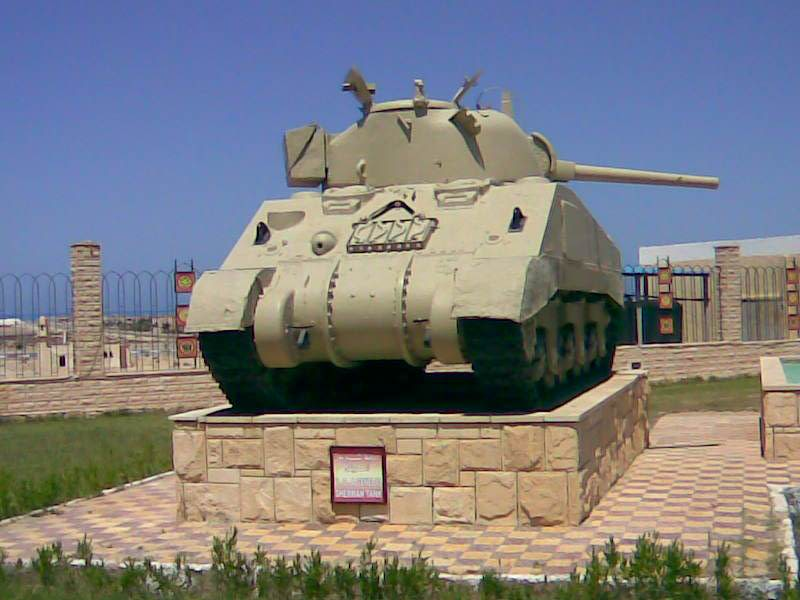
M4A2 Sherman exposé au musée de la bataille d'El Alamein

Le Sherman est engagé pour la première fois au combat en octobre 1942 par la VIIIe armée britannique lors de la bataille d'El-Alamein en Egypte. Le peu de temps de préparation, certains équipages ayant reçu leur char le jour même, et les faiblesses du plan, qui envoie les chars dans des champs de mines, font que le bilan du M4 lors de ce premier engagement est mitigé. Du côté américain, le Sherman est utilisé pour la première fois au combat au début du mois de décembre 1942 dans les environs de Tebourba en Tunisie. Là encore, la faible expérience des équipages et les mauvais choix tactiques conduisent à de lourdes pertes, sans que la qualité du véhicule soit en cause. À la fin de la campagne d’Afrique, les M4 et M4A1 sont les chars standards dans les divisions blindées américaines, les derniers M3 Grant étant transférés aux Forces Française Libres. Ils commencent à être remplacés par le M4A3 après la chute de Rome pendant l’été 1944.

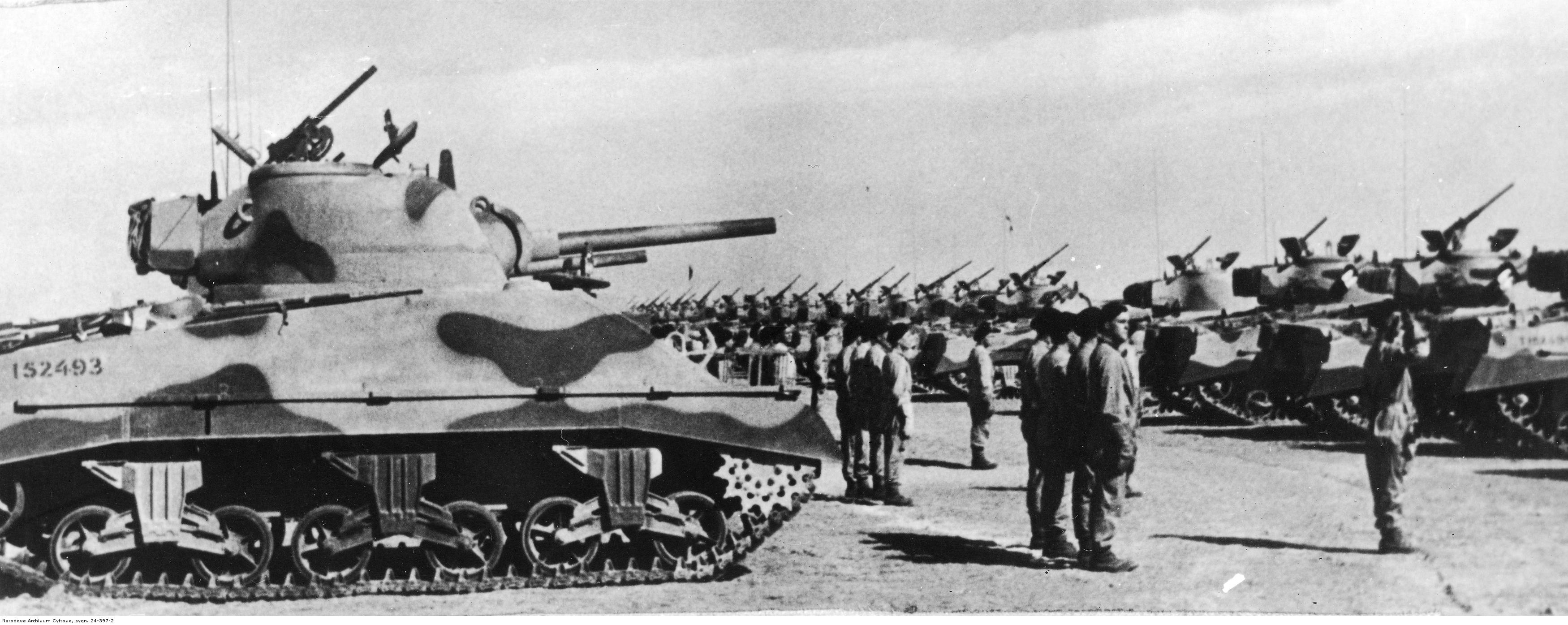
2e brigade blindée indépendante Polonaise en Palestine. 1943

Après la campagne d’Afrique, le Sherman est de presque toutes les batailles de la Seconde Guerre mondiale. Une fois les difficultés de son usage tactique résolues, il démontre d'excellentes qualités au combat. Il possède en effet un certain nombre d’avantages : une bonne fiabilité mécanique et une maintenance aisée, qui lui assurent des taux de disponibilités importants ; une masse et une taille raisonnables lui conférant agilité et capacité à traverser la plupart des ponts d’Europe, contrairement aux chars lourds allemands ; un armement lui permettant de faire jeu égal avec le Panzer IV, voir de le surclasser, car la vitesse de rotation supérieure de sa tourelle lui permet souvent de tirer le premier coup. Cependant, il n’est pas exempt de défauts, qui deviennent de plus en plus visible à mesure que progresse la guerre et que les chars allemands évoluent. Le Tigre et le Panther se révèlent en effet des opposants redoutables, presque imperméables aux tirs des Sherman, qu’ils peuvent de leur côté détruire à longue distance.
L’U.S. Army équipe pendant la guerre un total de 16 divisions blindées et 65 bataillons indépendants de chars et est le principal utilisateur du Sherman. Chaque division blindée américaine comporte initialement deux régiments de trois bataillons chacun, dont deux de M4, avec seulement un régiment d'infanterie mécanisée. Cette organisation est peu appréciée des généraux, qui trouvent qu’il y a trop de chars et pas assez d’infanterie. Elle est revue en 1943, avec désormais trois bataillons de chars et trois bataillons d'infanterie mécanisée, à l'exception des 2e et 3e armored divisions qui conserveront leur ancienne organisation pendant toute la guerre. Dans la nouvelle organisation, un bataillon de chars regroupe trois compagnies de M4 Sherman et une compagnie de M3 Stuart. Alors que la division de 1942 comportait 232 M4, celle de 1943 n'en compte donc plus que 186.
L'Union soviétique reçoit 2 007 Sherman M4A2 puis 2 095 M4A2 (76mm)W  qui, même s'ils étaient moins bien adaptés au terrain soviétique que les T-34, recevront un bon accueil et semblent avoir été très appréciés par leurs équipages. Les soviétiques surnomment le tank M4 "Emcha", car le 4 ressemble a la lettre cyrillique "che" ou "cha" (Ч). Il est intéressant de noter que les Soviétiques ne se sont jamais plaints de la propension des Sherman à brûler rapidement, ce qui, étant donné qu'ils n'avaient que des Sherman à moteur Diesel, donnerait du crédit à ceux qui suggéreraient que le carburant était la cause majeure de l'effet « Ronson » (marque de briquet américain). Vers la fin de la guerre, les Soviétiques ont eu tendance à regrouper leurs Sherman dans certaines unités afin d'améliorer la standardisation et de faciliter la maintenance, par exemple les 1er, 8e et 9e corps mécanisés de la Garde étaient quasi exclusivement dotés de Sherman.

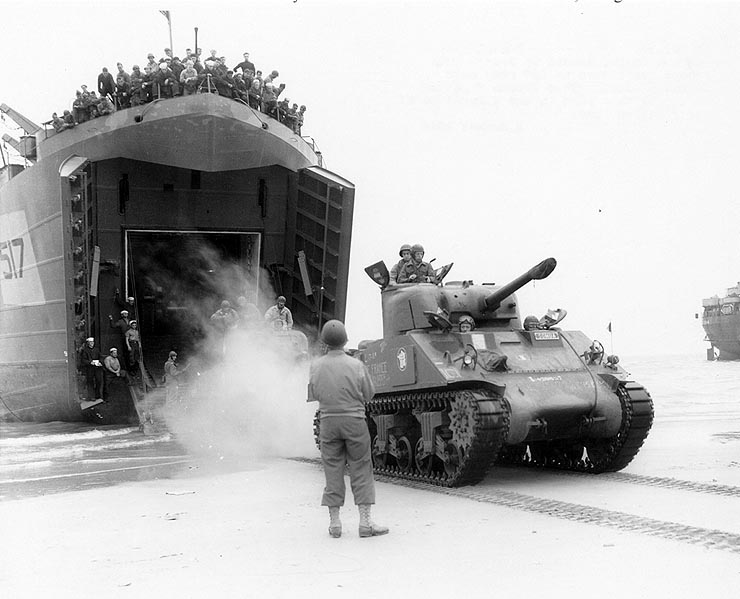
M4A2 Sherman de la 2e DB débarquant en Normandie en août 1944.

En Europe, les armées du Commonwealth et notamment l'armée canadienne reçoivent également le M4. Le char équipe également deux unités blindées de l'Armée polonaise de l'Ouest : la 1re division blindée qui combat en France et en Allemagne et la 2e brigade blindée qui s'illustre notamment à la Bataille du Monte Cassino et devient en 1945 la 2e division blindée polonaise.
Enfin, le Sherman équipe les forces françaises libres : Des M4A4 (moteur Chrysler A57 Multibank) et M4A2 (moteur General Motors 6046) ont été livrés dans les ports d'Alger (Algérie) et Casablanca (Maroc) en 1943. Les français mirent sur pied 3 divisions blindées, chacune équipée de 165 Shermans. Les Américains demandèrent que des divisions blindées homogènes soient créées. Ainsi, la 2e Division Blindée fut équipée uniquement de M4A2. La 1re Division Blindée devait être équipée uniquement avec des M4A2, et la 5e D.B. exclusivement avec des M4A4. Cependant, la répartition des chars concernant les 1re et 5e Divisions Blindées ne fut pas homogène, et chaque division commença l'entraînement avec 110 M4A4 et 55 M4A2. Finalement, les M4A4 furent alloués aux  2e Régiment de Chasseurs d'Afrique et 2e Régiment de Cuirassiers (1re Division Blindée) et aux 1er Régiment de Chasseurs d'Afrique et 1er Régiment de Cuirassiers (5e Division Blindée). Les 110 M4A2 furent répartis entre le 5e Régiment de Chasseurs d'Afrique (1re Division Blindée) et le 6e Régiment de Chasseurs d'Afrique (5e Division Blindée).
La 2e D.B. qui débarque en Normandie en août 1944 et libérera notamment Paris, et les 1re et 5e D.B. qui débarquent en Provence au sein de la 1re armée se rejoindront pour la bataille d'Alsace de novembre 1944 à mars 1945. Pendant la guerre, la France a initialement reçu des M4A2 et A4 mais perçoit également d'autres modèles en provenance des stocks américains pendant la campagne pour remplacer ses pertes. Après la guerre, elle reçoit 1 254 M4A1 (76 mm). L'armée de terre est la principale utilisatrice mais les Sherman serviront également au sein du Groupement blindé de gendarmerie mobile au cours des années 1960 et seront brièvement déployés pour protéger l'Assemblée nationale pendant le putsch du 21 avril 1961.

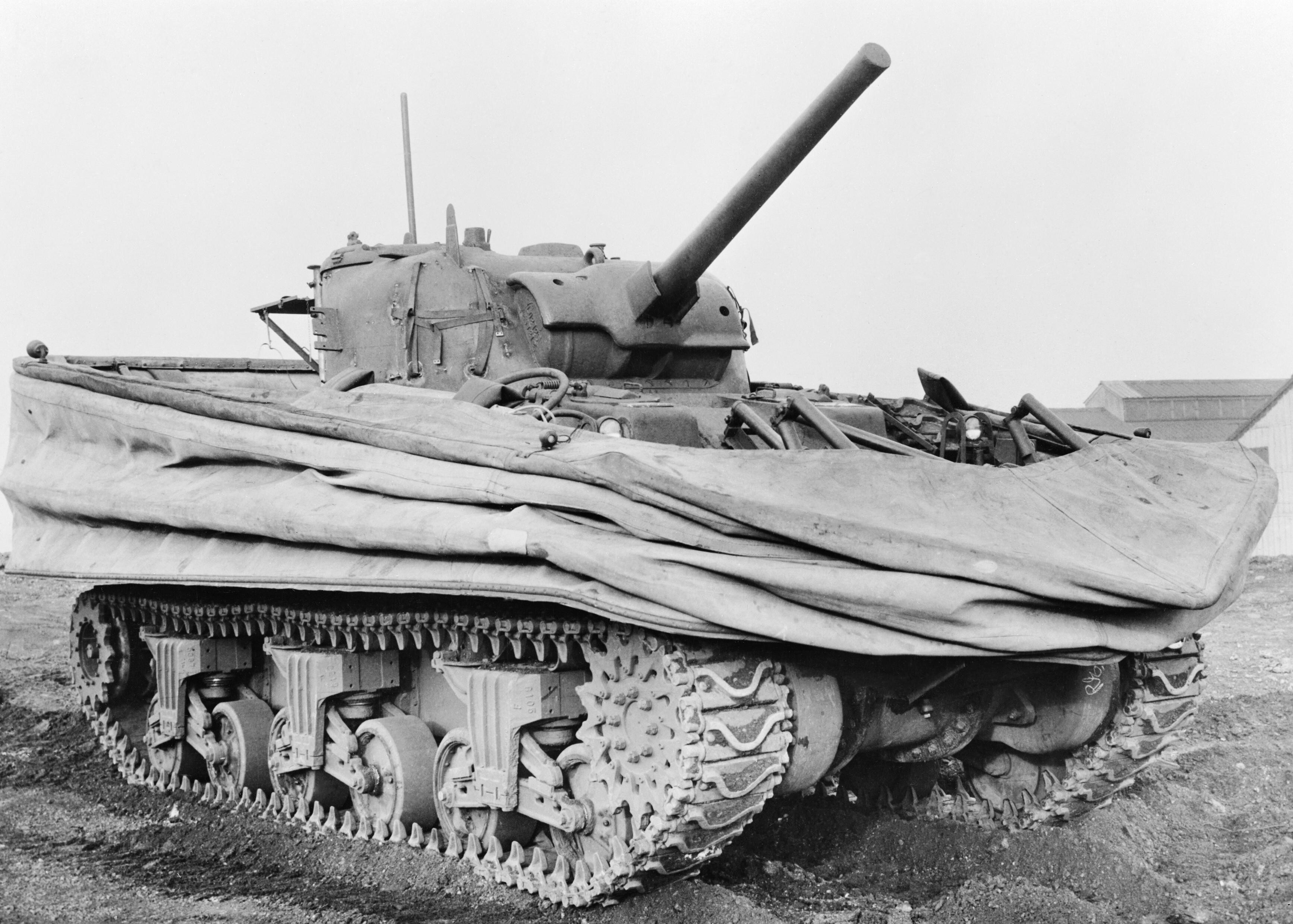
Sherman DD-Tank avec sa jupe repliée.

À partir de 1943, le Sherman équipera également six bataillons blindés du corps des Marines, principalement dans sa version M4A2 à moteur Diesel. Chez les Marines, le M4 connaîtra son baptême du feu lors de la reconquête de l'Atoll de Tarawa (novembre 1943). En 1944, un bataillon blindé des Marines compte 46 M4.
Une version amphibie du M4 est produite, appartenant aux Hobart's Funnies en ajoutant une jupe au tank, ainsi que deux hélices ; cette modification est appelée DD (Duplex Drive). 693 Sherman ainsi que 293 chars Valentine sont modifiés au Royaume-Uni. Les Sherman amphibies participent au débarquement en Normandie avec des résultats mitigés sur les plages britanniques et sur la plage américaine d'Utah Beach. Mais à Omaha Beach, ils sont lancés trop loin du rivage dans une mer trop forte et moins d'un Sherman DD sur dix réussit à atteindre la plage. Certains Sherman seront convertis en transport de troupes Kangaroo après l’opération Totalize.

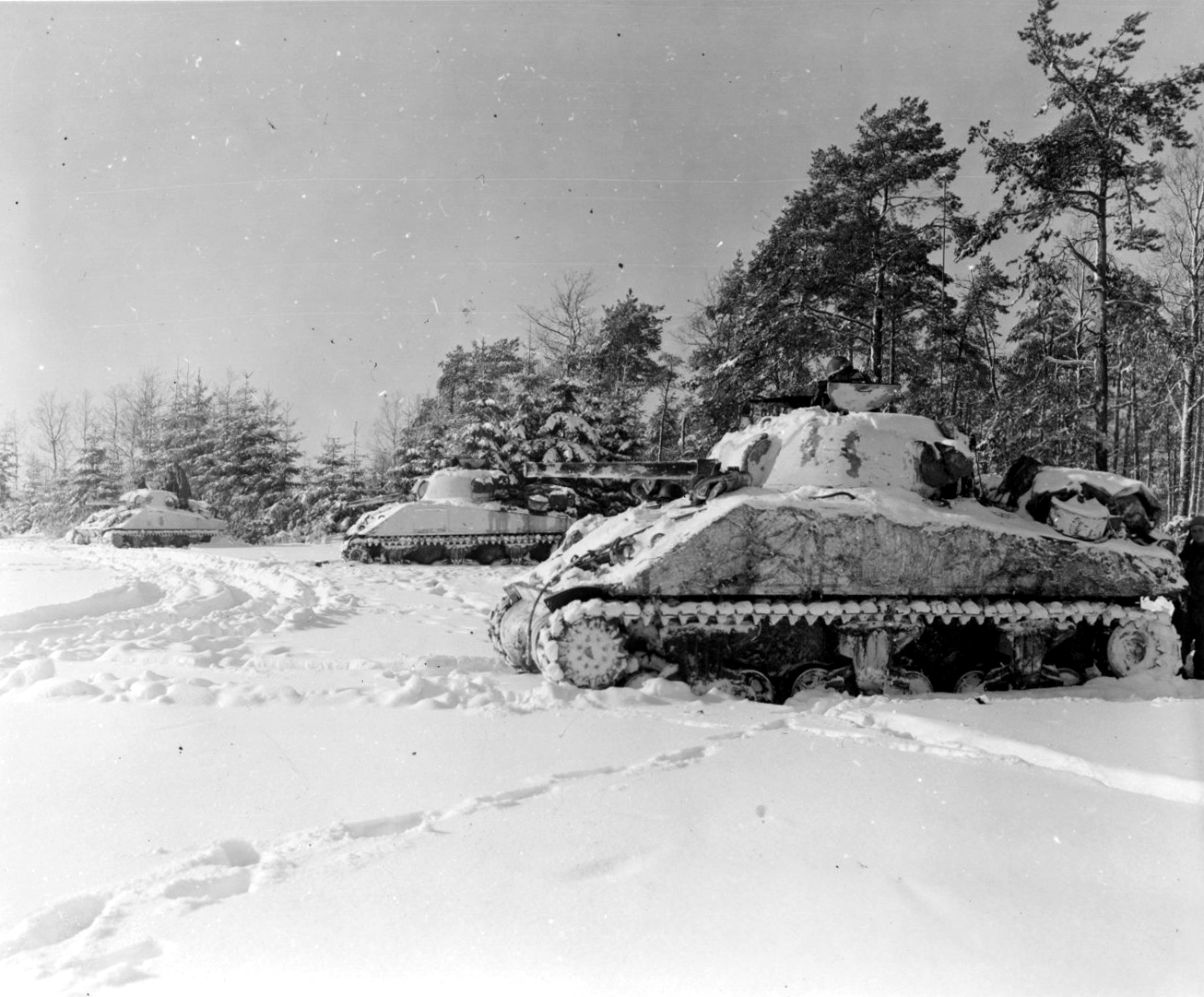
Chars M4 Sherman de la 7e division blindée américaine près de Saint-Vith, Belgique, 24 janvier 1945

#### Bilan du conflit
Lors de son apparition sur le front en 1942, le Sherman est supérieur à la quasi-totalité des chars allemands, italiens ou japonais qui lui sont opposés mais cette situation, déjà compromise par l'apparition des versions à canon long du Panzer IV (sans parler du Tigre I, mais ce dernier n'apparaît qu'en faibles quantités) ne va pas durer.
Cheval de bataille des armées alliées, le M4 révèle au moment de la bataille de Normandie de nombreuses faiblesses : armement principal bien adapté pour le soutien de l'infanterie mais trop faible contre les derniers chars allemands, blindage insuffisant, silhouette trop haute, facilité à prendre feu, maniabilité limitée (rayon de virage important) et pression au sol plus forte que celle de chars allemands pourtant beaucoup plus lourds (Le Sherman M4A1 pèse 27 tonnes, le Panther pèse 45 tonnes et le Tigre I 57 tonnes) ce qui le désavantage dès que le terrain devient boueux.

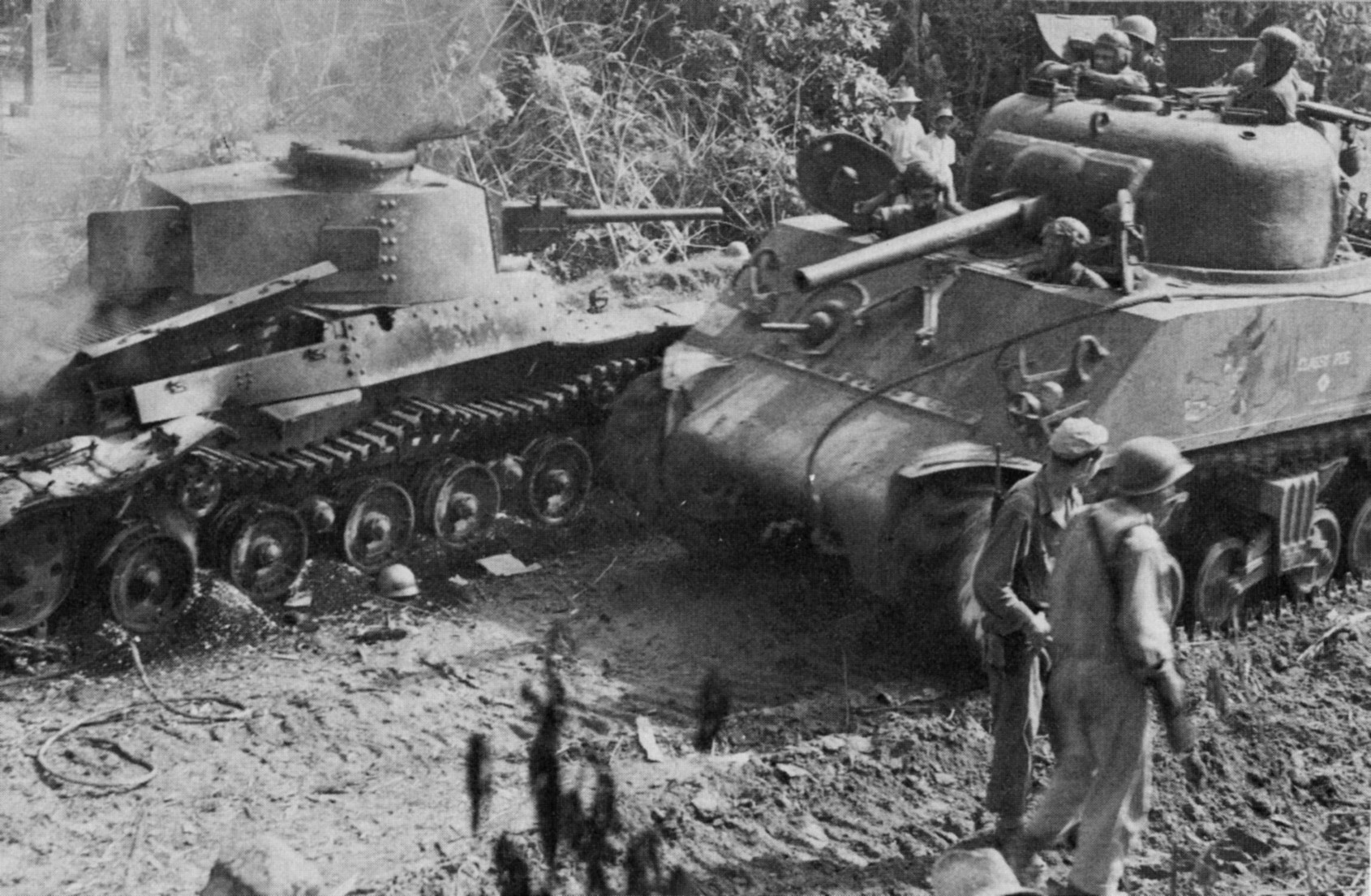
Sherman après avoir détruit un blindé Japonais aux Phillipines en janvier 1945

Mais la plupart de ces insuffisances seront progressivement éliminées — ou du moins fortement atténuées — par les modifications citées ci-dessus. De plus, le M4 possède de nombreuses qualités, notamment une excellente fiabilité, un rayon d'action très correct, des optiques de qualité ainsi qu'une des premières conduites de tir avec stabilisation gyroscopique (d'ailleurs peu employée par les équipages) et une vitesse de rotation de tourelle supérieure à celle des blindés allemands, ce qui permet souvent aux équipages de Sherman de tirer plus rapidement. De plus, il bénéficie de l'écrasante supériorité numérique et logistique des alliés, ainsi que leur supériorité aérienne. Il restera le fer de lance des formations blindées alliées du Front de l'Ouest jusqu'à la capitulation allemande et jouera pleinement son rôle de char de soutien d'infanterie dans le Pacifique jusqu'à celle du Japon qui n'offrit que peu d'opposition en termes de blindés.

### Guerre de Corée

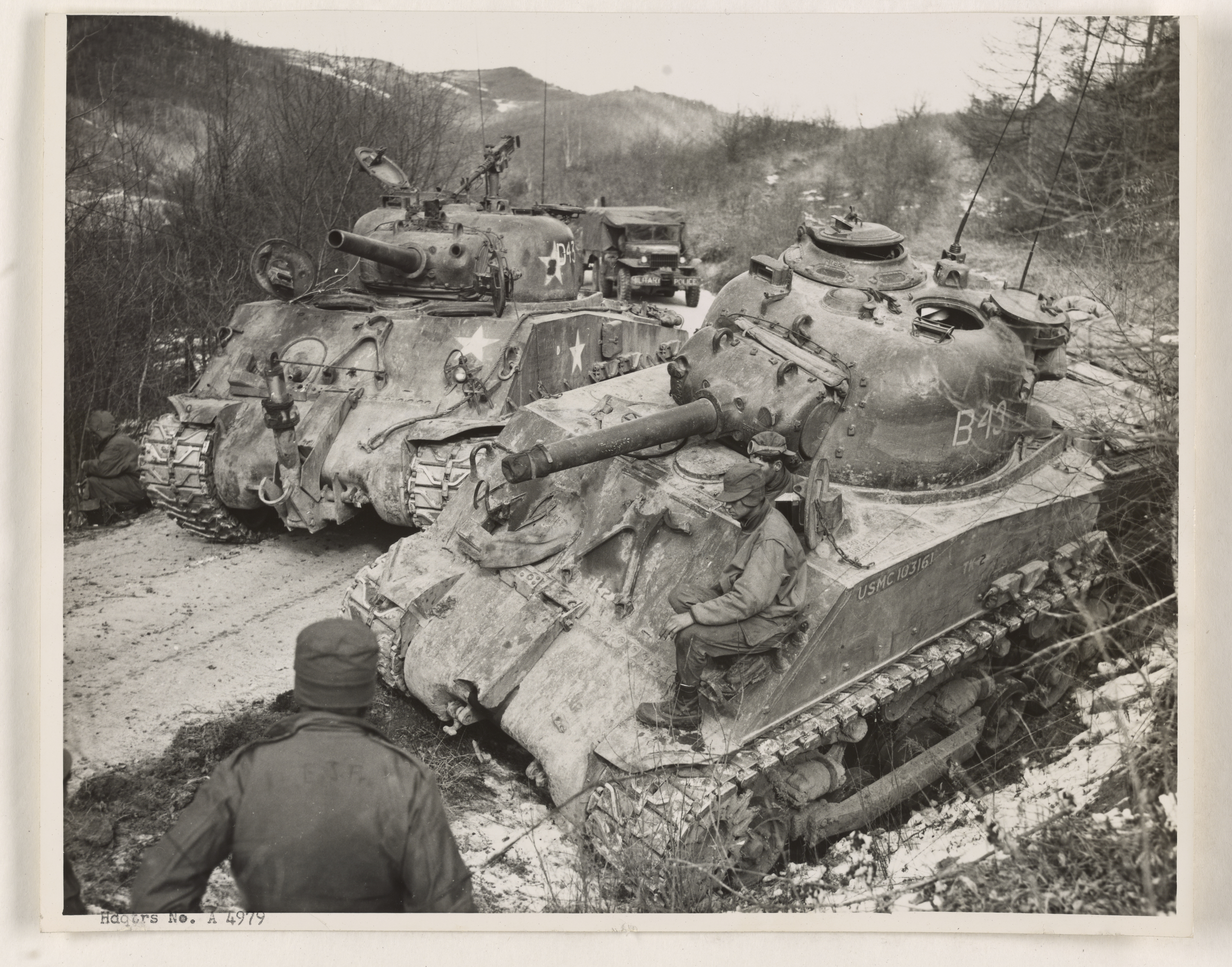
M4 en Corée, novembre 1950

Le 25 juin 1950, la Corée du Nord débute la guerre de Corée en envahissant son voisin du sud. Dans le cadre de la résolution 84 du Conseil de sécurité des Nations unies, les États-Unis interviennent, mais leurs forces locales ne sont équipées que de chars légers M24, insuffisants pour faire face au T-34/85 nord-coréens. Cependant, à la suite de l’opération Roll-up, un grand nombre de véhicules hors-services, dont des M4, ont été rassemblés au Japon. Dans les deux mois qui suivent, ces véhicules sont remis en urgence en état de marche et expédiés en Corée. Ces chars, environ 500 et en majorité des M4A3, permettent de retenir les Nord-coréens jusqu’à l’arrivée des renforts envoyés des États-Unis. En comparaison avec les chars américains plus récents, le M4 a l’avantage pendant le conflit d’avoir un meilleur ratio poids/puissance, ce qui le rend plus mobile dans le paysage très montagneux dans lequel se déroulent les combats.

### Les conflits israélo-arabes

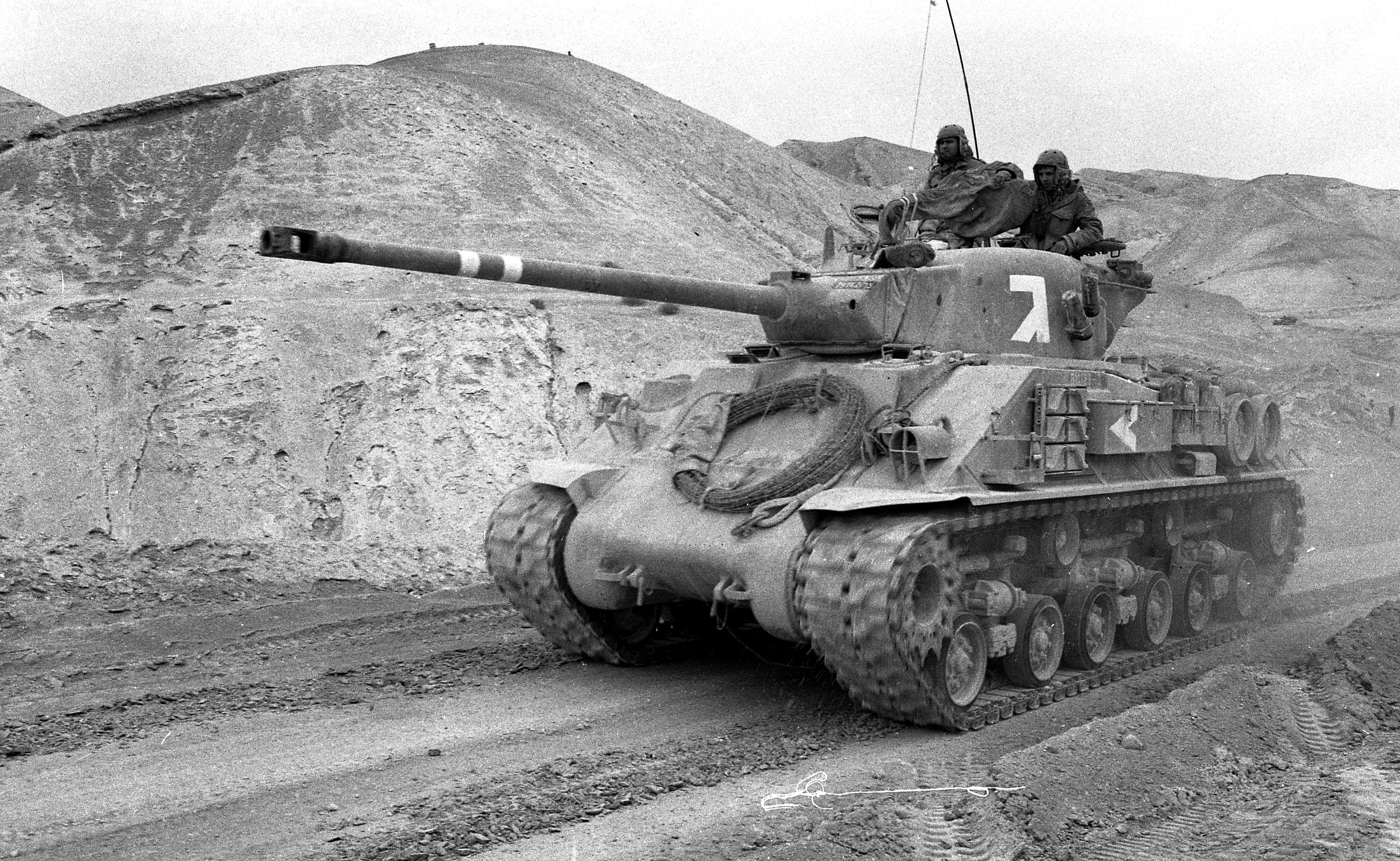
Sherman M50 Israelien en 1970

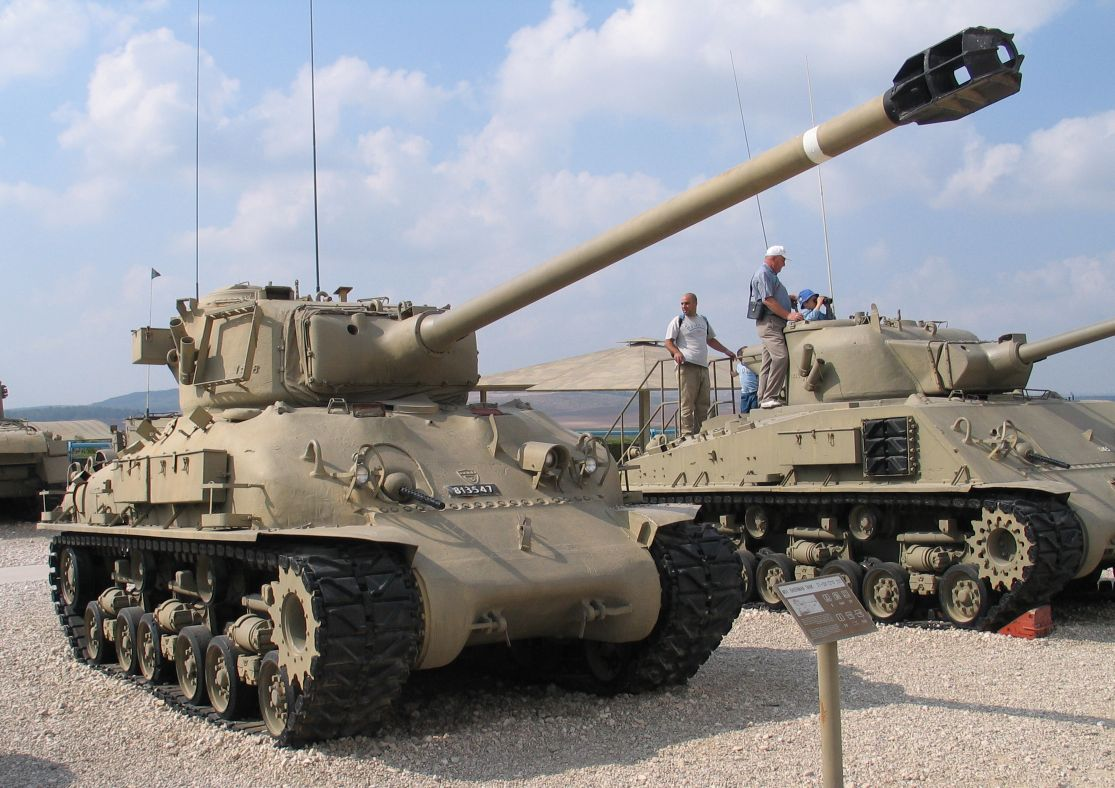
Sherman M51 Israelien

L’état d’Israël acquiert des Sherman dès sa création en 1948. Ceux-ci proviennent pour partie des troupes britanniques qui occupaient alors la région, bien que les circonstances de ce transfert restent troubles, soit des exemplaires démilitarisés sont achetés à des ferrailleurs et remis en service. Dans ce dernier cas, il s’avère parfois difficile de trouver sur le marché des canons, ce qui amène les Israéliens à adapter toute sorte d’armes sur ces véhicules, comme des canons allemands de 75 mm datant du début du XXe siècle. Dans les années qui suivent, ces chars sont progressivement remplacés par des M4A1 et M4A3 standards équipés du canon de 76 mm ou par une version spéciale, le M50 Super Sherman, modifiée sur place et armée du canon de 75 mm de l’AMX-13. Après 1956, une autre variante est mise au point, le M51, avec cette fois un canon de 105 mm. D’autres véhicules sont inventés par les Israéliens à partir du Sherman, comme l’obusier automoteur L33 ou l’Ambutank, une ambulance blindée.

### Autres conflits de la fin duXXesiècle

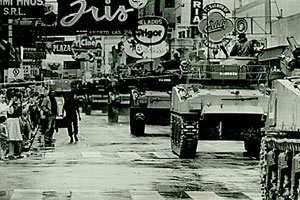
M4 Sherman en Argentine 1978

Le Sherman est utilisé lors de la guerre d'Indochine (1946-1954) par la France, lors des conflits indo-pakistanais (notamment en 1965), ainsi que dans une multitude d'engagements lors de conflits limités ou de guerres civiles (Cuba et révolte de la marine argentine en 1963) dans les années 1960, Nicaragua dans les années 1980 et Balkans dans les années 1990).

### Dernières utilisations
Le Paraguay utilisait trois M4 Sherman provenant d'Argentine équipés d'un canon de 105 mm aux côtés de 14 M3 Stuart jusqu'en 2018, il s'agit des derniers qui étaient en service.

## Caractéristiques
1. Anneau de levage
2. Ventilateur
3. Trappe de tourelle
4. Périscope
5. Trappe de tourelle
6. Siège du commandant de char
7. Siège du tireur
8. Siège du chargeur
9. Tourelle
10. Filtre à air
11. Couvercle de remplissage du radiateur
12. Filtre à air multiple
13. Moteur
14. Tuyau d'échappement
15. Roue libre
16. Pompe à eau
17. Radiateur
18. Générateur
19. Arbre de transmission, partie arrière
20. Panier de tourelle
21. Collecteur tournant
22. Arbre moteur, partie avant
23. Suspension de Bogie
24. Transmission
25. Pignon d'entraînement principal
26. Siège du conducteur
27. Siège du mitrailleur
28. Canon de 75 mm
29. Trappe de pilote
30. Mitrailleuse M 1919A4

### Protection

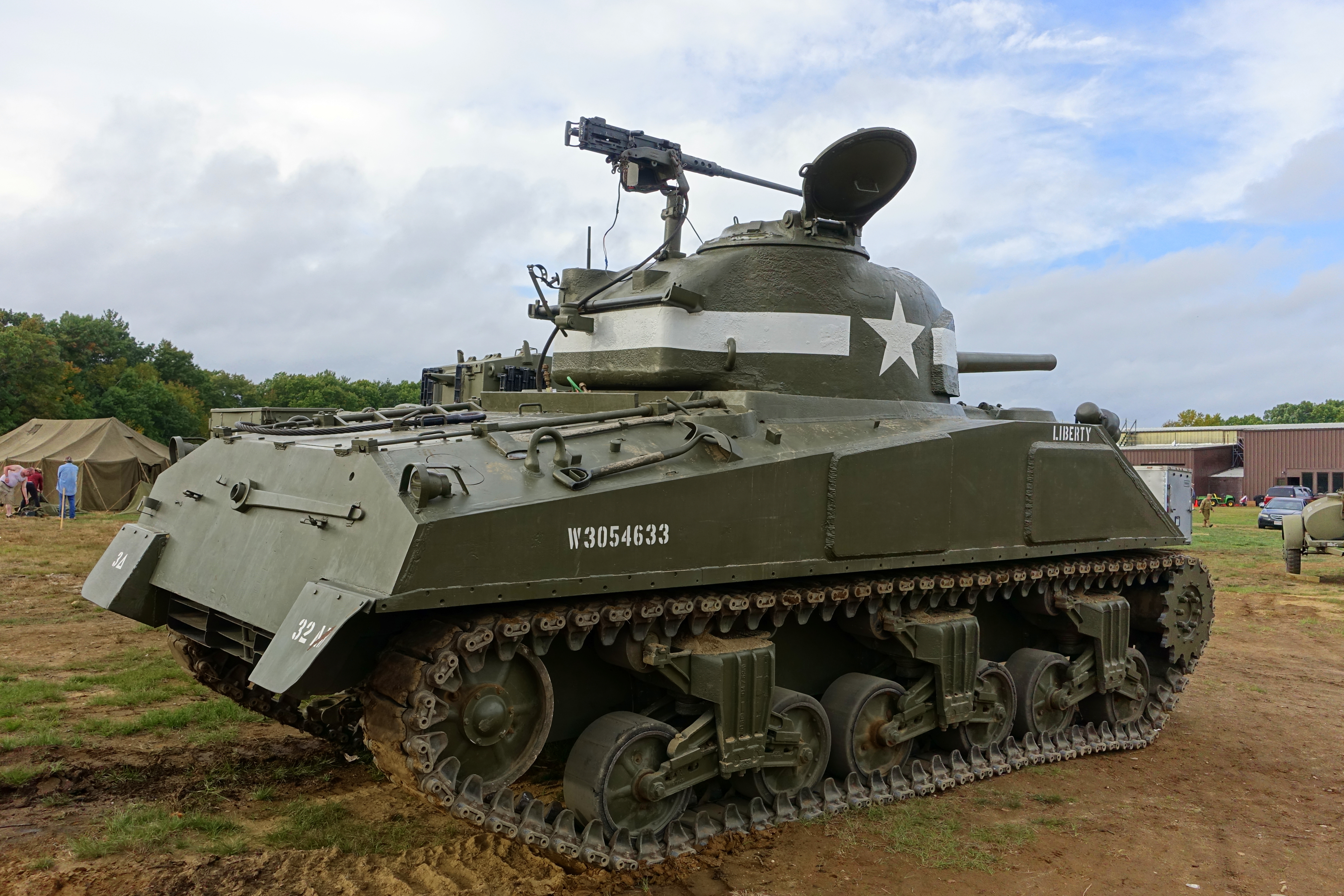
M4A3 avec plaques de protection latérale pour les munitions.

Le blindage du Sherman est principalement conçu pour assurer la protection contre les petits canons antichars allemand, comme le 3,7-cm PaK 36. Le blindage de la caisse est ainsi de 51 mm à l’avant et de 38 mm sur les côtés, tandis que celui de la tourelle est de 76 mm sur l’arc avant et de 51 mm sur les côtés. Cette faible épaisseur amène le Sherman à être rapidement surclassé par la plupart des chars allemands, à l’exception des plus anciens. Ainsi, le canon du Panzer IV ausf. H, le type le plus couramment rencontré en Europe de l’Ouest en 1944, peut détruire le M4 à plus de 2 000 m de face et plus de 4 500 m de côté.
Les chars Sherman ont été construits avec deux angles de glacis avant différents :
- les premières versions ont un glacis à 57°, ce sont les versions avec les capots en saillie et les petites écoutilles avant conçues avec des ports de "vision directe" installés à l’avant des capots du conducteur et de l’assistant du conducteur. Les conducteurs pouvaient regarder directement à travers de petites fentes, et si nécessaire, pouvaient fermer les fentes au moyen de blocs blindés articulés. Cependant, il a été noté que, lorsqu’il était fermé, un petit espace permettait l’entrée de shrapnell d'obus. Finalement, la vision directe a été éliminée de la conception Sherman le 24 juin 1942 pour les coques moulées et le 13 août 1942 pour les coques soudées. Il faudra quelques mois avant que les capots des pilotes redessinés puissent entrer en production, alors que plusieurs milliers de Shermans ont été construits avec une vision directe.
- Les versions ultérieures ont un glacis à 47°, sans capot et des écoutilles avant plus grandes[56].

Le M4 partage également la tendance du M3 à prendre feu lorsqu’il est touché. Parfois attribué à l’utilisation d’essence plutôt que de gazole, ce problème est davantage à mettre en relation avec la grande quantité de munitions présente à l’intérieur du char, ainsi qu’à leur emplacement et leur stockage inadaptés. Ainsi, une enquête effectuée par le département de l’Ordonnance montre qu’entre 60 et 80 % des Sherman touchés prennent feu, mais que ce chiffre tombe à 15 % lorsque des mesures adéquates sont prises pour protéger les munitions. La première de ces mesures et la plus simple à mettre en œuvre consiste à souder une plaque de surblindage d’environ 30 mm d’épaisseur sur les côtés, au niveau des paniers à obus. La seconde mesure est introduite en février 1944 sur les M4A3 de fin de production ; elle consiste à stocker les obus dans des paniers entourés d’eau, de sorte que lorsqu’un projectile perfore le panier et touche les obus, l’eau se déverse et éteint ou ralentit l’incendie. L’habitude des équipages de conserver des obus supplémentaires en dehors des paniers ne permet toutefois pas à cette protection d’être pleinement efficace.

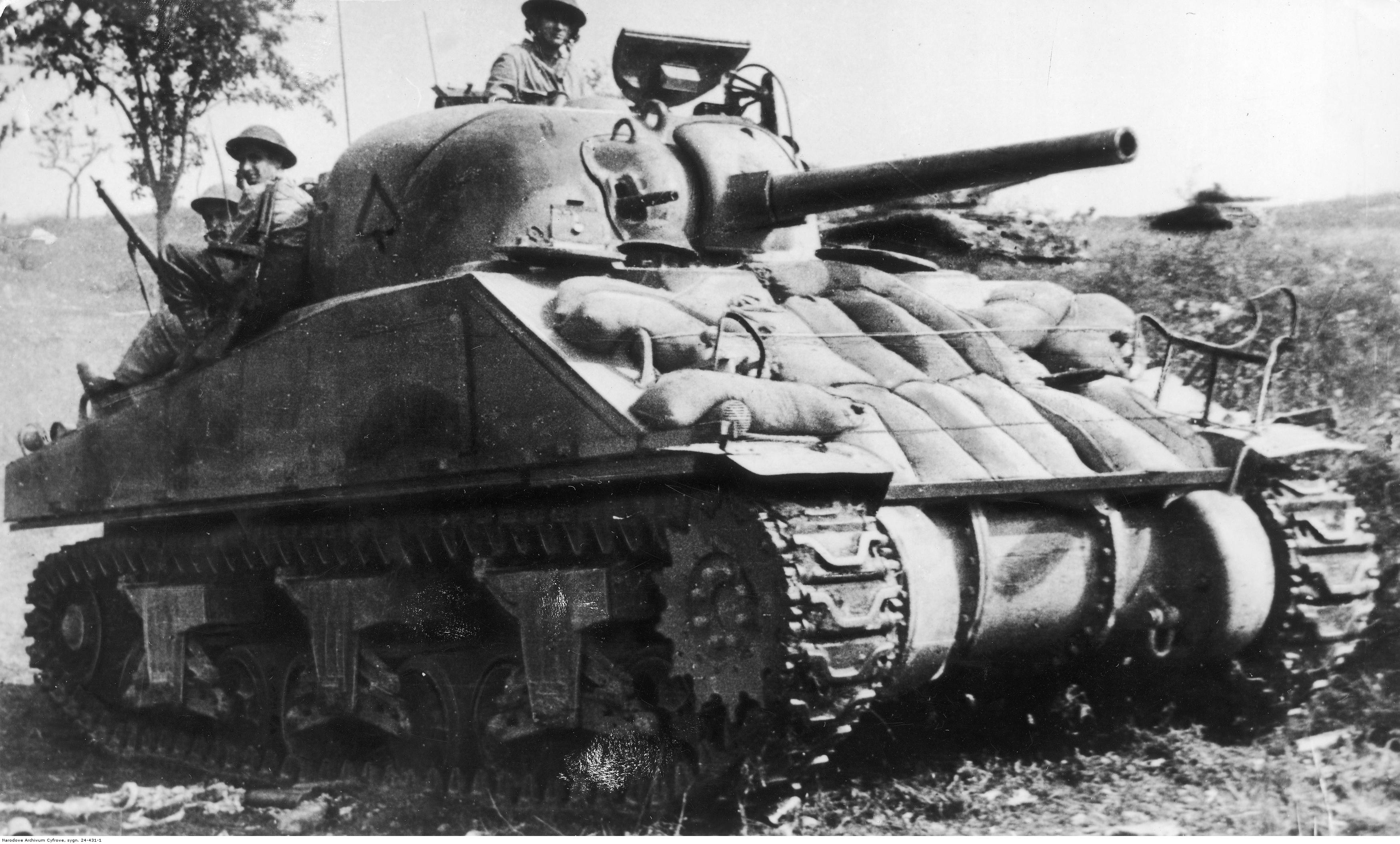
Sherman Polonais paré de sacs de sable, Monte Cassino en mai 1944

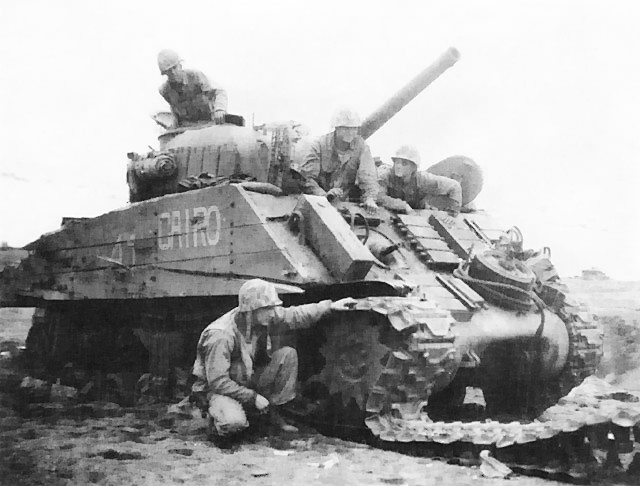
Sherman doté de parois en bois pour empêcher les mines magnétiques d’adhérer, Iwo Jima.

Se sentant vulnérables, les équipages improvisent donc souvent des protections supplémentaires. La forme la plus courante consiste à empiler des sacs de sable sur le glacis, voire parfois sur les côté de la coque et sur la tourelle. Les officiers cherchent la plupart du temps à décourager cette pratique, ces sacs ajoutant deux à trois tonnes à la masse du char, pour un gain de protection douteux. D’autres pratiques consistent à souder sur la surface extérieure des maillons de chenille ou des plaques d’acier prélevées sur des Panther détruits. Dans le Pacifique, où les Japonais utilisent abondamment les mines magnétiques, les Marines adoptent également divers dispositifs artisanaux pour empêcher ces munitions d’adhérer ou les rendre moins efficaces : sacs de sable, revêtement non-ferreux, grilles ou jupes en bois. Afin d’augmenter les chances de survie des chars fortement exposés sans recourir à ces bricolages, une version spéciale surblindée est créée à l’automne 1944, le M4A3E2 Jumbo. Celui-ci dispose d’un blindage supplémentaire de 38 mm à l’avant et sur les côtés, ainsi que d’une tourelle plus de deux fois plus épaisse.

#### Coupoles de tourelle

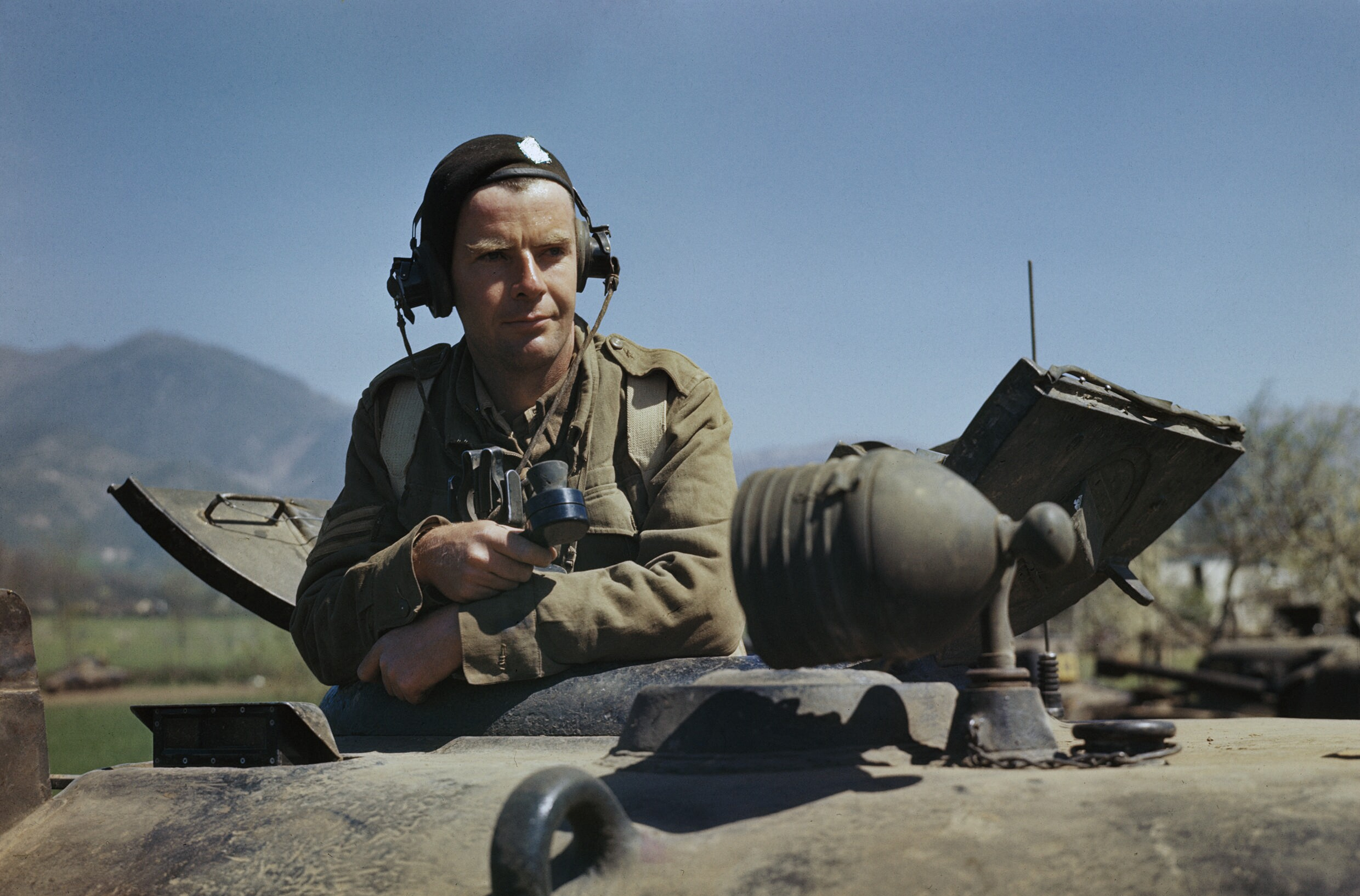
Coupole de tourelle Sherman "Split Hatch", San Angelo, Avril 1944

- Coupoles de tourelle Sherman "Split Hatch" (trappe divisée en 2 pièces)

Voici deux types de coupoles de tourelle à « écoutilles divisées ». Ces coupoles se trouvent généralement sur les tourelles "Low bustle" (75 mm). A noter que les charnières sont identiques sur ces deux types de coupoles. La coupole du côté gauche n'a pas de serrure de trappe, tandis que celle du côté droit est équipée de ce système. Les verrous positifs d'écoutille et les ressorts d'équilibrage ont été introduits vers le printemps 1943. Ils devaient être installés à l'usine et les dépôts étaient mandatés pour les installer sur les tanks qu'ils traitaient.
"Trappe tourelle D69993 avec équilabrateur", équipée de ressorts intégrés sur les charnières. Ils semblent être entrés dans les chaînes de production en novembre 1943, sur des tourelles à faible agitation. Ils équipèrent alors les tourelles hautes (75 mm).
Ce type de coupoles se trouve égalelement sur les tourelles T23 (76 mm) avec une coupole au lieu d'une trappe de chargeur (alias tourelles D82081).

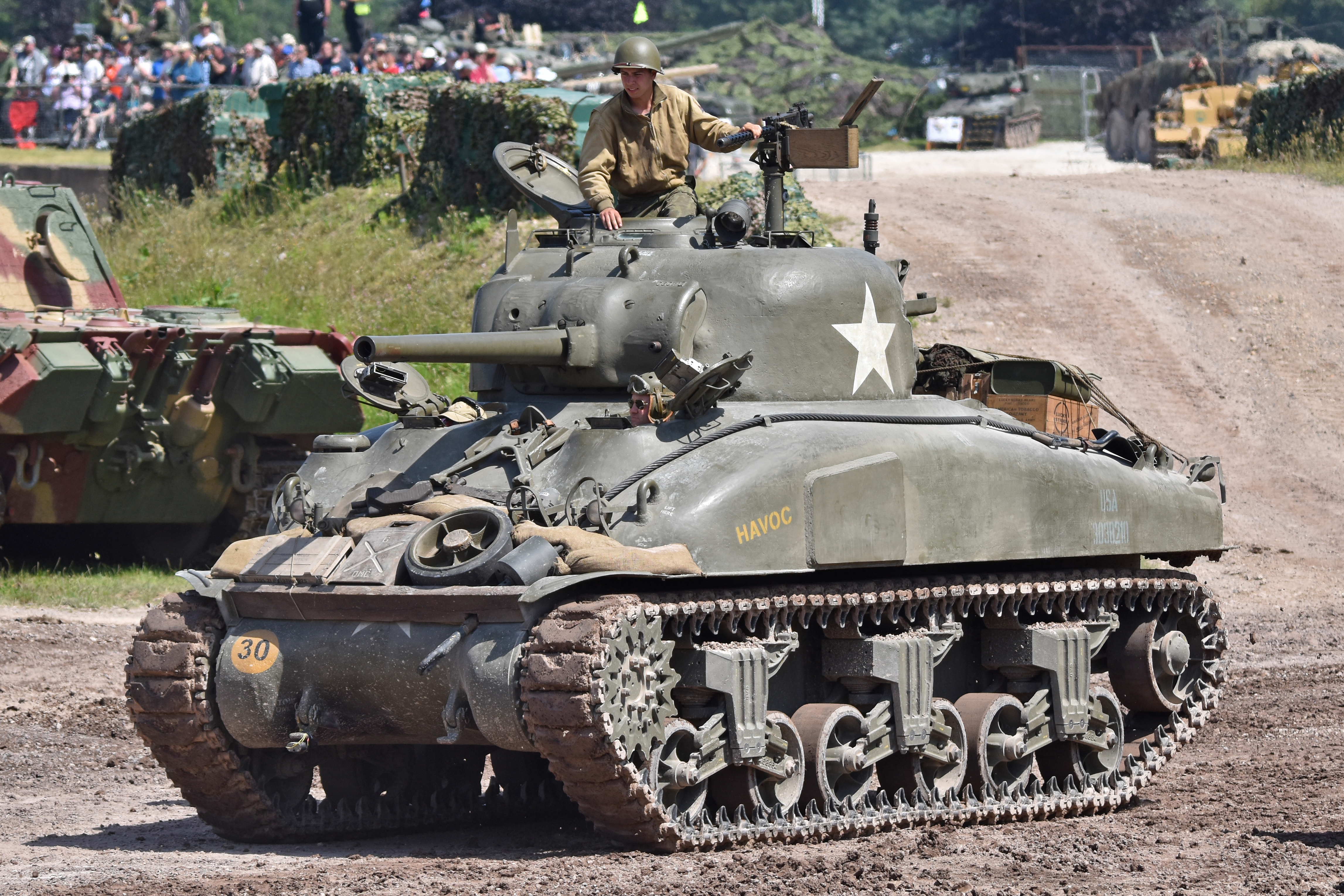
M4A1(75) Sherman à coupole de tourelle "Vision"

- Coupoles Sherman Vision (trappe 1 pièce)

Ces coupoles "vision" entouré de vitres d'observation du chef de char se trouvent généralement sur les tourelles T23 (76 mm) et les tourelles de 105 mm, elles peuvent également être trouvées sur certains chars reconditionnés dotés de tourelles de 75 mm.

### Armement et équipement

#### Armement principal

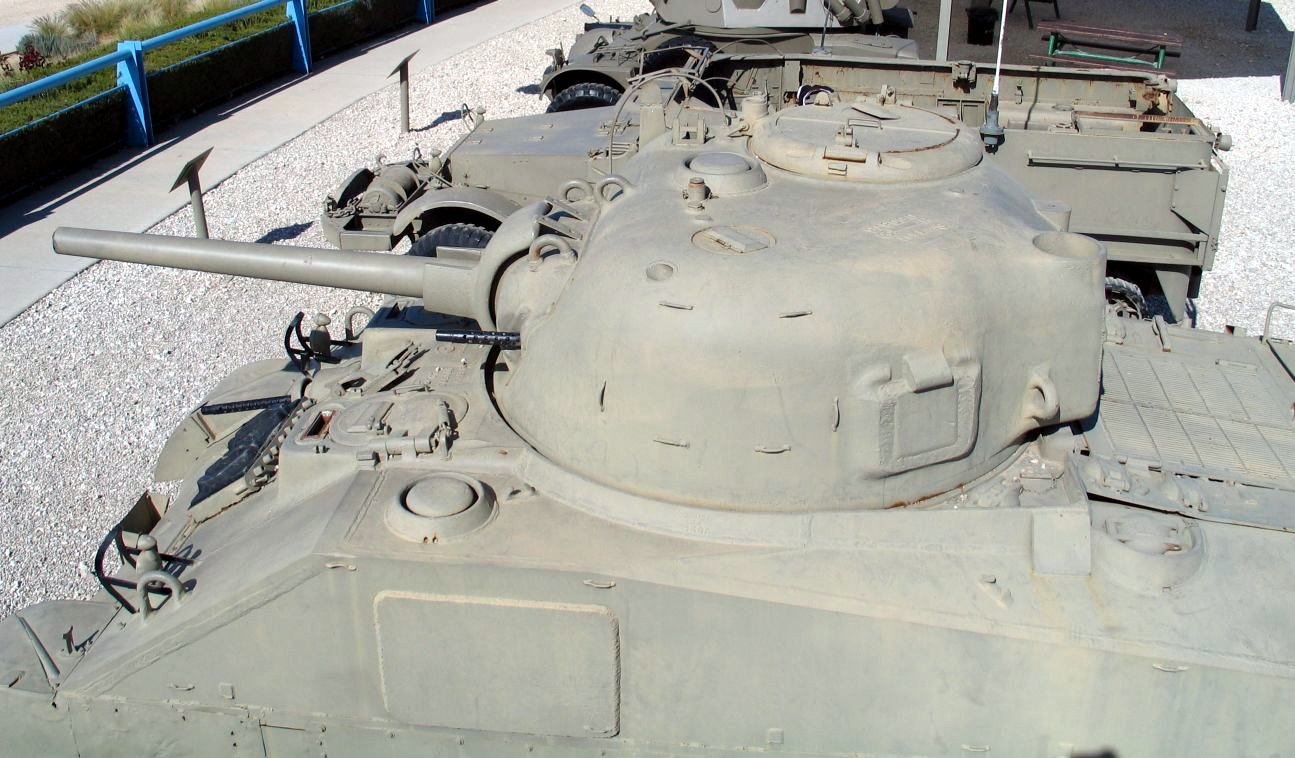
Canon M3 sur Sherman M4A4

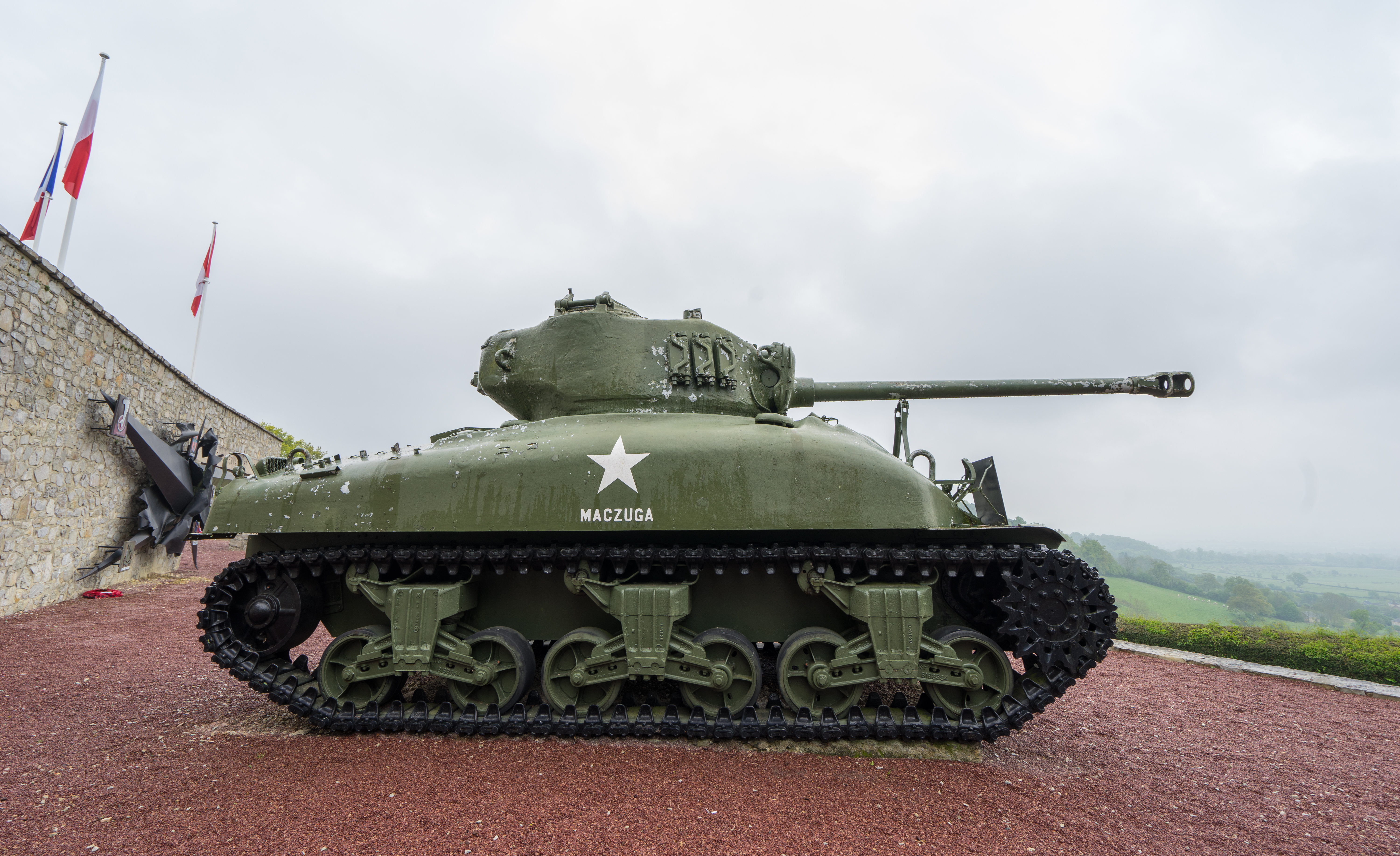
Canon M1 sur Sherman M4A1

L’armement principal des premières versions du Sherman est un canon M3 de 75 mm/L40 (3 m) installé en tourelle M34 puis M34A1. Celui-ci est remplacé à partir de juillet 1944 par le canon M1 de 76,2 mm (3 pouces) de 52 calibres (3,96 m) qui équipe notamment le chasseur de char M18 Hellcat., ce qui impose néanmoins de remplacer la tourelle par un modèle plus grand, dit T23. La traverse est assurée par un mécanisme hydraulique et électrique permettant à la tourelle de tourner à une vitesse nettement supérieure à celle de ses opposants. En cas de panne, un volant permet de pointer l’arme à la main. Le canon présente la caractéristique rare à cette époque d’être stabilisé sur un axe ; le dispositif s’avère toutefois difficile à utiliser sans un entraînement soutenu et peu d’équipages semblent l’avoir utilisé.
Le canon M3 de 75 mm subit de nombreuses critiques car il s'agissait selon la rumeur d'un canon court à faible vitesse et peu adapté au combat antichar. Cependant ce canon était un excellent canon de char lorsque le char entra en action, et même au milieu de 44 lors de la campagne d'Europe de l'Ouest, il restait une arme performante. Il n'était peut-être pas capable de pénétrer un Panther par l'avant, mais il pouvait affronter tous les autres chars auxquels il était habituellement confronté. Il pouvait abattre des Panzer IV et des Stug III à n'importe quelle distance de combat normale.
La tourelle était spacieuse pour les chars de l'époque. Le chargeur disposait également de beaucoup d'espace pour travailler et pouvait le faire depuis son siège. Même sur les chars mis à jour dotés de supports protégés ou humides, il disposait de beaucoup de munitions qu'il pouvait alimenter dans le canon. Les premières productions de chars étaient bien sûr bien meilleures que les chars ultérieurs à cet égard. Le tireur avait un viseur télescopique, un périscope et un périscope à grand angle sans fenêtre de grossissement. Ceci était associé à un entraînement de tourelle rapide à vitesse variable, suffisamment sensible pour que le tireur puisse l'utiliser pour atteindre la cible, ainsi qu'à une commande permettant au commandant de placer le tireur directement sur la cible. Ils disposaient également d'un canon stabilisé et, lorsqu'il était correctement entraîné, il aidait l'équipage à atteindre la cible beaucoup plus rapidement. Le reste de l’équipage, c’est-à-dire le conducteur et le copilote, aidaient à alimenter le chargeur si le char ne bougeait pas. Au fur et à mesure que le char évoluait, le système de conduite de tir s'améliorait, avec une série de viseurs et de télescopes améliorés.

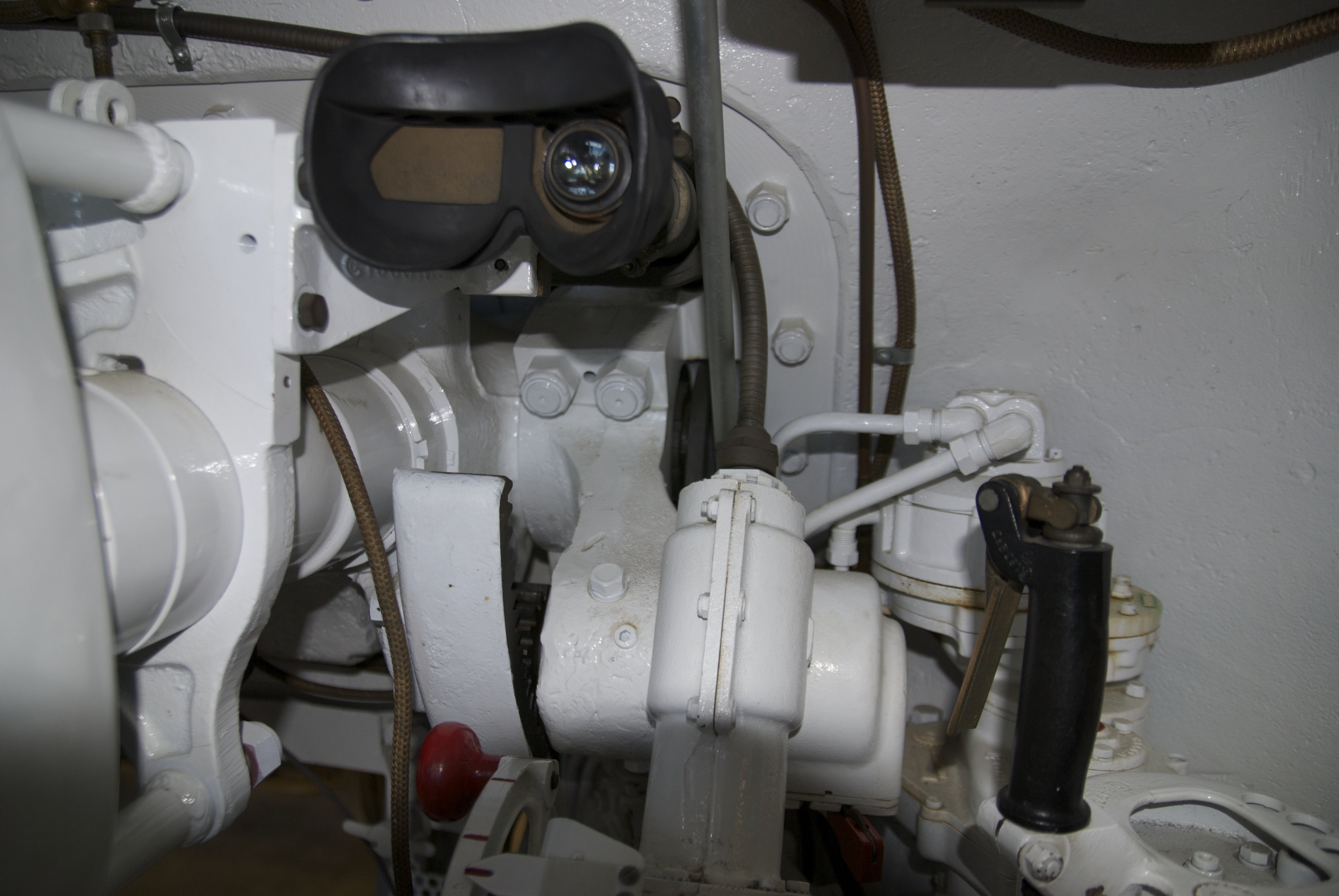
position du tireur

À l’origine la visée s’effectue par l’intermédiaire d’un viseur périscopique, mais celui-ci posant régulièrement des problèmes de précision, il est remplacé à partir de 1943 par un viseur télescopique M70. Ce dernier permet de sélectionner trois grossissement différent et permet une précision raisonnable jusqu’à environ 1 000 m. Sa qualité optique et son grossissement maximum sont toutefois plus faible que ceux de ses concurrents allemands et constituent un désavantage supplémentaire dans les affrontements à longue distance, en plus de la faiblesse de l’armement et du blindage.
Les munitions utilisées par le canon M3 sont l’obus perforant M61 APC-T (APCBC/HE-T) et M72 AP contre les véhicules blindés, l’obus fumigène M89 WP et l’obus explosif M48 HE (doté de 8 kg de TNT). La vitesse de tir maximum est de 20 coups à la minute. La vitesse des obus M61 et M72 est de 620 m/s à la bouche donnant une portée maximale de 12,8 km. Le canon de 76 mm utilise les mêmes munitions que le M18, à savoir l’obus explosif M42A1 HE (doté de 6,8 kg de TNT) et trois types d’obus perforants : le plus utilisé est le M62 APC-T, le M79 AP, tandis que le M93 HVAP-T, beaucoup plus performant, n’était disponible qu’en faibles quantités. En principe, le Sherman emporte environ quatre-vingt obus, dont trente-cinq sont à portée de main du chargeur. Il était toutefois courant que les équipages en emportent davantage, qui sont alors stockés partout où il y a de la place. Cette habitude, ajoutée à celle de démonter certains compartiments de stockage sécurisés pour accéder plus facilement aux munitions, joua un rôle non négligeable dans la tendance des Sherman à prendre feu et exploser.
Le canon M1 de 3 pouces, bien qu'il s'agisse d'une amélioration par rapport au précédent 75 mm, s'est révélé décevant par rapport à ses performances promises par rapport au char Panther et aux modèles améliorés du Panzer IV Ausf. H/J dans les arcs frontaux. Ce fut le cas du M1 de 76 mm par rapport au blindage frontal de ces chars uniquement. Les autres arcs n'ont pas posé de problème La cause en était la cartouche M62A1 APC émise avec le canon. En réponse au manque de performance et au mécontentement exprimé à haut niveau face au manque de performances, un nouvel obus a été développé. Le traceur perforant à haute vitesse M93 (HVAP-T) de 76 mm représentait une grande amélioration étant donné qu'il s'agissait d'un tir de High Velocity Armour Piercing (HVAP) ou APCR, où la coque extérieure légère et à passage complet contenait une flèche d’alliage de tungstène. Cela a amélioré la vitesse (1 036 m/s à la bouche), donc la pénétration, mais l'APCR ralentit plus rapidement que le tir AP ou l'obus APHE, de sorte que la pénétration est tombée en dessous de celle des deux obus précédents à environ 1 500 mètres. Les données américaines APCR semblent indiquer que les modèles américains étaient supérieurs aux copies allemandes et soviétiques en conservant leur vitesse à de plus longues distances. L'armée américaine n'a adopté le tir OPSC qu'au milieu des années 1950, car les modèles britanniques présentaient d'importants problèmes de dispersion depuis le point de visée, étant moins précis. Dans l'ETO, la détermination de la portée effective des engagements entre blindés se situait à 890 mètres ou moins . L'obus a amené la pénétration de la tourelle du Panzer IV à 1 850 mètres. Le Panther est resté immunisé dans l'arc frontal. Les arcs latéraux et arrière sont restés vulnérables jusqu'à 2 500 mètres. Ce qui manquait pour atteindre la portée et la pénétration à 890 mètres souhaitée par l'armée américaine contre le Panther était de 152 mètres par seconde: 1036 m/s contre les 1188 m/s requis.

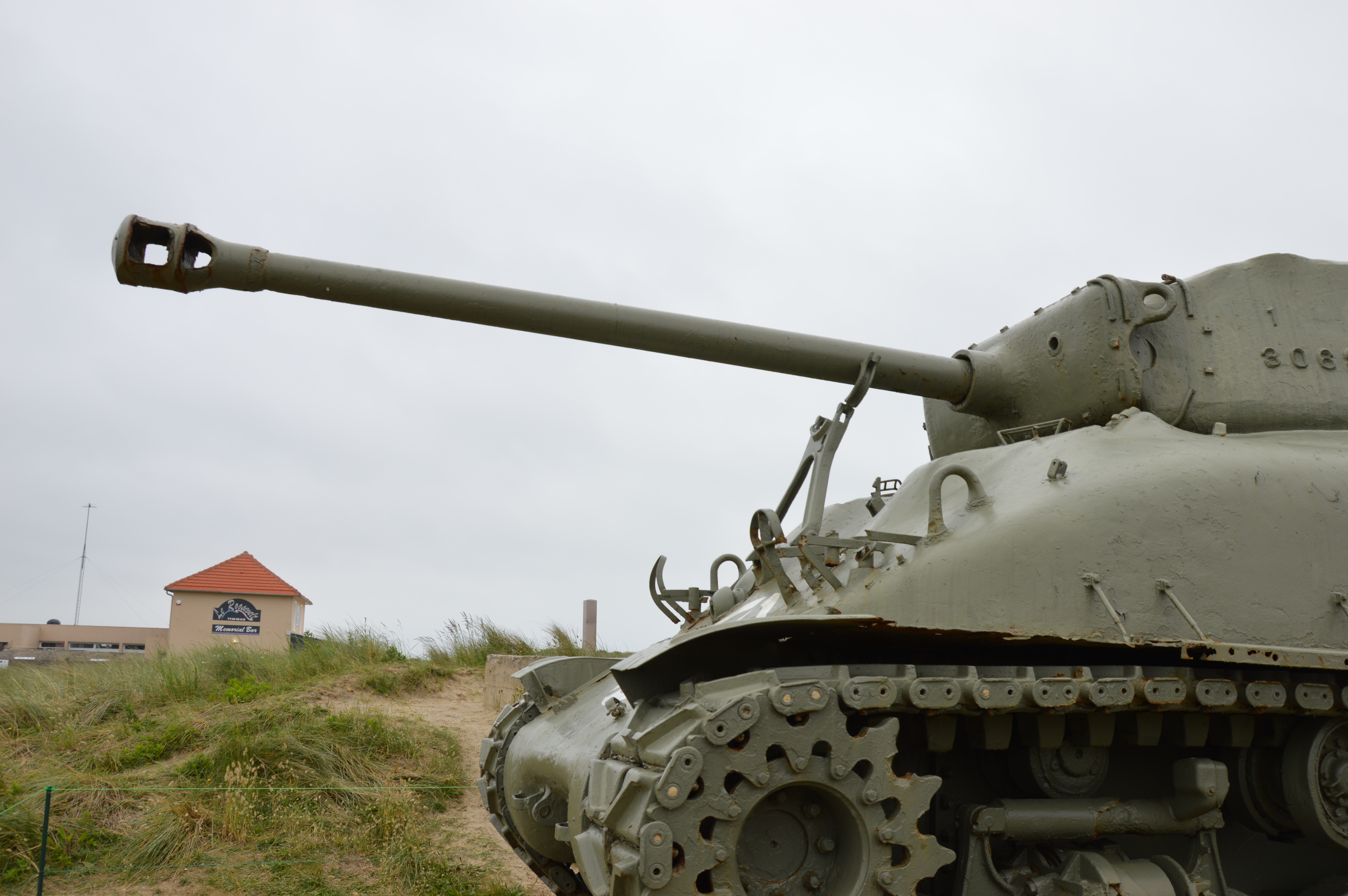
M4A1 HVSS avec canon M1A1C doté d'un frein de bouche

La série de canons M1 (puis M1A1, M1A1C, M1A2) fut développée par l'armée américaine au début de la guerre. Installé pour la première fois sur la tourelle d'origine, l'ajustement s'est avéré trop serré pour le confort de l'équipage, et le canon devra attendre une tourelle améliorée avant de trouver sa place sur le Sherman. L'armée a installé la tourelle du programme T23 défaillant sur une coque Sherman M4A1, dans la version M4A1 76W qui a combattu pour la première fois lors de l'opération Cobra pendant la bataille de Normandie. Les modèles M1A1C et M1A2 seront dotés d'un frein de bouche.
À partir de ce moment, les Sherman équipés de ce canon deviendront de plus en plus courants sur le champ de bataille. Le canon fonctionnait très bien contre les chars Stug, Panzer III et panzer IV. Il y avait un peu plus de problèmes avec le blindage frontal du Panther, mais les Sherman de nouvelle génération avaient tellement d'atouts pour eux que ce n'était pas un gros problème. Ce canon continuerait à etre installé sur les chars M4A3 76 HVSS en Corée et y combattraient le T-34-85 sans problème. Les munitions HVAP étaient plus couramment disponibles mais pas vraiment nécessaires contre le T-34-85. Cela permettait d'atteindre la cible plus facilement et était utilisé de toute façon.
Il y eut un certain mécontentement à l'égard du fait que les obus HE M42A1 de 3 pouces étaient moins puissants que les M48 de 75 mm, mais ils étaient loin d'être inutiles.

##### obusier M4 de 105 mm

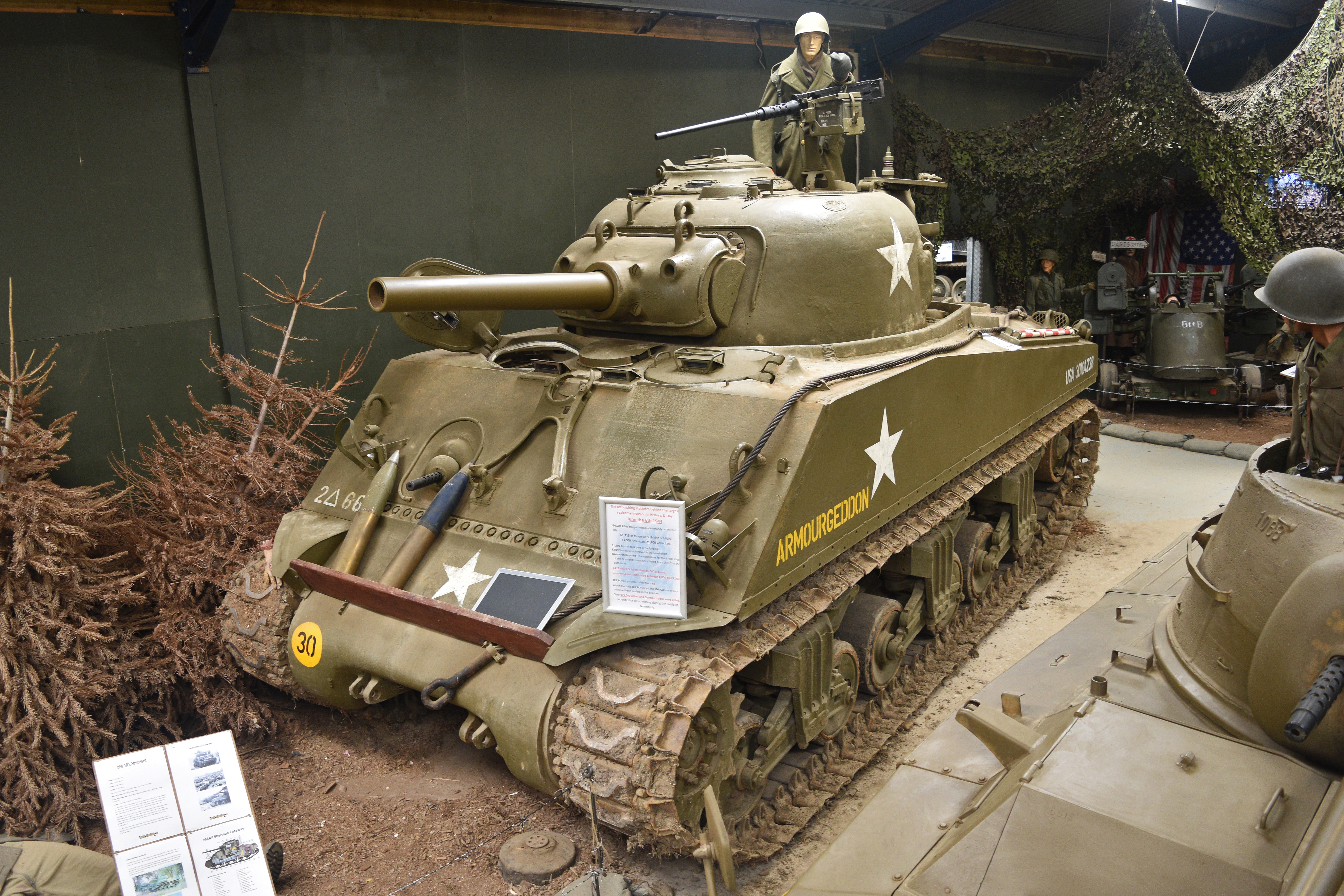
M4 (105) Sherman ‘USA 30104238’

Le M4 Sherman équipé avec un obusier M4 de 105 mm fut une solution à un problème dont l'armée ignorait l'existence avant la campagne d'Italie. Le canon automoteur M7 Priest ne fonctionnait pas bien dans le rôle de tir direct qu'il était parfois appelé à remplir. La monture n'était pas très précise pour le tir direct et il n'était pas possible de la corriger. Il était également mal adapté pour diriger des attaques avec son blindage léger. La solution consista à monter le canon de 105 mm dans les M4. Cela nécessitait une refonte de l'obusier dérivé du M2 et une nouvelle monture M52, mais il fut prêt avant le débarquement de Normandie et, une fois utilisé, était très apprécié, remplaçant le M7 dans les rôles de soutien de la compagnie de chars et des bataillons.
Les 105 Sherman modifiés furent soit des M4, soit des M4A3, et tous ont été construits par Chrysler.
L'obusier de 105 mm avait une vitesse de tir de 8 coups par minute, tirant des munitions explosives HE M1, HEAT M67 (anti-tank) et fumigènes WP M60 (phosphore blanc), HC BE M84. La vitesse des obus HE M1 était de 472 m/s à la bouche avec une portée de 11 km.

#### Armement secondaire
Le Sherman est armé de:

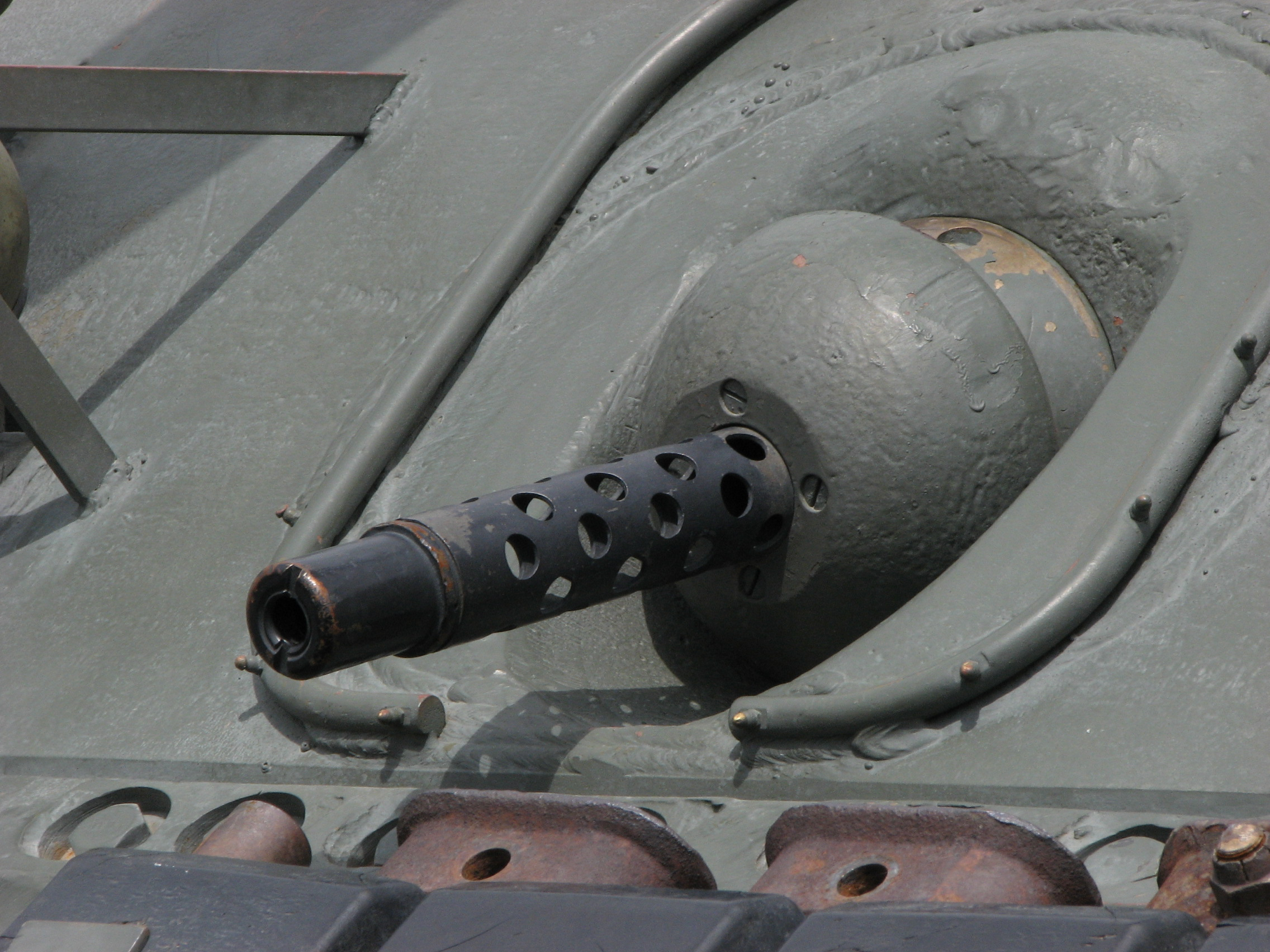
Mitrailleuse 7,62 mm de caisse de Sherman M4A2E8

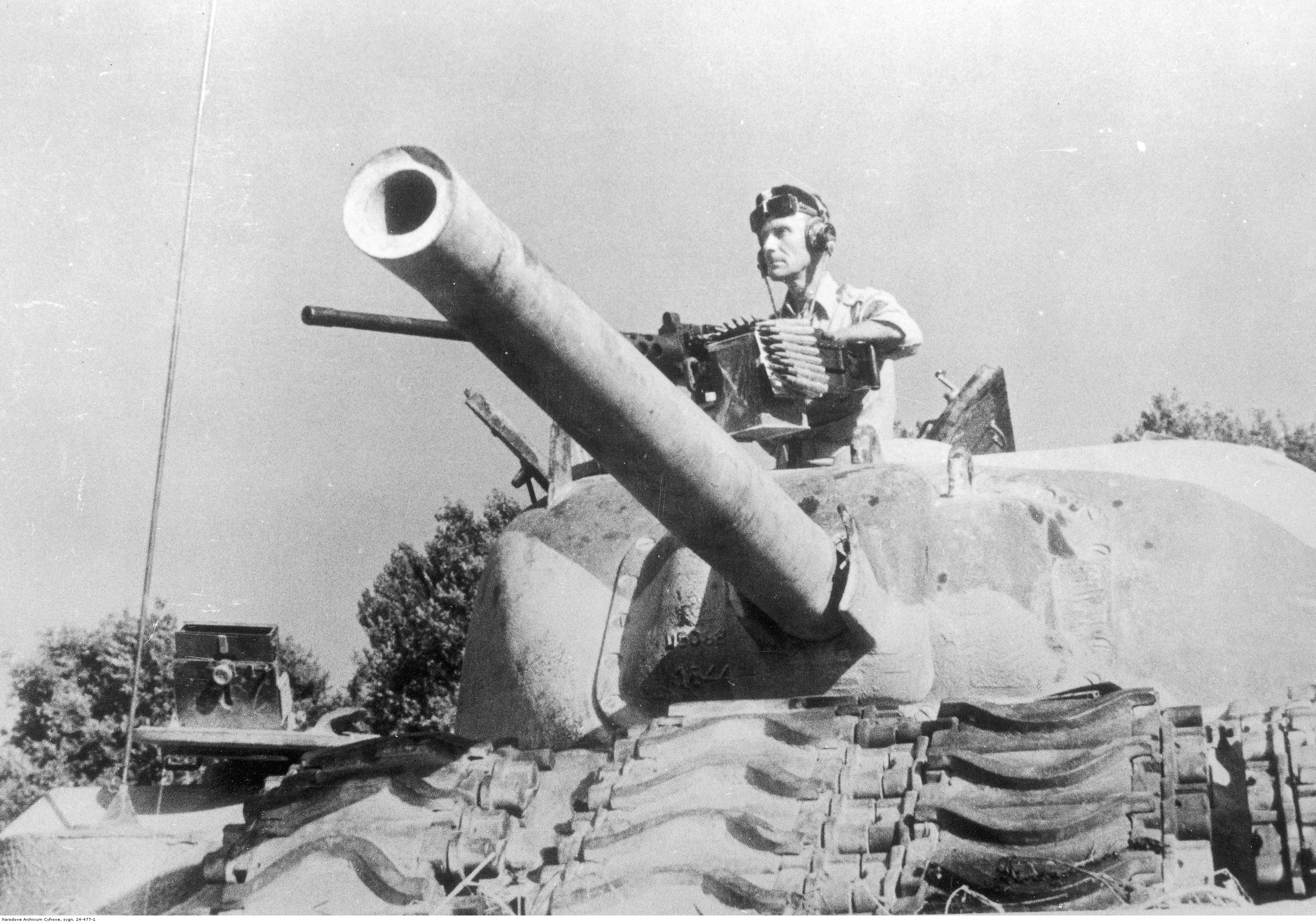
Browning M2 12,7 mm opérée par le chef de char

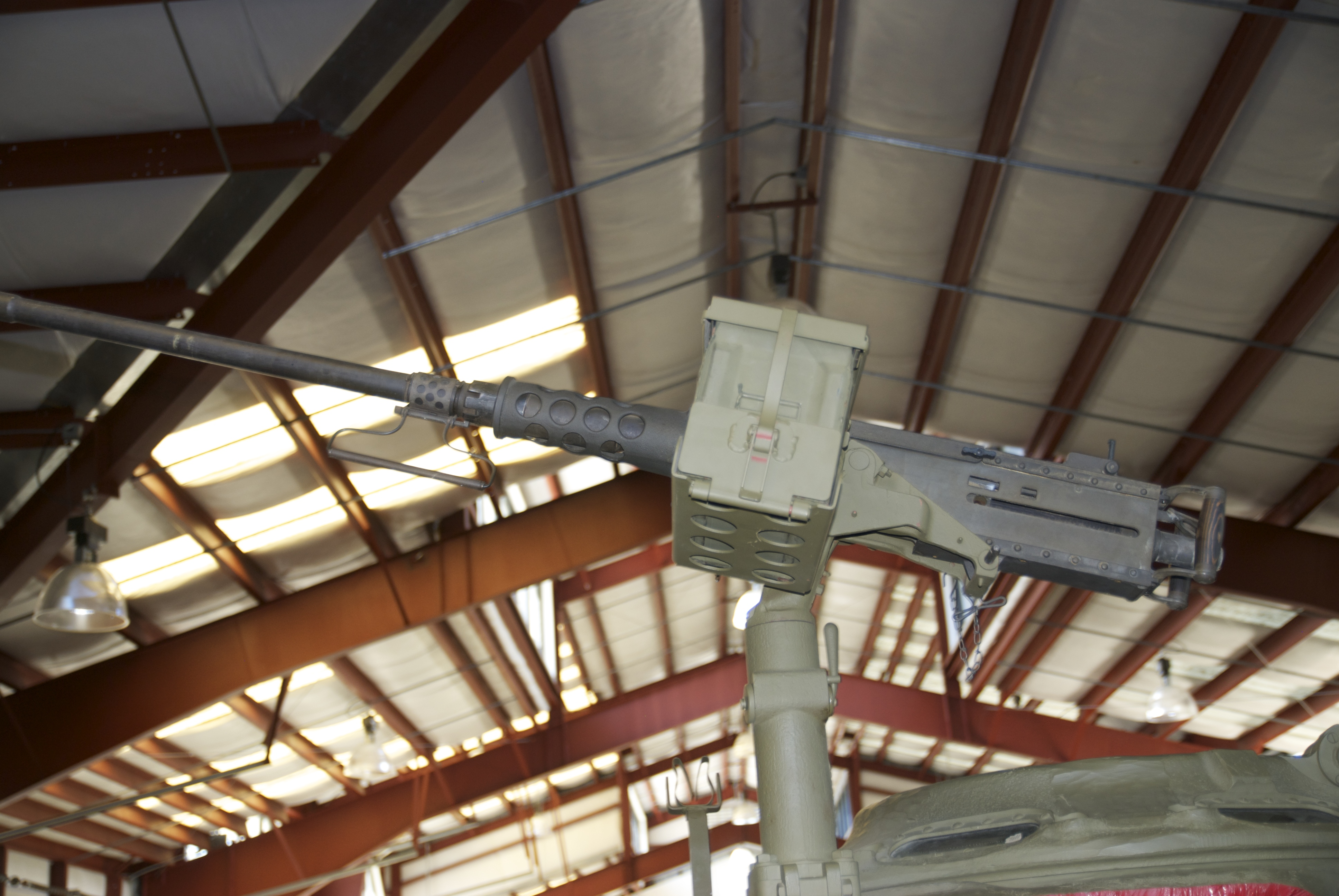
Browning M2 Calibre 50

- une mitrailleuse coaxiale Browning M1919 A4 de 7,62 mm de caisse[67],
- une mitrailleuse coaxiale Browning M1919 A4 de 7,62 mm coaxiale avec le canon principal,
- une mitrailleuse Browning 1921 M2 HB de 12,7 mm sur tourelle anti-aérienne.

- 4 750 cartouches de 7,62 mm (0.3 in)
- 600 cartouches de 11,43 mm (0.45 in) pour mitrailleuse individuelle Thompson SMG M1928A1
- 300 cartouches de 12,7 mm (0.5 in)
- 12 grenades à fragmentation Mk II

#### Radio
La radio est installée dans le buste de tourelle. À l’origine, la plupart des chars ne sont équipés que d’un récepteur, seuls les chefs d’unités disposant également d’un transmetteur. Celui-ci est toutefois généralisé à tous les véhicules à partir de 1944.
Le char Sherman était livré avec un poste radio SCR-508 (en), 528 ou 538. Les chars de commandement avaient un SCR 506 supplémentaire monté dans le compartiment avant droit. Cela permet au char d'écouter le QG auquel il répondait tout en continuant à parler à sa propre unité. L'interphone du char était également intégré au poste radio principal. Cet interphone permettait aux membres d’équipage de se parler, mais pas de transmettre par radio, seul le commandant du char pouvait le faire.
Les SCR-508, 528 et 538 appartenaient tous à la même famille. Ces radios étaient toutes des radios à bande FM, utilisées parce que les radios FM gèrent mieux les interférences du système électrique et du moteur du char que les radios AM. Cela présentait un problème, dans la mesure où les seules radios utilisées par l'infanterie ou l'artillerie et capables de parler aux chars étaient au niveau du bataillon et elles utilisaient des radios AM au niveau de la compagnie et aux niveaux inférieurs.

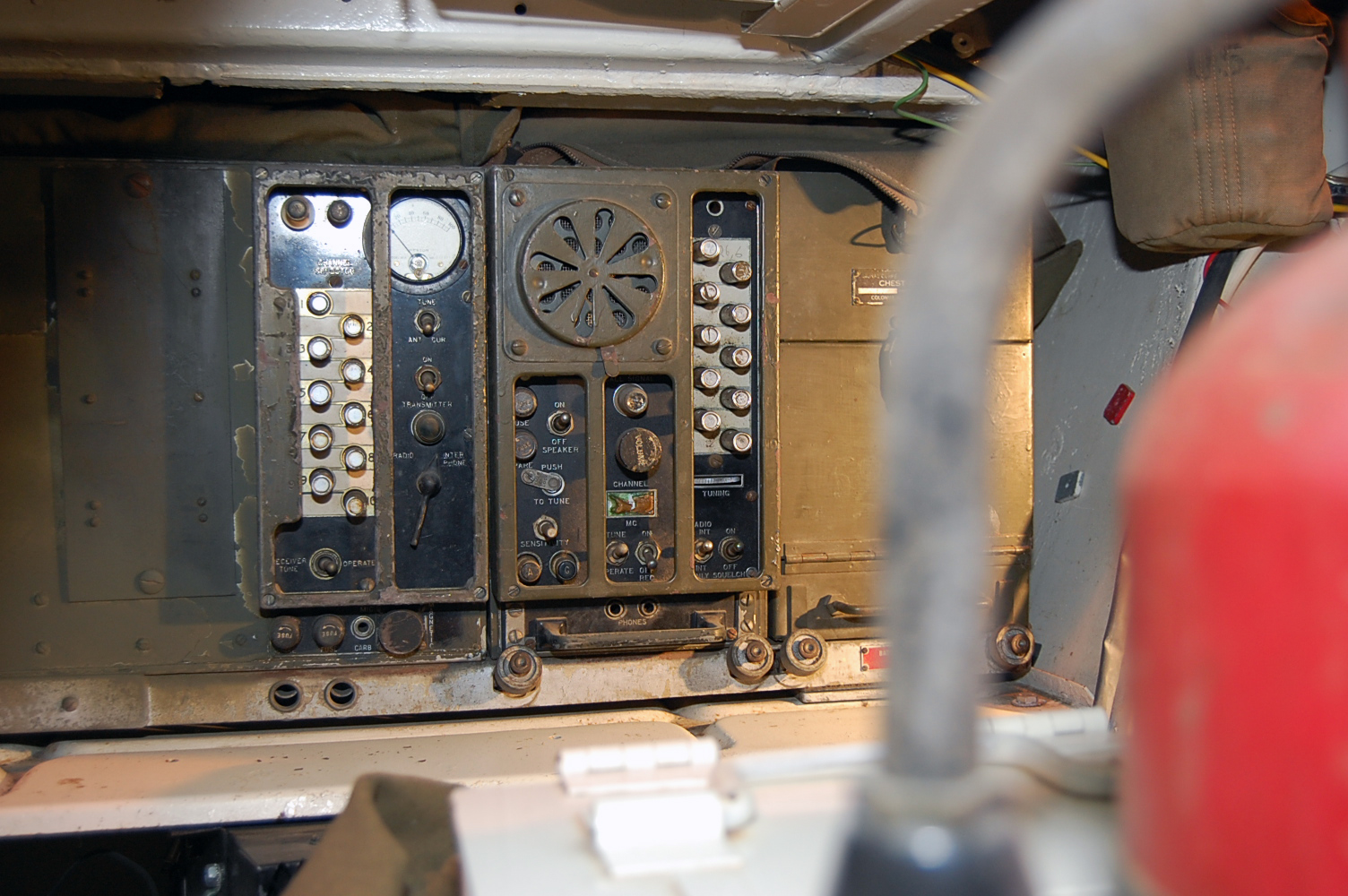
Radio SCR-508

SCR-508 : Cette radio offrait le plus d'options parmi les trois radios de base pouvant être installées dans un char Sherman. Cet ensemble radio comprenait un émetteur radio BC-604 et deux récepteurs radio BC-603 montés sur un plateau de montage FT-237. Cela a donné au Sherman de base avec cette radio la possibilité de transmettre sur 10 canaux FM et d'en écouter jusqu'à 20 s'ils avaient les quartz pour tous les canaux. Le BC-604 dispose d'un tiroir pouvant accueillir tous les quartz pour sa gamme de fréquences. La plage de fréquences était de 20 à 27,9 MHz. Cet émetteur radio mesurait 25 watts et avait une portée de 7 milles en mouvement et de 10 à 15 à l'arrêt. Il pourrait être alimenté par des dynamos 12 ou 24 V. Cette radio pesait 181 livres. L'interphone du char était également contrôlé par celui-ci, et des boîtiers de commande d'interphone BC-606 étaient installés à chaque poste d'équipage. Ces radios se trouvaient dans les chars des chefs de peloton et des commandants de compagnie.
SCR-528 : Cette radio était exactement la même chose que la 508, mais avec un récepteur BC-603 de moins. Dans la plupart des cas, l'endroit où aurait dû se trouver le 603 était occupé par un coffre de pièces. Un 508 pouvait être transformé en 528 ou inversement très facilement. Cette radio serait normalement la radio installée dans les chars standard du peloton et de la compagnie. Cette radio pesait 181 livres et les mêmes spécifications, à part le fait de n'avoir qu'un seul récepteur.
SCR-538 : Cette radio n'était installée dans les chars qu'en cas de pénurie de 508 ou 528 à l'usine ou dans un bataillon lui-même. Cette radio avait une caractéristique qui la distinguait de celles ci-dessus car elle n'avait pas d'émetteur, elle avait besoin d'un amplificateur d'interphone BC-605 pour le système d'interphone de l'équipage. Celui-ci ne pesait que 135 livres.
SCR-506 : Cette radio serait la plus rare des radios installées dans les Sherman. Cette radio « Command Tank » n'était installée que dans le char du commandant de bataillon. Sur les premiers Sherman à petite écoutille, cette radio prenait l'espace pour les munitions dans le compartiment droit. Il pouvait fonctionner soit sur 12 volts, soit sur 24 volts et était conçu pour une utilisation automobile. Celui était capable de joindre le QG de niveau bataillon et supérieur, et la radio normale des chars, probablement dans la plupart des cas un SCR-508, était utilisée pour parler aux chars du bataillon. Cette radio pourrait avoir quatre fréquences prédéfinies, ainsi qu'une plage réglable de 2 à 4,5 MHz en émission et de 2 à 6 MHz en réception. Cette radio était lourde et pesait 176 livres. Il était composé du récepteur BC-652, de l'émetteur BC-653 et du support en rack FT-253.

### Mécanique

#### Suspension

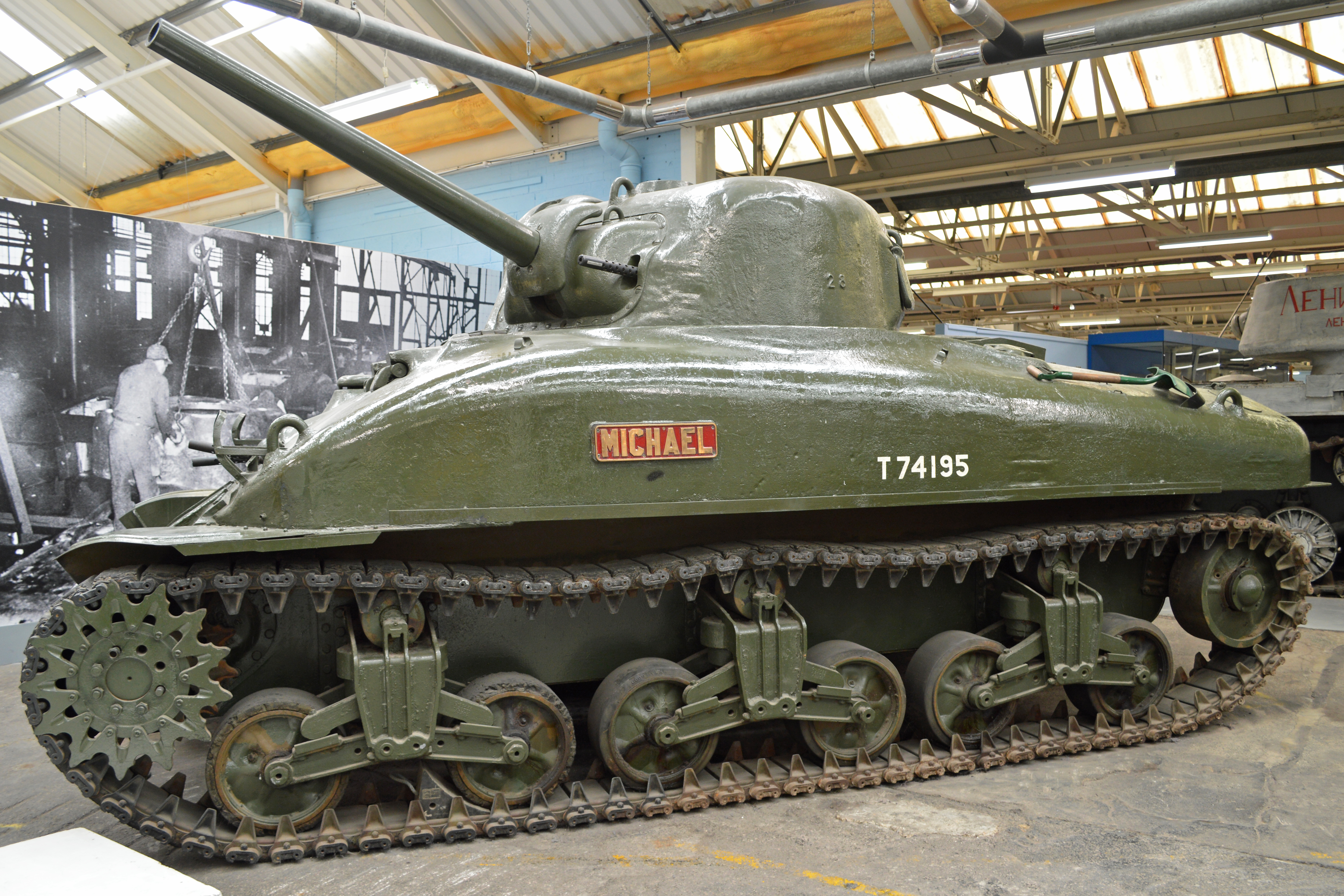
Suspension VVSS 1re version

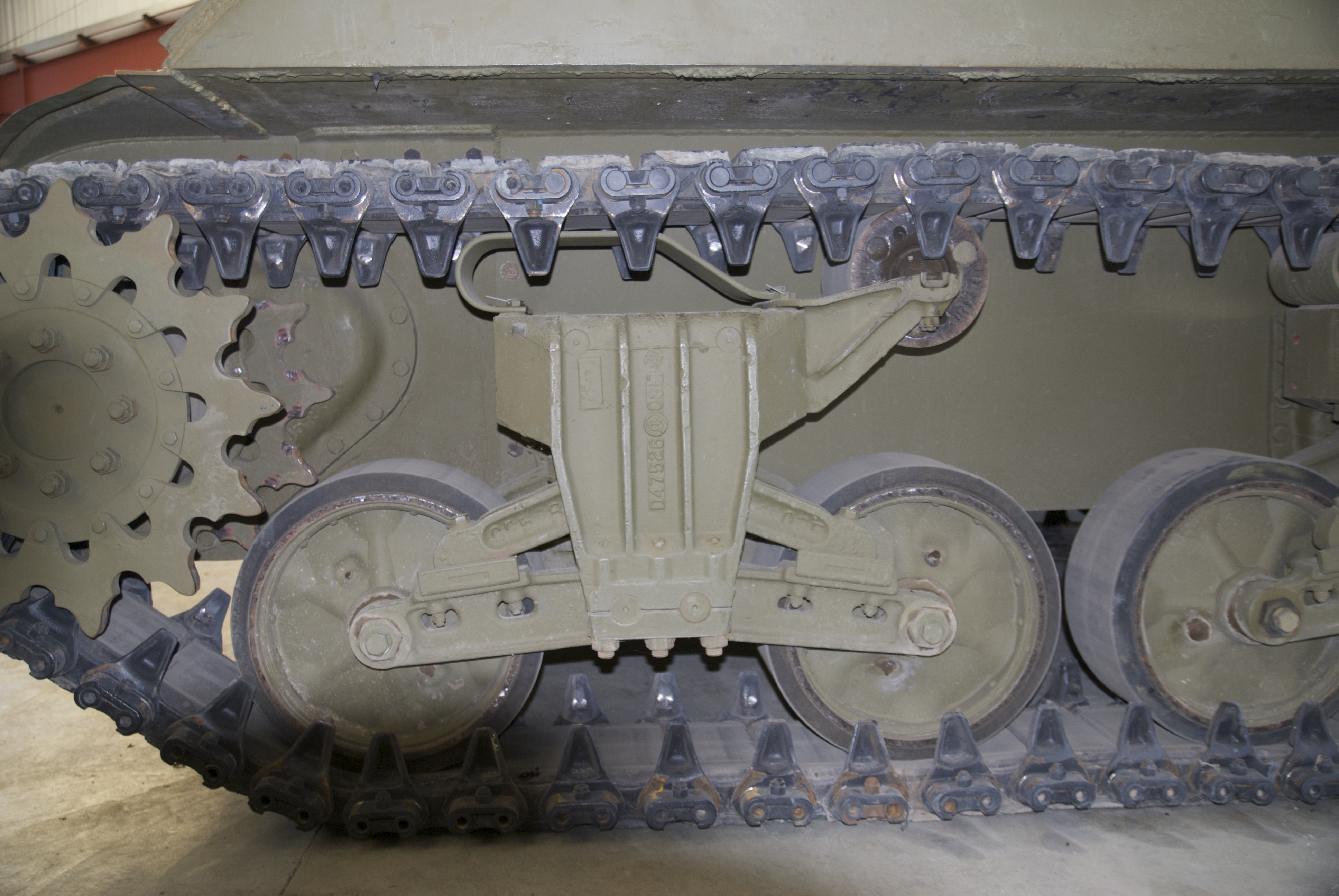
Suspension VVSS version

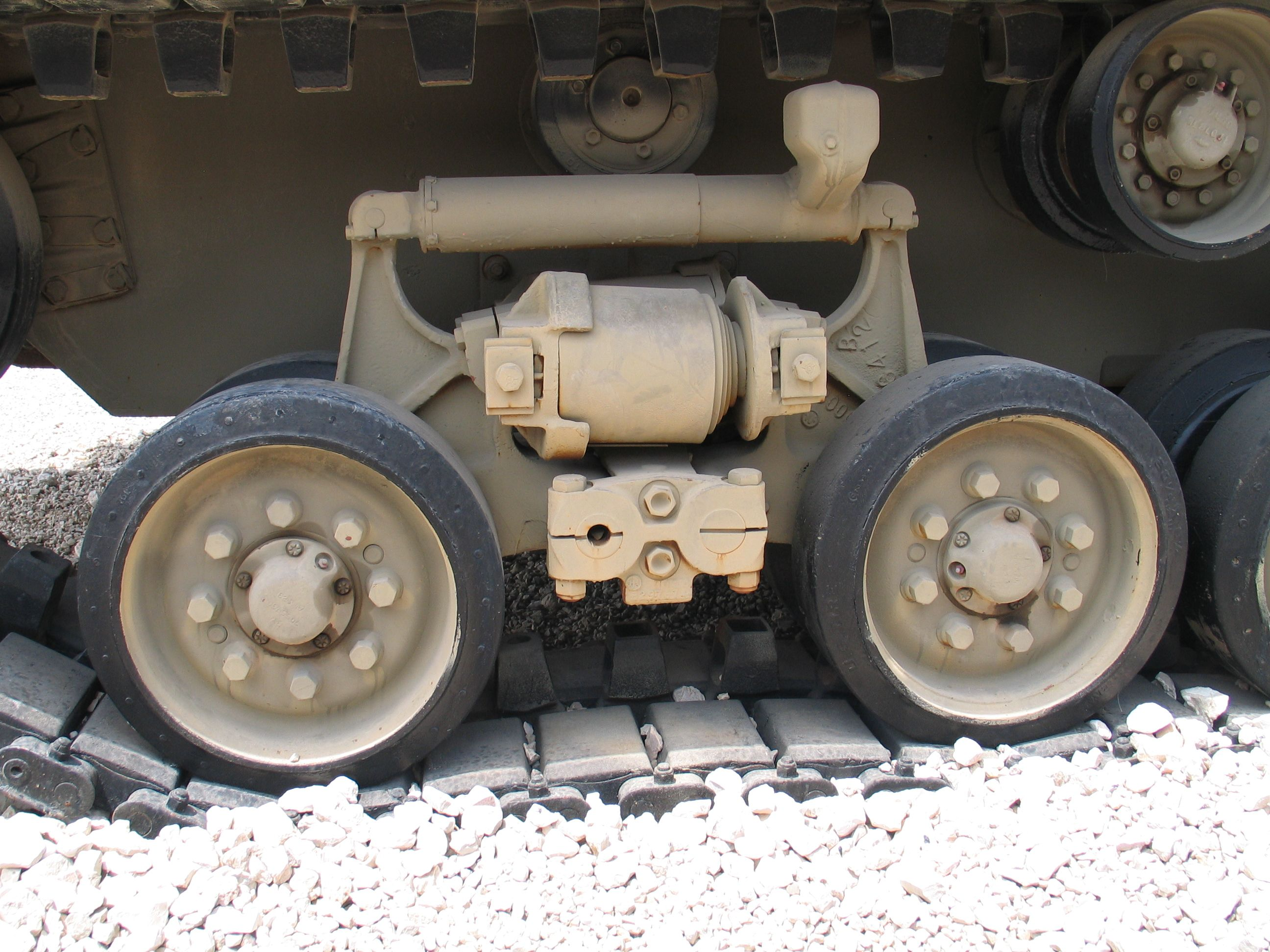
Suspension HVSS

Les suspensions sont basés sur des ressorts en volute fabriqués à partir d'acier à ressort plat, torsadé en forme de cône. Ces ressorts peuvent supporter des charges plus lourdes, tout en se comprimant davantage, qu'un ressort hélicoïdal classique. Ces ressorts sont idéaux pour les applications lourdes comme un tank. On a essayé plusieurs ressorts de force avant d'installer une unité de 9 000 livres peu de temps après le début de la production des chars.
Les chars M4 étaient livrés avec trois principaux types de suspension : le premier VVSS avec un rouleau supérieur, le VVSS avec un support de rouleau mobile et un patin, et le HVSS, qui utilisait une chenille plus large et modifiait l'orientation des ressorts maintenant à l'horizontale. La suspension VVSS est passée du modèle de base à deux roues, un rouleau de retour sans module de support, comme sur le M3 Lee, aux modules VVSS de production ultérieurs qui avaient une tôle des supports de chenilles en acier à côté des rouleaux de retour, qui pouvaient être positionnés de chaque côté de l'unité de suspension et des structures beaucoup plus robustes qui étaient toujours utilisables de chaque côté de la coque. La suspension était l'une des parties du char qui a subi de nombreux changements mineurs. Ces changements ont eu peu d'effet sur les performances du char.

## Variantes

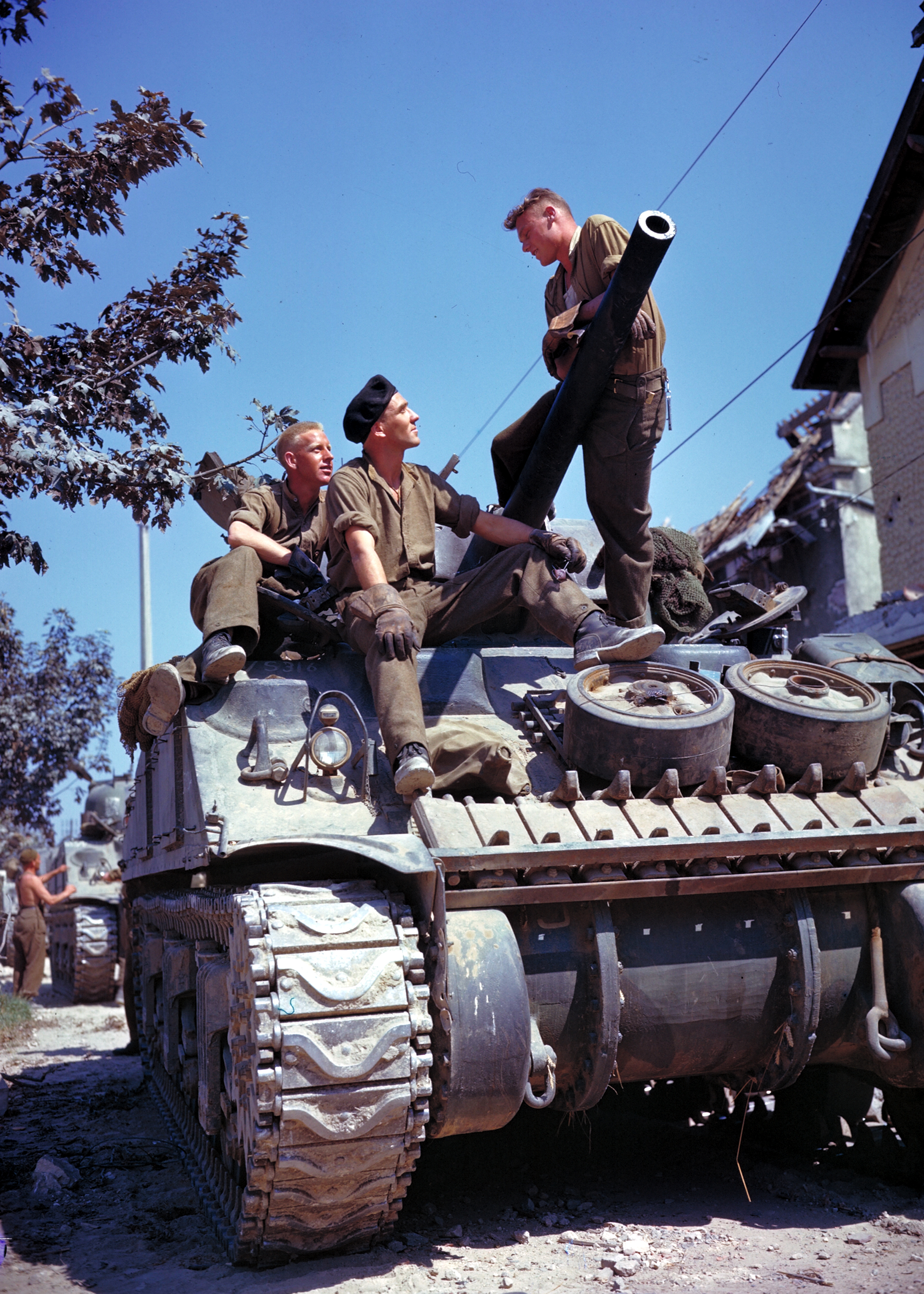
Équipage canadien d'un Sherman en juin 1944 (Vaucelles, Calvados).

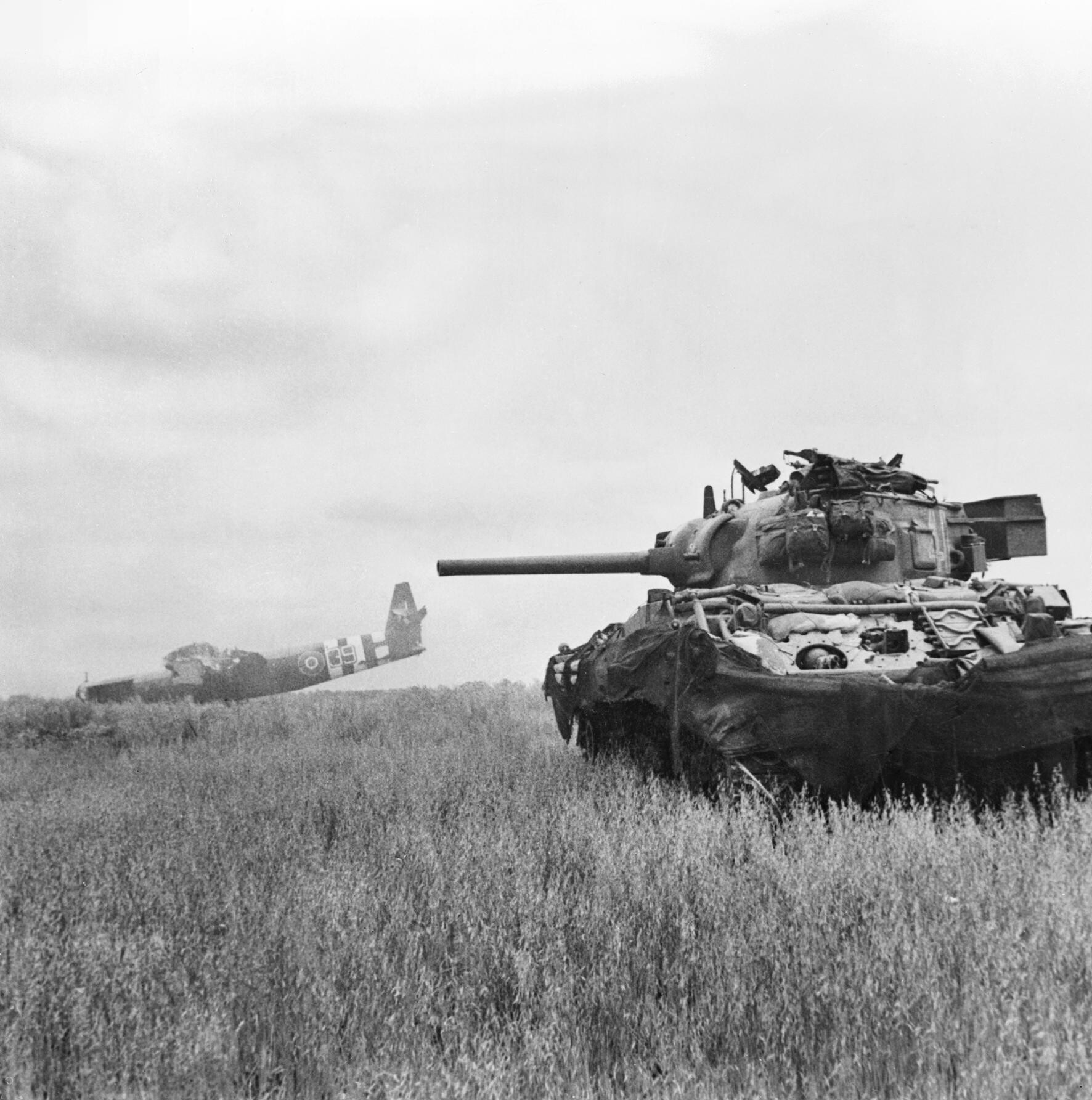
Sherman à Ranville devant un planeur Horsa en 1944.

### Chars d’assaut
Entre 1948 et 1956, les Israéliens mettent au point une variante du M4 modifiée avec un canon plus puissant. Celui-ci est le canon français FL-11 de 75 mm L/62 à haute vélocité conçu pour l’AMX-13 et dérivé du canon du Panther. Ce canon confère au nouveau char, appelé M50 Super Sherman, une importante puissance de feu, mais nécessite de modifier la tourelle en lui ajoutant un large buste. Paradoxalement, des Shermans "revalorisés" avec une tourelle oscillante FL-10 d'AMX-13 vont servir en face, sur les M4A4 Égyptiens en 1956.
Avec l'arrivée de nouveaux canons à haute vélocité plus performants dans les années 50 comme le FL9, 10, 11 et 12, on tente de moderniser les Shermans. Le Sherman M4A1 105 mm L51 en est un bon exemple. Il va intéresser les Israéliens pour leur parc de Shermans récemment acquis et va aboutir à la délivrance de suffisamment de pièces pour convertir 480 chars. Les "super Sherman" M50 ont une pièce FL-11 de 75 mm dérivé du canon du Panther(acquis en 1953) et les M51 (acquis en 1965) sont armés d'un 105 mm.
Entre 1956 et 1967, une autre variante M51, parfois appelée Isherman, est mise au point pour convertir 180 engins. Équipée d’un moteur Diesel Cummins VT8-460 de 460 hp, elle est armée d’un canon Modèle F1 de 105 mm L/51 doté d'un frein de bouche amélioré pour réduire le recul et lui permettant de percer 152 mm de blindage avec des obus à charge creuse et d’affronter efficacement des chars plus récents comme le T-54 ou le T-55. Les M50 Mark I prennent part à la guerre de 1956, et les M50 Mk.II, et M51 à la guerre de 1967 et de 1973. Ces derniers se montreront notamment efficaces sur les hauteurs du Golan.

### Artillerie automotrice
Le M7, armé d’un obusier de 105 mm, est développé à partir de 1941 sur la base du châssis du char M3 et devient l’équipement standard des compagnies d’artillerie légères des divisions blindées américaines. Au cours de la production, des pièces puis le châssis complet du M4 sont substitués à l’ancien modèle, bien que le véhicule conserve la même dénomination. Une variante existe toutefois, le M7B1, construit sur la base du M4A3 et ayant par conséquent un moteur Ford GAA. En revanche, un projet de variante destinée aux Britanniques et armée d’un 25 pounder Mk II, le T51, est abandonné avant terme en raison de la concurrence du Sexton.

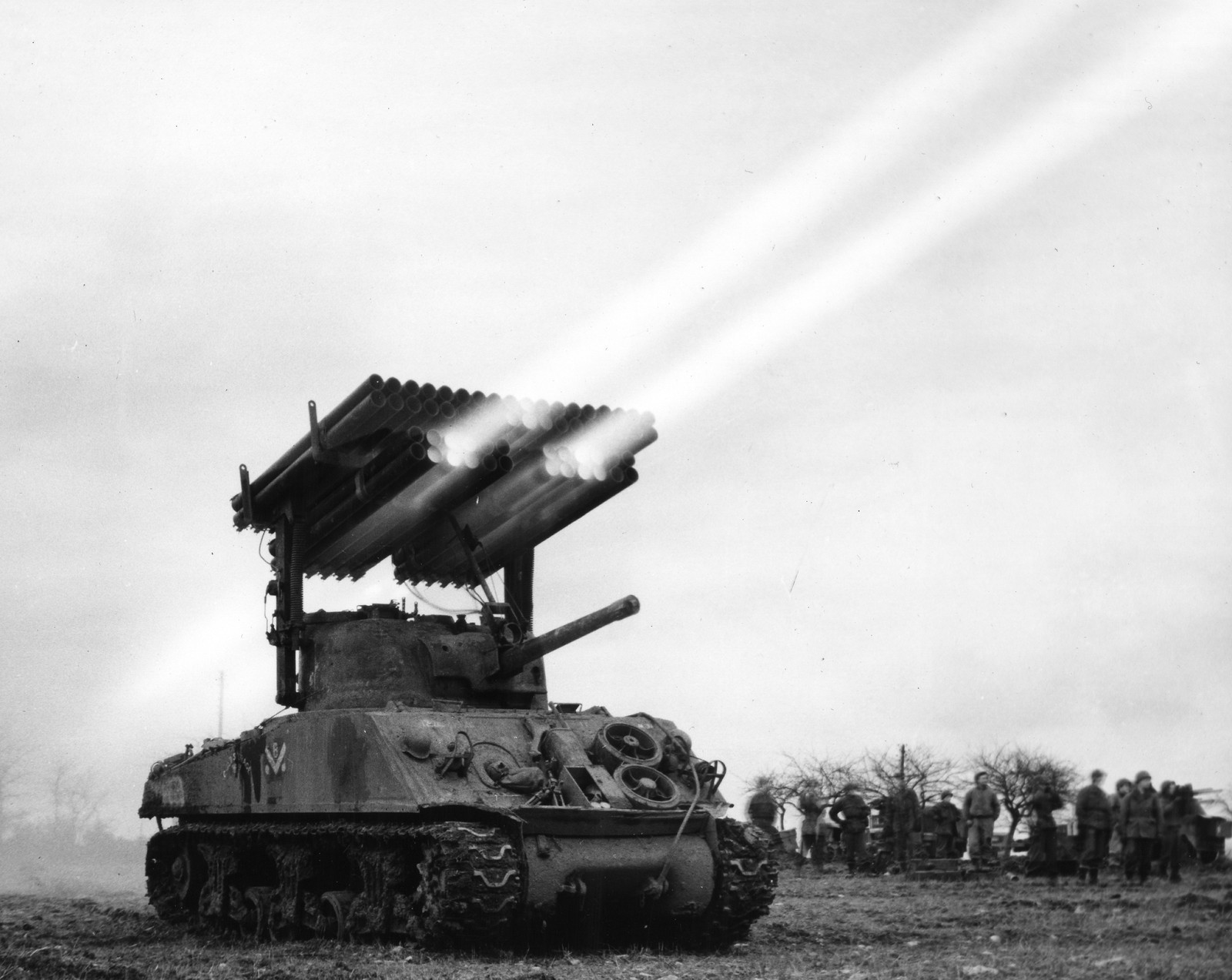
T34 Calliope en France

Le lance-roquettes T34 Calliope était un lance-roquettes multiple monté sur char M4 utilisé par l'armée américaine pendant la Seconde Guerre mondiale. Le lanceur était placé au sommet du M4 Sherman, avec ses cadres latéraux verticaux proéminents ancrés aux côtés de la tourelle et tirait un barrage de roquettes M8 de 4,5 pouces (114 mm) à partir de 60 tubes de lancement. Il a été développé en 1943 ; de petits nombres furent produits et utilisés par diverses unités blindées américaines en 1944-1945. Son nom vient du calliope, un instrument de musique également connu sous le nom d'orgue à vapeur, qui possède des tuyaux similaires, parallèles ou regroupés.
Dans les années 1950, les Israéliens utilisent le châssis du Sherman pour mettre au point un obusier automoteur armé du canon français M50 de 155 mm monté dans un compartiment ouvert à la place de tourelle. Plus tard, une version plus perfectionnée appelée L33 est créée, sur laquelle le canon se trouve désormais dans une casemate entièrement fermée. Les Israéliens ont également mis au point un véhicule similaire à casemate ouverte et doté d’un mortier de 160 mm.

### Chasseurs de chars

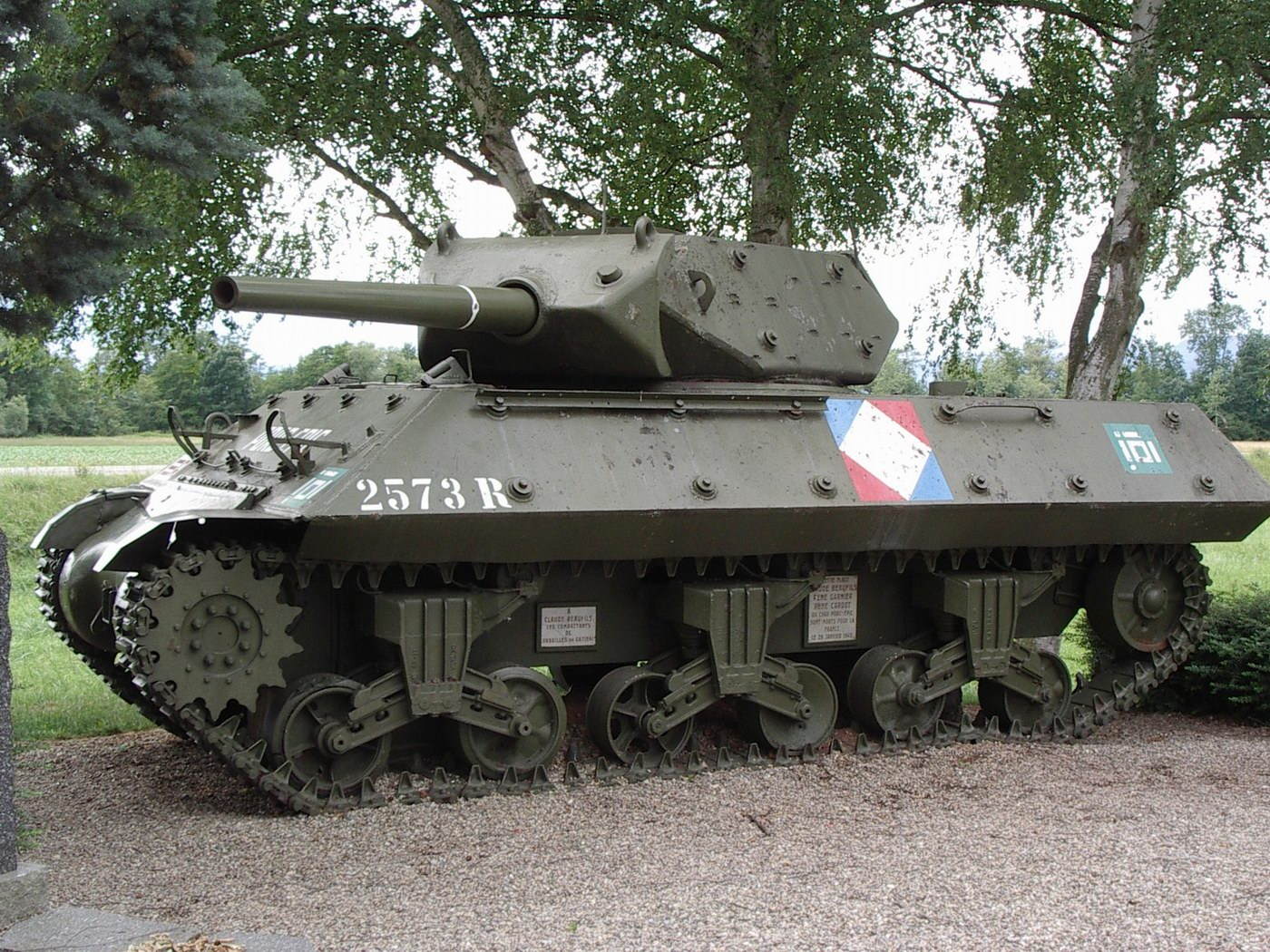
M10 destroyer du 8e RCA, Illhauesern

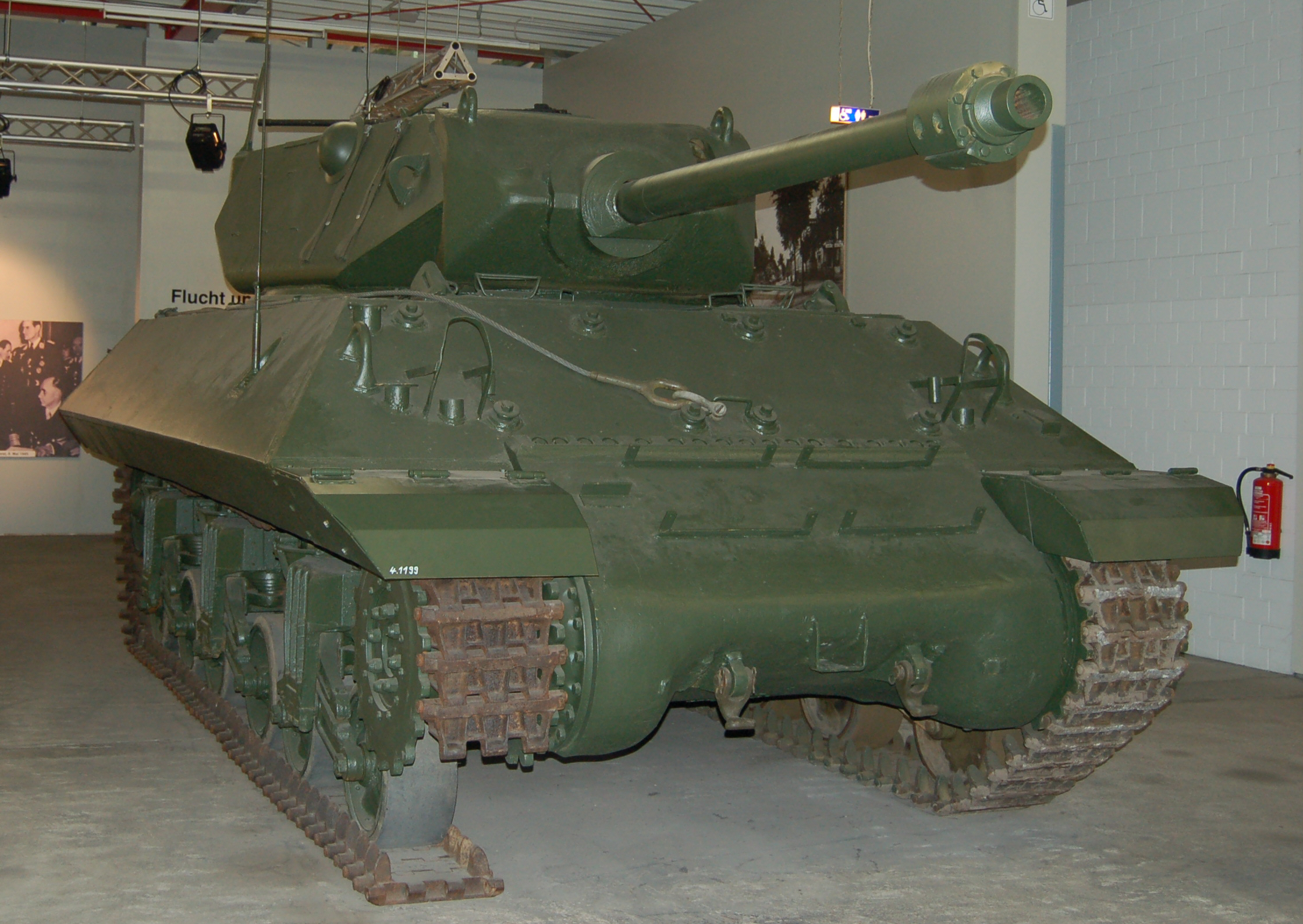
Achilles IIC

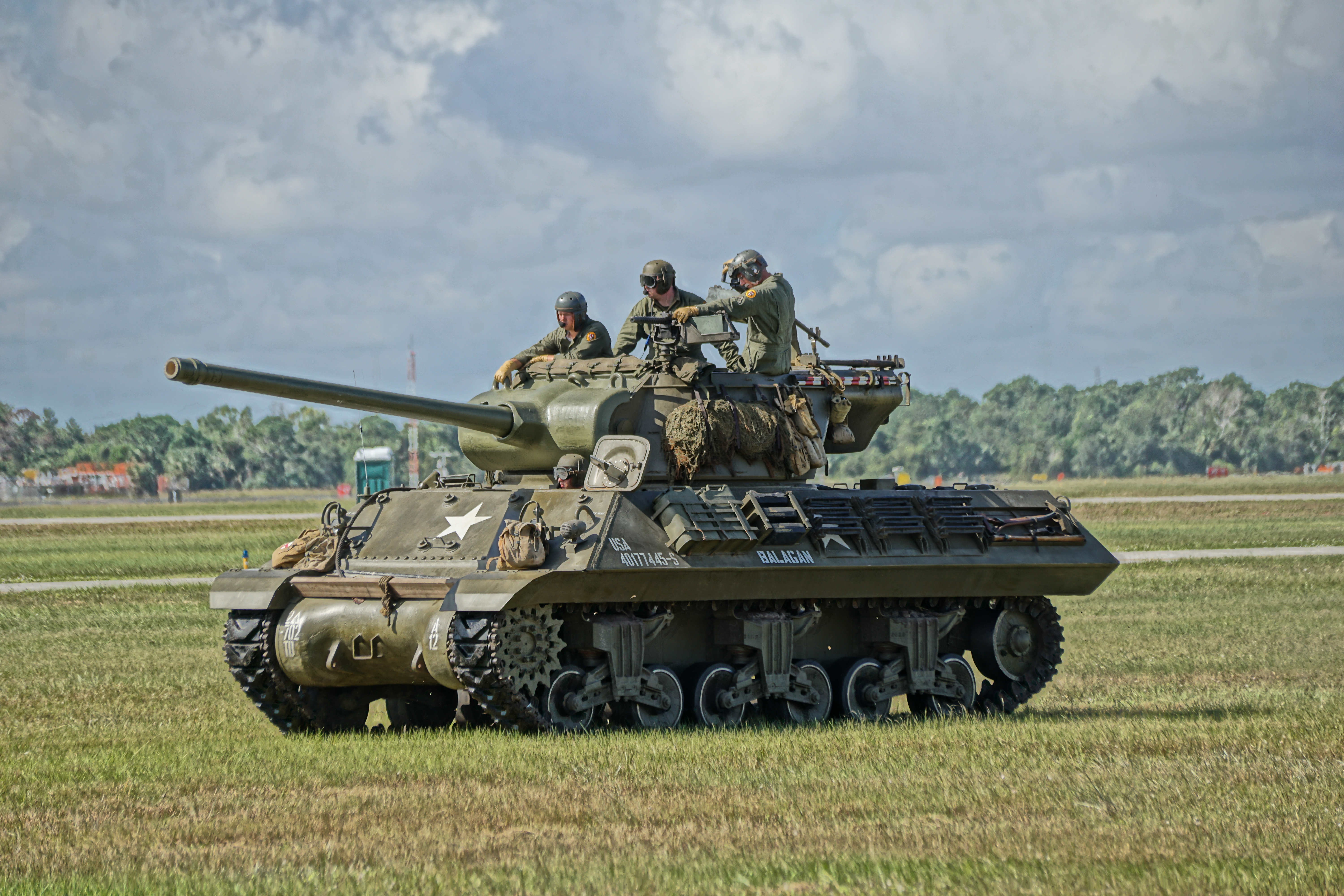
M36 Jackson

Les premiers plans d’un chasseur de char utilisant le châssis du M4A2 sont établis à la fin de l’année 1941. Après de nombreuses modifications, celui-ci devient le M10, dont la production débute en septembre 1942. Le M10 est équipé d’un canon M7 de trois pouces plus puissant que celui du Sherman, mais est moins blindé, avec notamment une tourelle ouverte. Une variante, le M10A1, est construite en parallèle par Ford sur la base du M4A3. De leur côté, les Britanniques, qui utilisent le M10 sous le nom de Achilles, créent le Achilles IIC en remplaçant le canon par un 17 pounder Mk V plus puissant.
Les nouveaux chars allemands plus lourdement blindés qui se diffusent à partir de 1942 rendent progressivement le M10 obsolète. Un nouveau chasseur de char est donc envisagé, toujours à partir du châssis du M4, mais avec un canon M1 de 90 mm. Le nouveau canon nécessite toutefois de concevoir une tourelle entièrement nouvelle, ce qui ralentit le développement et ne permet de débuter la production du nouveau véhicule, appelé M36, qu’au printemps 1944.

### Chars lance-flammes

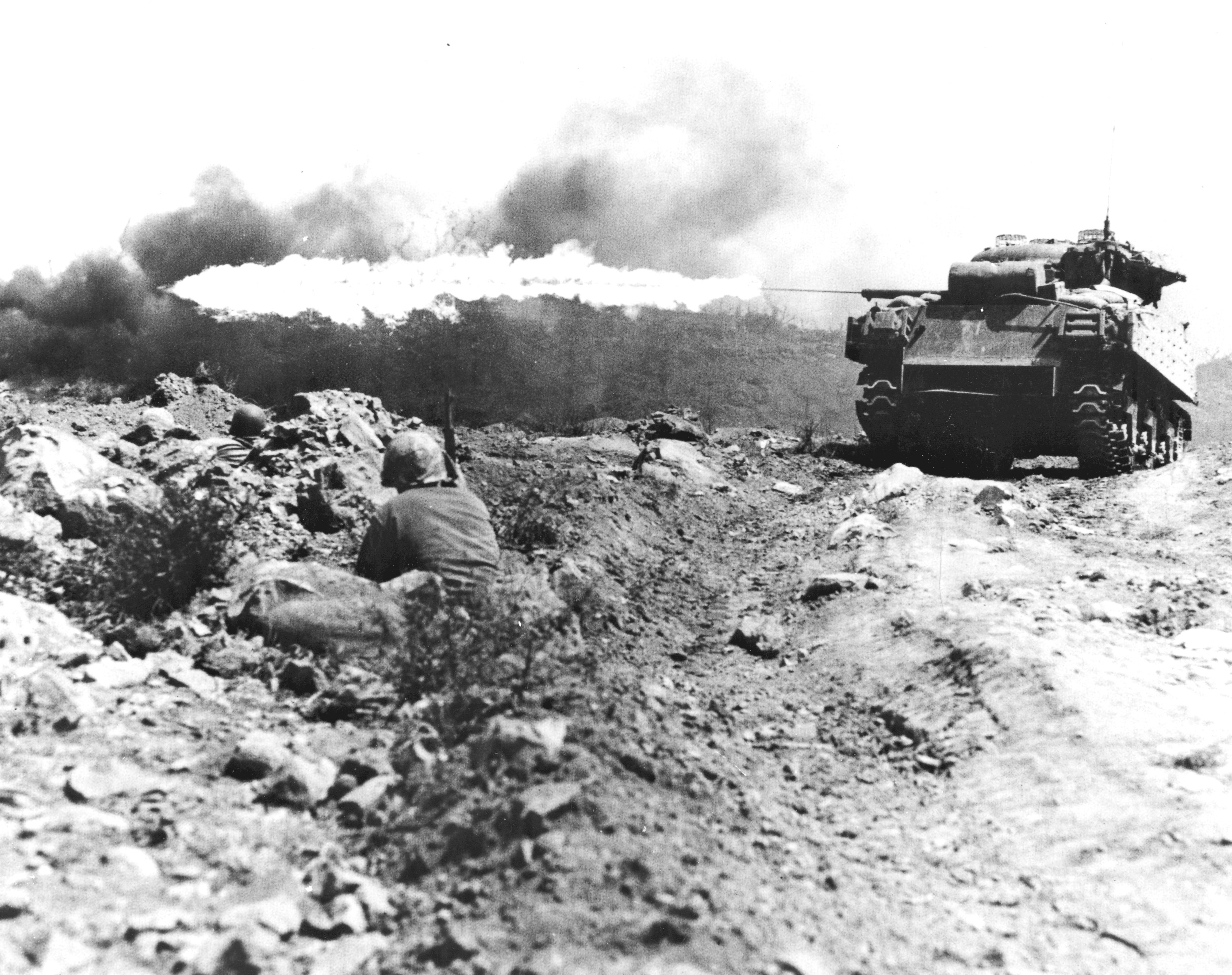
M4A3R3 avec lance-flammes Ronson durant la bataille d'Iwo Jima.

Les combats dans le Pacifique, notamment à Guadalcanal en 1942, montrent l’importance du lance-flamme pour déloger un ennemi tenace et solidement retranché, mais également les limites des modèles portables. Les unités montent alors le lance-flamme E4-5 sur des M4A2, à la place de la mitrailleuse de proue. Ces chars ne sont disponibles toutefois qu’en petit nombre et restent limités par leur faible portée et la faible capacité du réservoir. Afin de rendre ce type d’armement plus disponible, un petit lance-flamme auxiliaire pouvant s’adapter sur la trappe du copilote est également développé et distribué aux unités, où il est toutefois assez peu populaire.

### Chars de dépannage

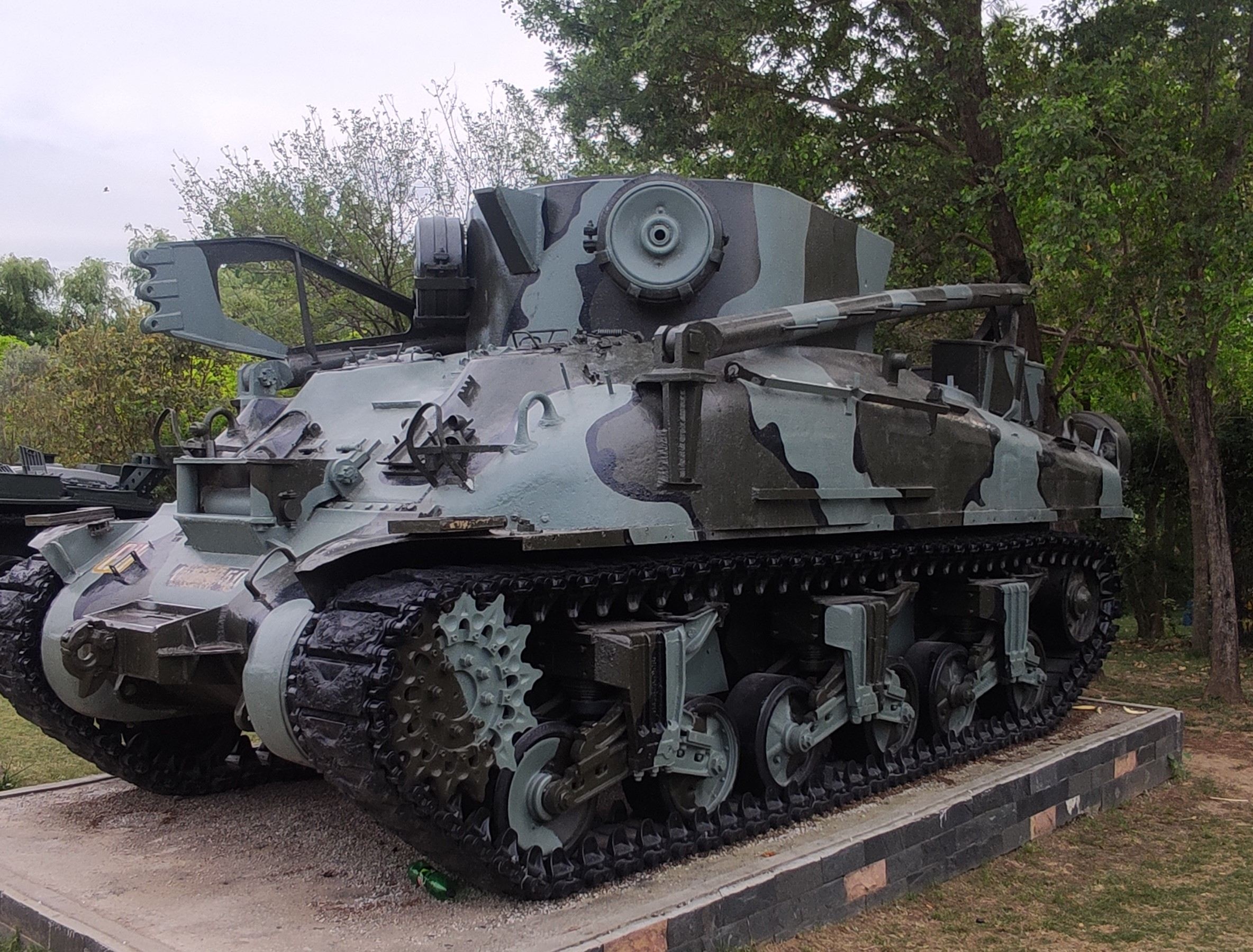
Sherman M32B1 Armored Recovery Vehicle (ARV)

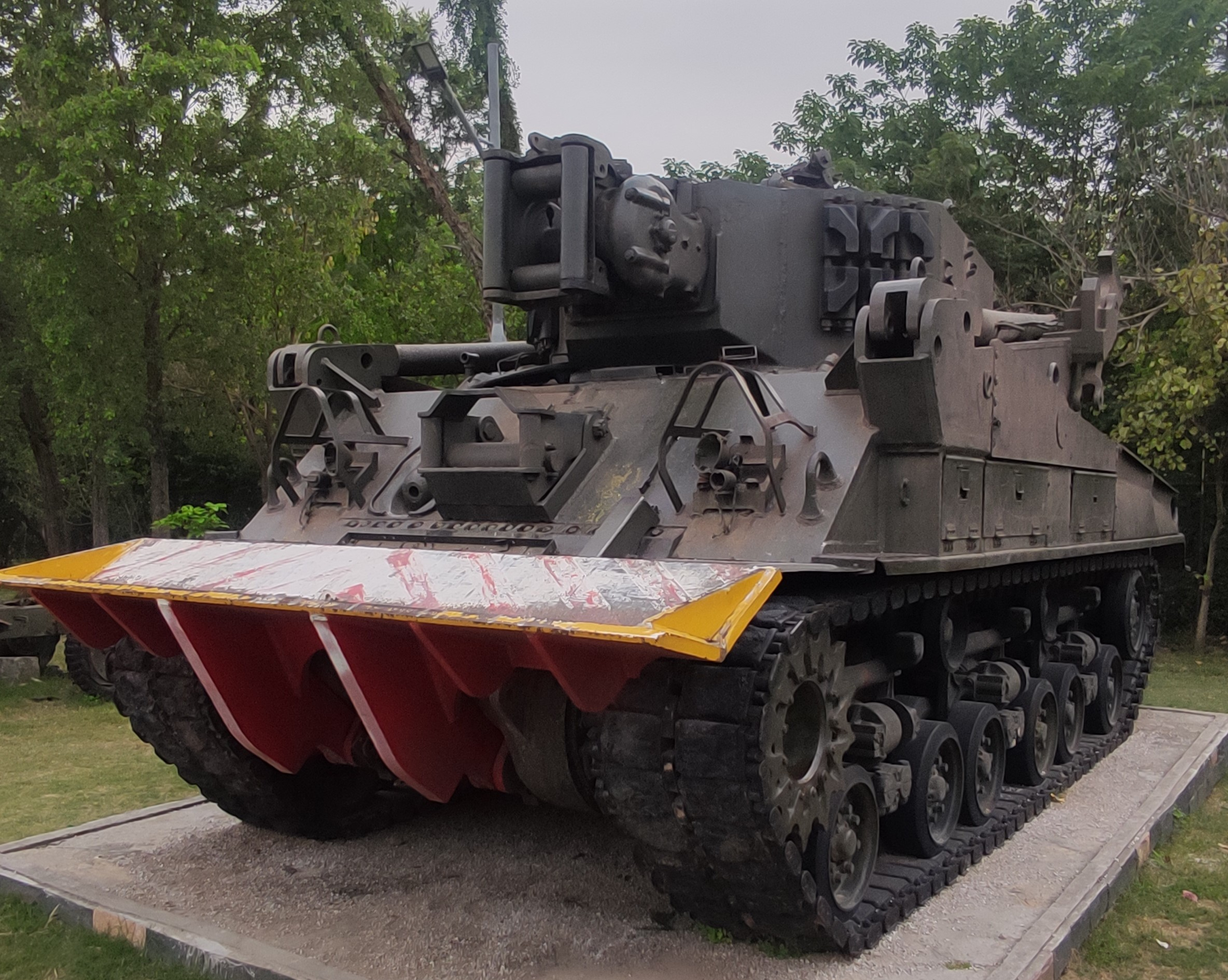
M74 ARV

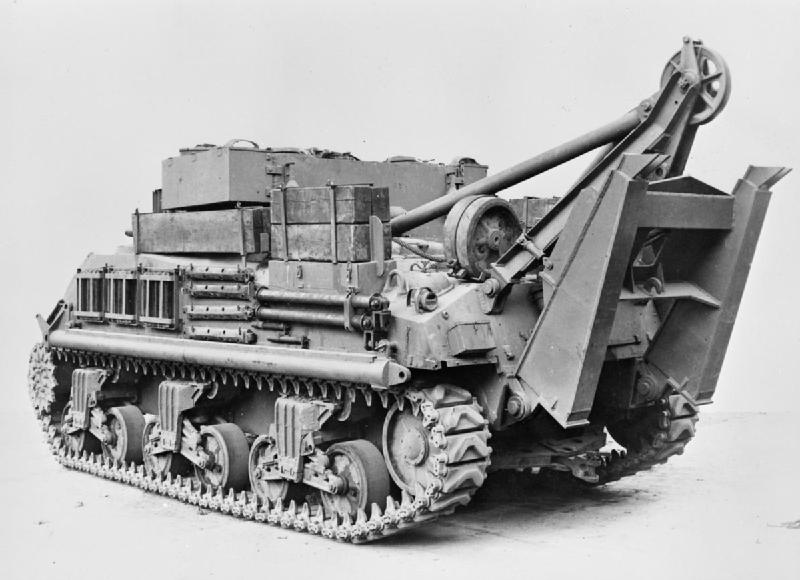
Sherman ARV britannique

Jusqu’en 1943, le véhicule de dépannage de char standard était le M31, basé sur le M3. À cette date, le M3 n’est toutefois plus produit et les châssis commencent à manquer pour effectuer les conversions. Le développement d’un successeur commence donc au début de l’année 1943, afin de créer un véhicule de dépannage basé sur les différentes versions du M4. Plusieurs prototypes du T5 sont produits et testés avant le milieu de l’année, et la série est standardisée sous le nom de M32 pour le véhicules dérivés du M4, M32B1 pour ceux dérivés du M4A1 et ainsi de suite. La production débute en juin 1943 et prend fin en juin 1945. Le M32 est équipé d’un treuil de 60 000 lb (environ 27 t, qui peut être associé à une grue pour soulever des charges jusqu’à 13,5 t.
Le M32 étant insuffisant pour les nouveaux chars, plus lourds, qui sont mis en service après la Seconde Guerre mondiale. L’étude d’une version améliorée est lancée en urgence au début de la guerre de Corée. Adopté le 16 juillet 1953, le M74 est basé sur le M4A3 et équipé d’un treuil de 90 000 lb (environ 40 t et d’une lame, qui peut servir à l’ancrer dans le sol pour tirer des charges lourdes ou à déblayer des obstacles.
De leur côté, les Britanniques produisent le Sherman ARV, pour Armored Recovery Vehicle, équipé d’un treuil de 3 tonnes. Au moment du débarquement en Normandie, certains de ces véhicules sont rendus étanches et équipés de matériel spécial pour récupérer les véhicules dans l’eau.

### Chars de déminage

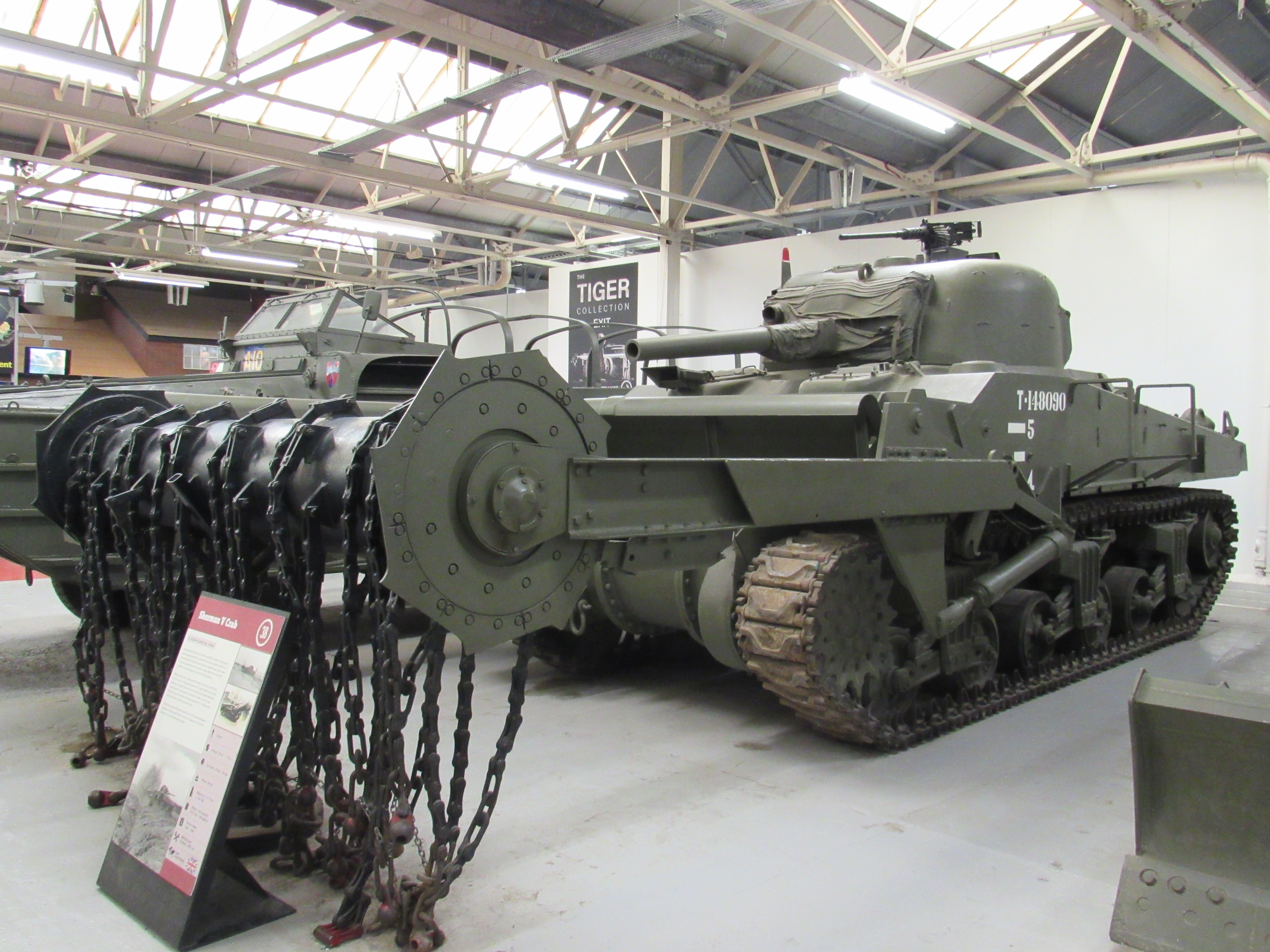
Char de déminage Sherman V Crab

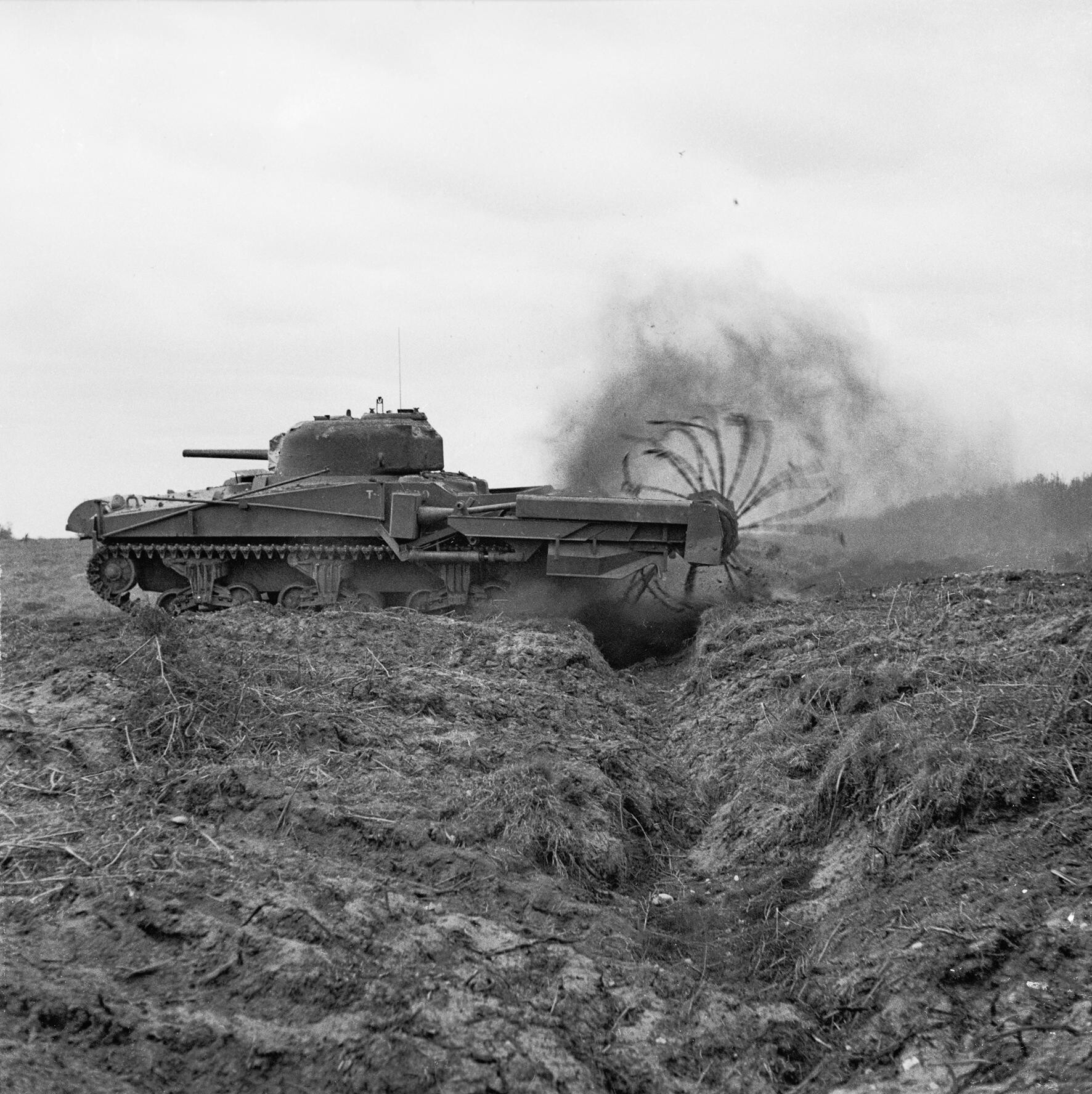
Sherman Crab Mk II en test de déminage en Angleterre, 27 Avril 1944

Afin de nettoyer au moment du débarquement les plages de Normandie, sur lesquelles les Allemands ont posé de nombreuses mines, les Alliés mettent au point diverses solutions basées sur des chars, dont le Sherman. La première consiste à attacher à l’avant du véhicule un rouleau rotatif auquel sont attachées des chaînes. Celles-ci frappent le sol, faisant exploser les mines en avant du char. Plusieurs modèles sont mis au point : le Scorpion et son évolution le Pram Scorpion ou encore le Marquis, sur lequel la tourelle est remplacée par un compartiment blindé abritant les moteurs du fléau. Finalement, ces modèles sont toutefois écartés pour le débarquement et c’est un système similaire, mais plus simple, le Crab, qui est retenu.
Outre les fléaux, des dispositifs à rouleaux sont également testés, comme l’AMRCR, pour Anti-Mine Reconnaissance Castor Roller, ou le CIRD, pour Canadian Indestructible Roller Device. Sur les deux systèmes, des rouleaux d’environ 600 kg sont poussés par le véhicule pour simuler le passage d’un char et faire ainsi exploser les mines. Très encombrant, ces dispositifs ne sont pas retenus pour la production.

### Véhicules de transport

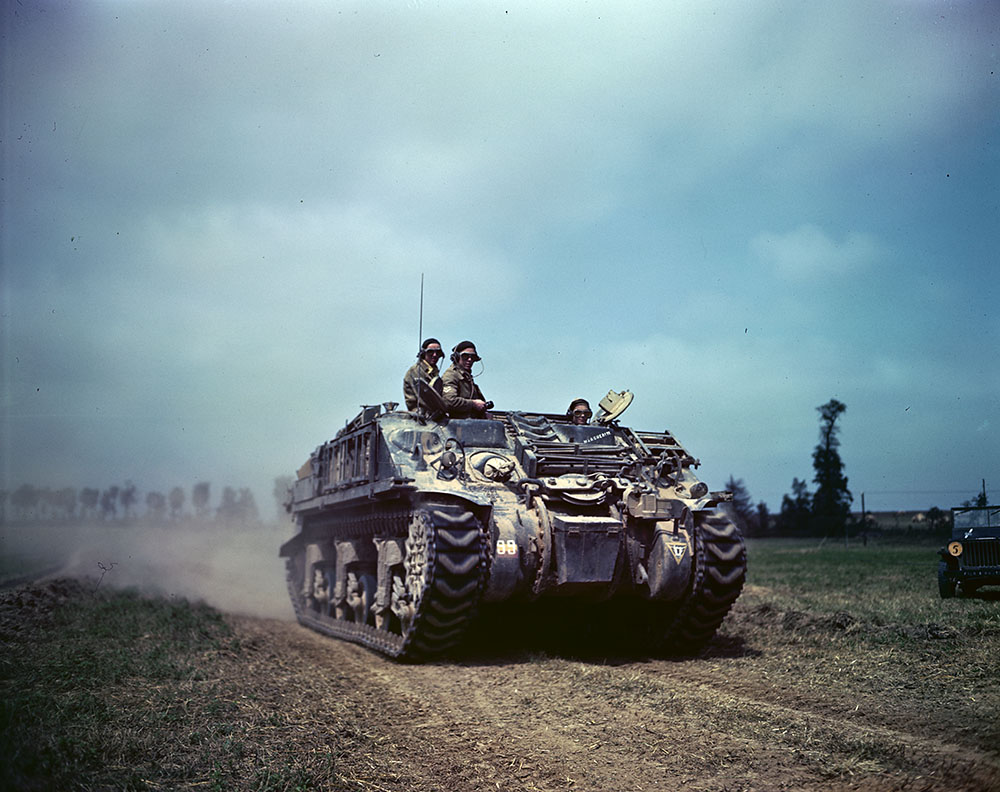
Sherman Kangaroo

À partir d’août 1944, le 2nd Canadian Corps présent en Normandie commence à convertir des M7 en transport de troupe blindé. Le commandement s’intéresse à ce véhicule improvisé et décide d’en faire l’équipement standard de deux régiments de la 79th Armoured Division. Le nombre de M7 à convertir étant insuffisant, des Ram et des anciens modèles du Sherman sont également utilisés pour produire le nouveau véhicule, appelé Kangaroo.

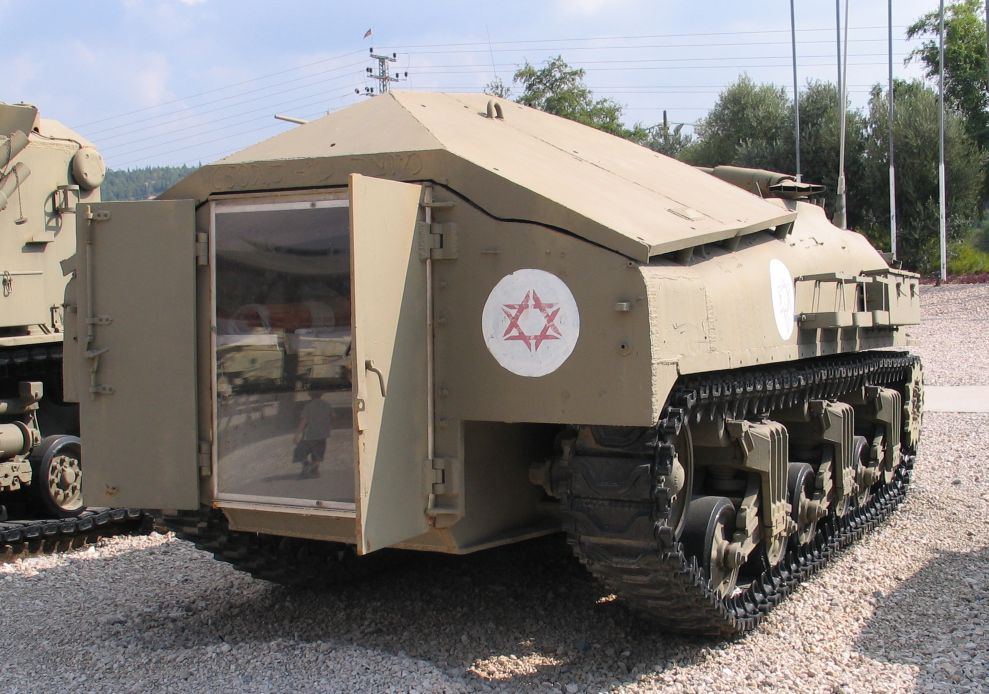
M4 Sherman Ambutank

Les Israéliens ont élaboré à partir du Sherman une ambulance blindée appelée Ambutank. Sur cette variante, le moteur est déplacé à l’avant, de sorte à créer un compartiment fermé et accessible par des portes à l’arrière, dans lequel peuvent être transportés des blessés.

### Liste des utilisateurs
| Pays                                                               | Nombre                                         | Remarques                                                                      |
| ------------------------------------------------------------------ | ---------------------------------------------- | ------------------------------------------------------------------------------ |
| Argentine                                                          |                                                |                                                                                |
| Australie                                                          |                                                |                                                                                |
| Brésil                                                             |                                                |                                                                                |
| Canada                                                             |                                                | Les derniers sont retirés en 1970                                              |
| Chili                                                              |                                                |                                                                                |
| Cuba                                                               |                                                |                                                                                |
| République de Chine                                                |                                                |                                                                                |
| Corée du Sud                                                       | environ 12                                     | Entrés en service en 1950 après la déclenchement de la guerre du Corée.        |
| Royaume de Danemark                                                |                                                | M4E4 (76mm)                                                                    |
| Royaume d'Égypte Égypte République arabe unie                      |                                                | Utilisé au combat en 1947 et 1956.                                             |
| États-Unis                                                         | plus de 20 000                                 | En service de 1942 au début des années 1950                                    |
| Comité français de libération nationale GPRF République française, | 1 254 M4A1 (76mm)                              | En service de 1943 à 1967.                                                     |
| Inde                                                               |                                                |                                                                                |
| Israël                                                             |                                                | En service de 1947 aux années 1970                                             |
| Japon                                                              | 264 M4A3E8                                     | Retrait du service à la fin des années 1970.                                   |
| Liban                                                              |                                                | Fournis par Israël à la milice phalangiste pendant la guerre civile libanaise. |
| Nicaragua                                                          |                                                | Fournis par Israël.                                                            |
| Nouvelle-Zélande                                                   |                                                |                                                                                |
| Ouganda                                                            |                                                | Fournis par Israël.                                                            |
| Pakistan,                                                          | 547 (années 1950) 40 (1971)                    | M4E4 (76mm)                                                                    |
| Paraguay                                                           |                                                |                                                                                |
| Pays-Bas                                                           |                                                |                                                                                |
| Philippines                                                        |                                                |                                                                                |
| État polonais clandestin                                           |                                                |                                                                                |
| Portugal                                                           |                                                | M4E4 (76mm)                                                                    |
| Royaume-Uni                                                        | 17184                                          | Comprend les véhicules dédiés au Commonwealth                                  |
| Union soviétique                                                   | 4 102 dont 2 007 M4A2 75 mm et 2 095 M4A2(76)W | En service de 1944 à 1945.                                                     |
| RFP Yougoslavie                                                    | 599                                            | M4E4 (76mm) fourni entre 1951 et 1957                                          |

### Équivalence des noms de version
| Années de Production          | Constructeur                                                  | Type de moteur                     | États-Unis     | Commonwealth  | Israel            | production totale |
| ----------------------------- | ------------------------------------------------------------- | ---------------------------------- | -------------- | ------------- | ----------------- | ----------------- |
| Septembre 1941                | Aberdeen Proving Ground                                       | R975 essence                       | T6             |               |                   | 1                 |
| Février 1942 – Decembre 1943  | Lima LW, Pressed Steel Car, Pacific Car & Foundry             | R975 essence                       | M4A1           | Sherman II    |                   | 6281              |
| Avril 1942 – juin 1945        | Pullman Std Car, American Loco, Baldwin LW, Fisher            | GM 6046 Diesel                     | M4A2           | Sherman III   |                   | 8053              |
| Juin 1942 – Septembre 1943    | Ford                                                          | Ford GAA essence                   | M4A3           | Sherman IV    |                   | 1690              |
| Juillet 1942 – Janvier 1944   | Pressed Steel Car, American Loco, Pullman Std car, Baldwin LW | R975 essence                       | M4             | Sherman I     |                   | 6748              |
| Juillet 1942 – Novembre 1943  | Chrysler                                                      | Chrysler A57 essence               | M4A4           | Sherman V     |                   | 7499              |
| Aout 1943 – Decembre 1944     | Montreal Locomotive Works                                     | R975 essence                       |                | Grizzly I     |                   | 188               |
| Octobre 1943 – Fevrier 1944   | Chrysler                                                      | Caterpillar D200A Multi-carburants | M4A6           |               |                   | 75                |
| Janvier 1944 – Decembre 1944  | Pressed Steel Car                                             | R975 essence                       | M4A1(76)W      | Sherman IIA   | Sherman M-1       | 2171              |
| Fevrier 1944 – Septembre 1944 | Chrysler                                                      | R975 essence                       | M4 (105)       | Sherman IB    |                   | 800               |
| Fevrier 1944 – Decembre 1944  | Chrysler                                                      | Ford GAA essence                   | M4A3(75)W      | Sherman IV    | Sherman M-3       | 2420              |
| Fevrier 1944 - Decembre 1944  | Chrysler                                                      | Ford GAA essence                   | M4A3(76)W      | Sherman IVA   | Sherman M-1       | 1925              |
| Mai 1944 – Juillet 1944       | Fisher                                                        | Ford GAA essence                   | M4A3E2 "Jumbo" |               |                   | 254               |
| Mai 1944 – Septembre 1944     | Chrysler                                                      | Ford GAA essence                   | M4A3(105)      | Sherman IVB   | Sherman M-4       | 500               |
| Mai 1944 – Decembre 1944      | Fisher                                                        | GM 6046 Diesel                     | M4A2(76)W      | Sherman IIIA  | Sherman M-1       | 1594              |
| Juillet 1944 – Avril 1945     | Chrysler                                                      | Ford GAA essence                   | M4A3(76)W HVSS | Sherman IVAY  | Super Sherman M-1 | 2617              |
| Septembre 1944 – Mars 1945    | Chrysler                                                      | R975 essence                       | M4 (105) HVSS  | Sherman IBY   | Sherman M-4       | 841               |
| Septembre 1944 – Juin 1945    | Chrysler                                                      | Ford GAA essence                   | M4A3(105) HVSS | Sherman IVBY  | Sherman M-4       | 2539              |
| January 1945 – March 1945     | Fisher                                                        | Ford GAA essence                   | M4A3(75)W HVSS | Sherman IVY   | Sherman M-3       | 651               |
| Janvier 1945 – Mai 1945       | Fisher                                                        | GM 6046 Diesel                     | M4A2(76)W HVSS | Sherman IIIAY | Super Sherman M-1 | 1321              |
| Janvier 1945 – Juillet 1945   | Pressed Steel Car                                             | R975 essence                       | M4A1(76)W HVSS | Sherman IIAY  | Super Sherman M-1 | 1255              |
| Total                         |                                                               |                                    |                |               |                   | 49423             |

### Données techniques
| Version        | Longueur (m)                   | Largeur (m) | Hauteur (m) | Garde au sol (m) | Longueur de contact au sol (m) | Masse (kg)                    |
| -------------- | ------------------------------ | ----------- | ----------- | ---------------- | ------------------------------ | ----------------------------- |
| T6             | 5,64                           | 2,72        | 2,92        | 0,43             | 3,73                           | 27 242 (combat) 25 521 (vide) |
| M4             | 5,89                           | 2,62        | 2,74        | 0,43             | 3,73                           | 30 345 (combat) 28 486 (vide) |
| M4A1           | 5,84                           | 2,62        | 2,74        | 0,43             | 3,73                           | 30 300 (combat) 28 440 (vide) |
| M4A2           | 5,92                           | 2,62        | 2,74        | 0,43             | 3,73                           | 31 842 (combat) 29 937 (vide) |
| M4A1(76)W      | 7,47 (hors-tout) 6,20 (caisse) | 2,67        | 2,97        | 0,43             | 3,73                           | 32 024 (combat) 29 302 (vide) |
| M4A2(76)W      | 7,57 (hors-tout) 6,30 (caisse) | 2,67        | 2,97        | 0,43             | 3,73                           | 33 294 (combat) 30 527 (vide) |
| M4A3(76)W HVSS | 7,54 (hors-tout) 6,27 (caisse) | 2,30        | 2,97        | 0,43             | 3,84                           | 33 657 (combat) 30 890 (vide) |
| M4A3(75)W      | 6,27                           | 2,67        | 2,94        | 0,43             | 3,73                           | 31 570 (combat) 28 622 (vide) |
| M4A3E2         | 6,27                           | 2,94        | 2,95        | 0,43             | 3,73                           | 38 102 (combat) 35 153 (vide) |
| M4A4           | 6,06                           | 2,62        | 2,74        | 0,41             | 4,06                           | 31 615 (combat) 29 665 (vide) |
| M4A6           | 6,06                           | 2,62        | 2,74        | 0,41             | 4,06                           | 31 751 (combat) 29 846 (vide) |

| Version        | Motorisation            | Puissance                      | Puissance massique (hp/t) | Carburant                   | Vitesse maximale (km/h)     | Autonomie (km) | Franchissement (m)                              |
| -------------- | ----------------------- | ------------------------------ | ------------------------- | --------------------------- | --------------------------- | -------------- | ----------------------------------------------- |
| T6             | Continental R975 EC2    | 340 hp à 2400 tours par minute | 11,3                      | 662,4 l (essence 92 octane) | 34 (croisière) 39 (maximum) | 193            | 1,02 (profondeur) 0,61 (hauteur) 2,28 (largeur) |
| M4             | Continental R975 C1     | 350 hp à 2400 tours par minute | 10,5                      | 662,4 l (essence 80 octane) | 34 (croisière) 39 (maximum) | 193            | 1,02 (profondeur) 0,61 (hauteur) 2,28 (largeur) |
| M4A1           | Continental R975 C1     | 350 hp à 2400 tours par minute | 10,5                      | 662,4 l (essence 80 octane) | 34 (croisière) 39 (maximum) | 193            | 1,02 (profondeur) 0,61 (hauteur) 2,28 (largeur) |
| M4A2           | General Motors 6046     | 375 hp à 2100 tours par minute | 10,7                      | 560,2 l (gazole 40 cetane)  | 40 (croisière) 48 (maximum) | 241            | 1,02 (profondeur) 0,61 (hauteur) 2,28 (largeur) |
| M4A1(76)W      | Continental R975 C4     | 400 hp à 2400 tours par minute | 11,3                      | 662,4 l (essence 80 octane) | 34 (croisière) 39 (maximum) | 161            | 1,02 (profondeur) 0,61 (hauteur) 2,28 (largeur) |
| M4A2(76)W      | General Motors 6046     | 375 hp à 2100 tours par minute | 10,2                      | 560,2 l (gazole 40 cetane)  | 40 (croisière) 48 (maximum) | 161            | 1,02 (profondeur) 0,61 (hauteur) 2,28 (largeur) |
| M4A3(76)W HVSS | Ford GAA                | 450 hp à 2600 tours par minute | 12,1                      | 635,9 l (essence 80 octane) | 42 (croisière)              | 161            | 0,91 (profondeur) 0,61 (hauteur) 2,28 (largeur) |
| M4A3(75)W      | Ford GAA                | 450 hp à 2600 tours par minute | 12,9                      | 635,9 l (essence 80 octane) | 42 (croisière)              | 161            | 0,91 (profondeur) 0,61 (hauteur) 2,28 (largeur) |
| M4A3E2         | Ford GAA                | 450 hp à 2600 tours par minute | 10,7                      | 635,9 l (essence 80 octane) | 35 (croisière)              | 161            | 0,91 (profondeur) 0,61 (hauteur) 2,28 (largeur) |
| M4A4           | Chrysler A57            | 370 hp à 2400 tours par minute | 10,6                      | 605,7 l (essence 80 octane) | 32 (croisière) 40 (maximum) | 161            | 1,07 (profondeur) 0,61 (hauteur) 2,44 (largeur) |
| M4A6           | Ordnance Engine RD-1820 | 450 hp à 2000 tours par minute | 12,9                      | 522,4 l (gazole 40 cetane)  | 40 (croisière) 48 (maximum) | 193            | 1,07 (profondeur) 0,61 (hauteur) 2,44 (largeur) |

| Version        | Caisse avant       | Caisse côtés | Caisse arrière | Tourelle (mantelet) | Toit    | Plancher |
| -------------- | ------------------ | ------------ | -------------- | ------------------- | ------- | -------- |
| T6             | 5,08 cm (37 à 55°) | 3,81 cm      | 3,81 cm        | 7,6 cm              | 2,54 cm | 2,54 cm  |
| M4             | 5,08 cm (56°)      | 3,81 cm      | 3,81 cm        | 7,6 cm              | 1,91 cm | 2,54 cm  |
| M4A1           | 5,08 cm (37 à 55°) | 3,81 cm      | 3,81 cm        | 7,6 cm              | 1,91 cm | 2,54 cm  |
| M4A2           | 6,35 cm (47°)      | 3,81 cm      | 3,81 cm        | 7,6 cm              | 1,91 cm | 2,54 cm  |
| M4A1(76)W      | 6,35 cm (37 à 55°) | 3,81 cm      | 3,81 cm        | 7,6 cm              | 1,91 cm | 2,54 cm  |
| M4A2(76)W      | 6,35 cm (47°)      | 3,81 cm      | 3,81 cm        | 7,6 cm              | 1,91 cm | 2,54 cm  |
| M4A3(76)W HVSS | 6,35 cm (47°)      | 3,81 cm      | 3,81 cm        | 6,3 cm              | 1,91 cm | 2,54 cm  |
| M4A3(75)W      | 6,35 cm (47°)      | 3,81 cm      | 3,81 cm        | 6,3 cm              | 1,91 cm | 2,54 cm  |
| M4A3E2         | 10,16 cm (47°)     | 7,62 cm      | 3,81 cm        | 15,2 cm             | 1,91 cm | 2,54 cm  |
| M4A4           | 5,08 cm (56°)      | 3,81 cm      | 3,81 cm        | 7,6 cm              | 1,91 cm | 2,54 cm  |
| M4A6           | 5,08 cm (51°)      | 3,81 cm      | 3,81 cm        | 7,6 cm              | 1,91 cm | 2,54 cm  |

### Au cinéma
- 1949 : Bastogne (Battleground en VO) film en noir et blanc réalisé par William A. Wellman, produit par la Metro-Goldwyn-Mayer, dont il fut à l'époque l'un des plus grands succès.
- 1950 : Trois des chars d'assaut (They Were Not Divided en VO).
- 1951 : Les tanks arrivent (en) (The Tanks Are Coming en VO).
- 1953 : La Guerre des mondes (titre original : The War of the Worlds) est un film américain réalisé par Byron Haskin et produit par George Pal, adapté du roman du même nom de H. G. Wells.
- 1961 : Un taxi pour Tobrouk est un film dramatique ouest-germano-britanno-hispano-français réalisé par Denys de La Patellière. En octobre 1942 à Tobrouk dans la Libye occupée par les Allemands, on retrouve un commando du LRDG des FFL qui vient de perpétrer une attaque contre une position allemande.
- 1962 : Le Jour le plus long réalisé par Ken Annakin, Andrew Marton, Bernhard Wicki, Gerd Oswald et Darryl F. Zanuck, d'après le livre homonyme de Cornelius Ryan, publié en 1959.
- 1966 : Paris brûle-t-il ?, film historique franco-américain réalisé par René Clément. En août 1944, des faits de Résistance et les actions militaires conduisent à la libération de Paris et à la reddition du général Dietrich von Choltitz, commandant de la garnison militaire du Groß Paris.
- 1969 : Le Pont de Remagen (titre original : The Bridge at Remagen) est un film américain réalisé par John Guillermin. Le film raconte de manière assez libre les évènements autour de la prise, par l'armée américaine le 7 mars 1945, du pont de Remagen.
- 1970 : De l'or pour les braves (Kelly's Heroes en VO), film américain réalisé par Brian G. Hutton. Durant la Seconde Guerre mondiale, Kelly, un soldat américain, apprend l'existence d'un trésor considérable caché dans une banque derrière les lignes ennemis. Il décide de recruter une fine équipe dont une équipe de tank Sherman M4A3 afin de l'aider à voler le magot, le cacher, puis le partager une fois la guerre terminée…
- 1977 : Un pont trop loin (A Bridge Too Far en VO), film américano-britannique réalisé par Richard Attenborough. Il s'agit d'une adaptation du livre du même nom de Cornelius Ryan publié en 1974.
- 1980 : Au-delà de la gloire (The Big Red One en VO) est un film de guerre américain réalisé par Samuel Fuller. Le film s'appuie notamment sur l'expérience personnelle de Samuel Fuller, qui vécut la Seconde Guerre mondiale dans les rangs de la Big Red One.
- 1983 : Under Fire, film américain réalisé par Roger Spottiswoode qui met en vedette Nick Nolte, Joanna Cassidy, Gene Hackman, Ed Harris et Jean-Louis Trintignant. Au Nicaragua en 1979, le photojournaliste Russell Price couvre la guerre civile opposant les sandinistes au président Anastasio Somoza.
- 1984 : Tank, film américain réalisé par Marvin J. Chomsky. Retiré de l'armée, le commandant sergent major Zack se retrouve aux prises avec le shérif d'une petite bourgade. Il utilise un tank M4A1.
- 1998 : Il faut sauver le soldat Ryan, un film de guerre américain réalisé par Steven Spielberg mettant en scène des soldats américains qui, dans la confusion du début de la bataille de Normandie, ont pour mission de retrouver un soldat dont tous les frères sont morts au combat. La reconstitution très réaliste du débarquement de Normandie est l'un des points forts du film.
- 2006 : Mémoires de nos pères (Flags of Our Fathers en VO) est un film de guerre américain réalisé par Clint Eastwood. Il s'agit d'une adaptation du livre Flags of Our Fathers de James Bradley et Ron Powers.
- 2006 : Lettres d'Iwo Jima (Letters from Iwo Jima en VO) est un film de guerre américain réalisé par Clint Eastwood qui relate la bataille d'Iwo Jima du point de vue japonais.
- 2012 : Normandy (Red Rose of Normandy en VO). un film de guerre américain réalisé par Tino Struckmann. Le Débarquement sur les côtes normandes se prépare en secret. Le Jour J approche. Le capitaine allemand Klaus Muller va être l’un des acteurs de la plus grande invasion de l’Histoire militaire.
- 2014 : Fury, film américain de David Ayer. Ce film de guerre met en scène l'équipage d'un char d'assaut M4A3E8 Sherman de l'armée américaine combattant en Allemagne pendant les dernières semaines de la Seconde Guerre mondiale sur le front de l'Ouest européen.
- 2014 : Diplomatie, film franco-allemand de Volker Schlöndorff. Dans la nuit du 24 au 25 août 1944, le général Dietrich von Choltitz s'apprête à détruire Paris, conformément à l'ordre qu'il a reçu d'Adolf Hitler. Raoul Nordling, consul général de Suède, tente de l'en dissuader.
- 2016 : Tu ne tueras point, est un film de guerre australo-américain réalisé par Mel Gibson. L'unité de Desmond Doss, objecteur de conscience est affectée à la 77e division d'infanterie et envoyée sur le théâtre de la guerre du Pacifique pour participer à la bataille d'Okinawa.